# St. Josef (Saarbrücken)

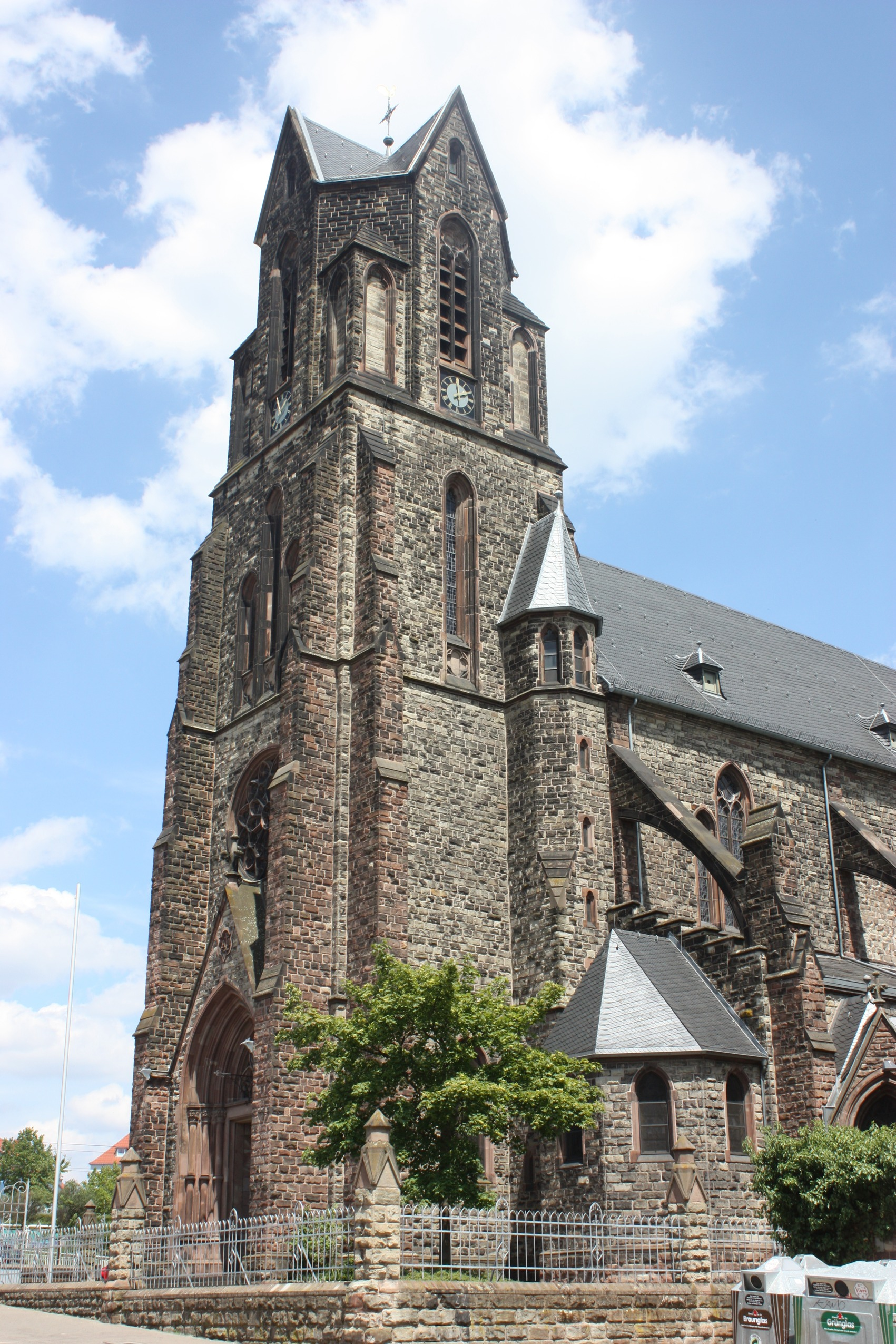
Turm der Malstatter Josefskirche von der St.-Josef-Straße aus

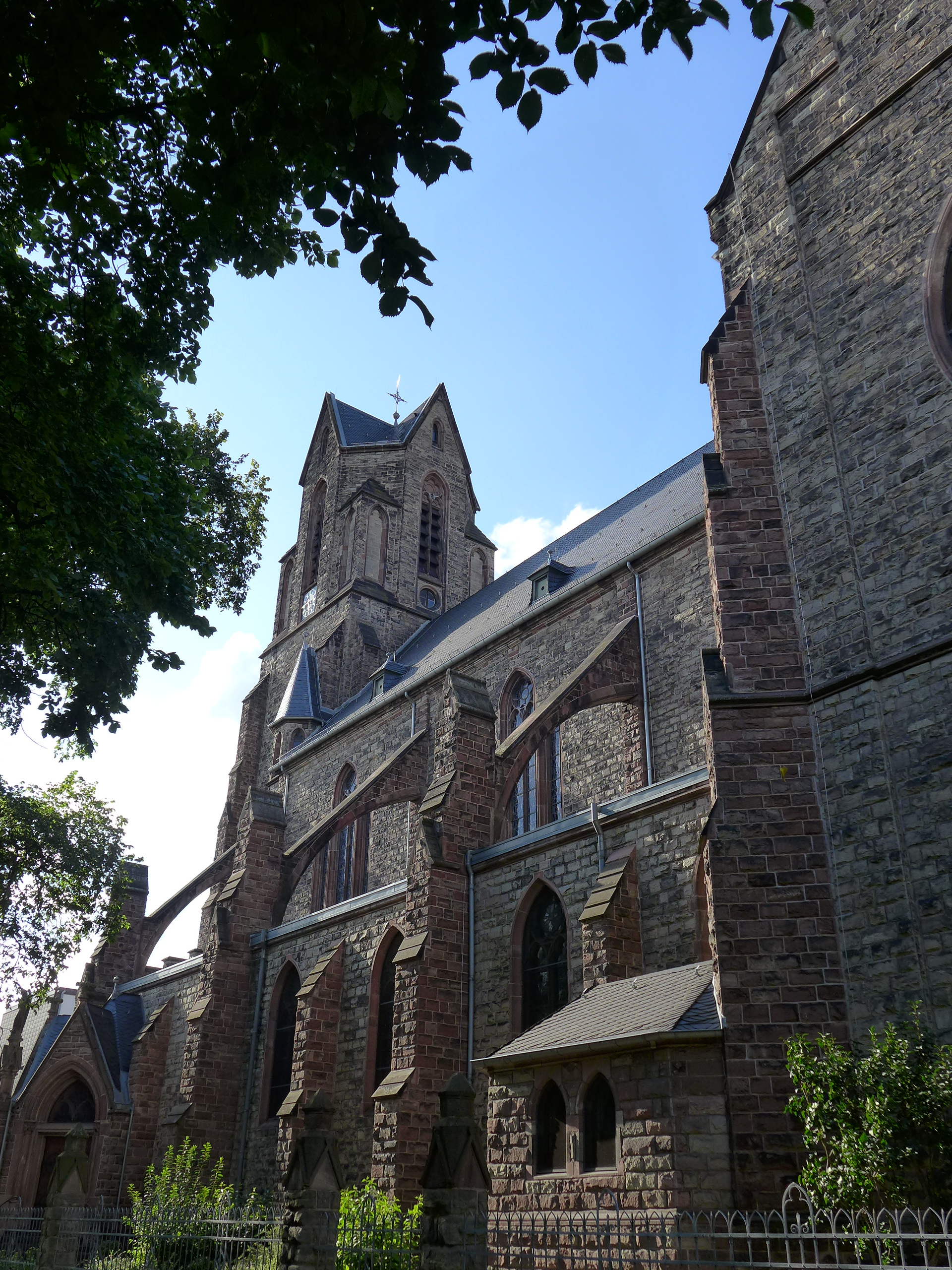
Seitenansicht der Josefskirche vom Kirchbergweg auf der historischen Malstatt

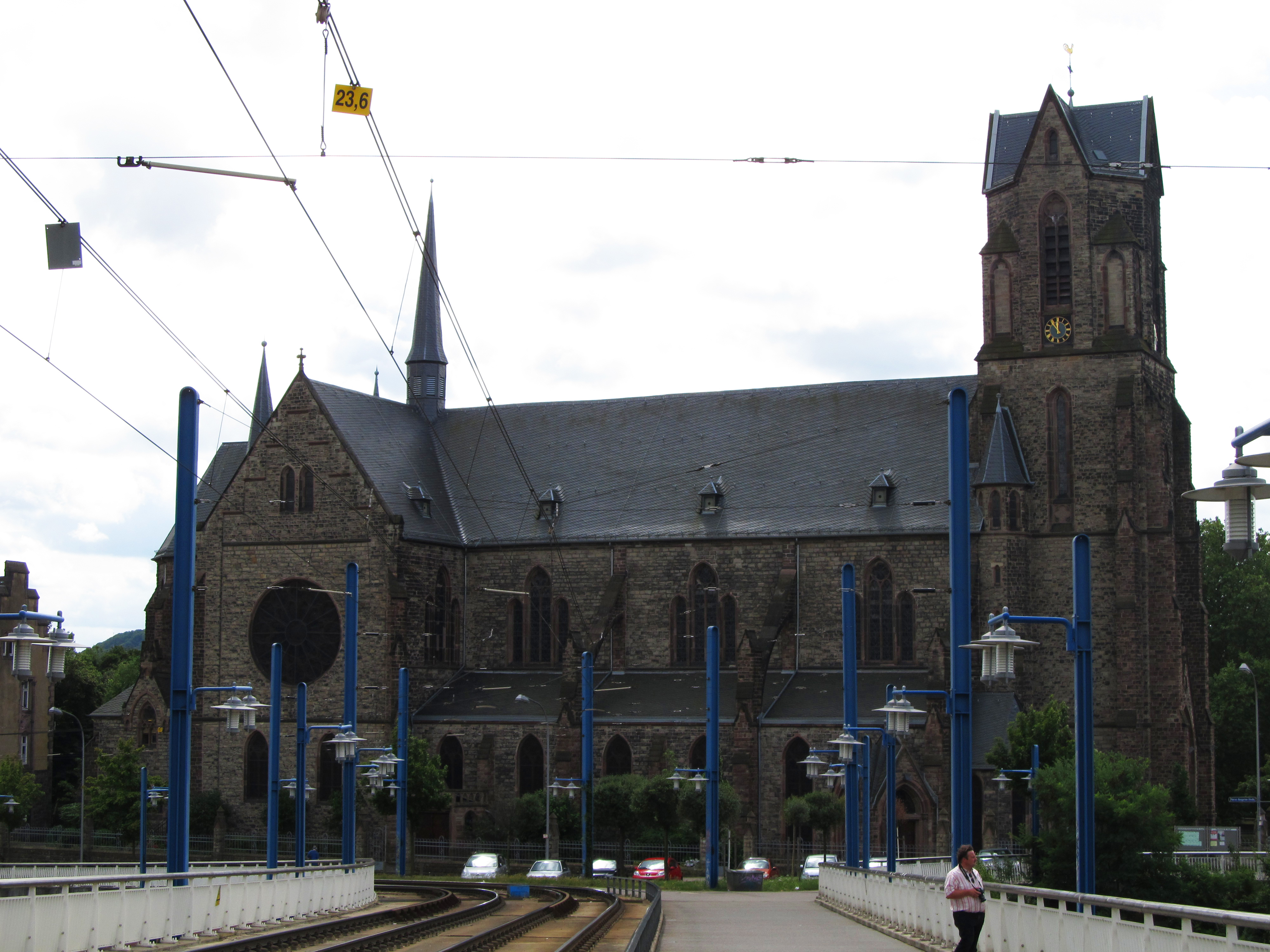
Seitenansicht der Pfarrkirche St. Josef aus der Blickachse der Lebacher Straße vom oberen Malstatt aus mit Oberleitungsmasten der Saarbahn

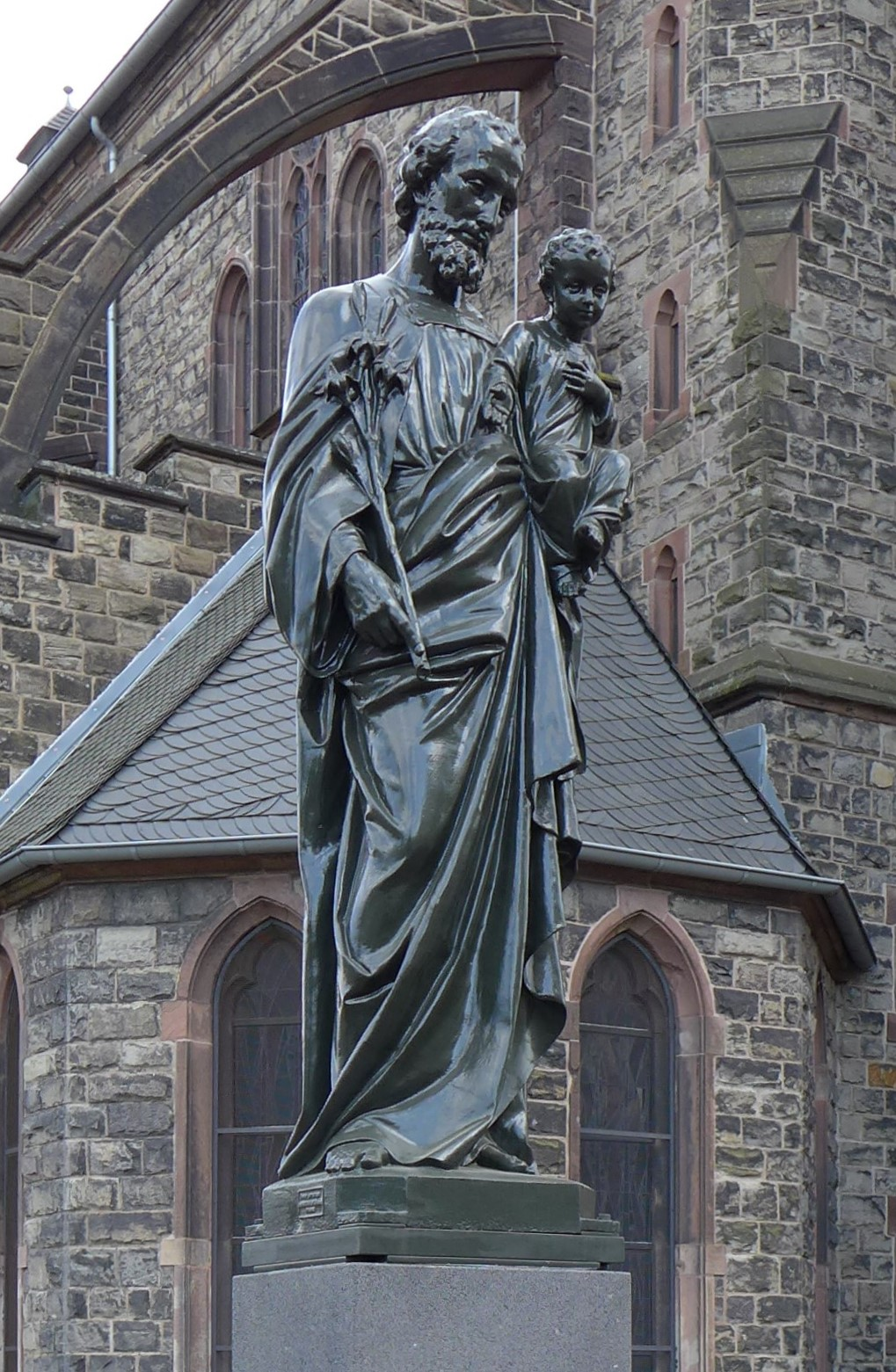
Der heilige Josef mit dem Jesuskind, Stele vor der Kirche

Die Kirche St. Josef ist eine katholische Pfarrkirche in Malstatt, einem Stadtteil der saarländischen Landeshauptstadt Saarbrücken. Kirchenpatron ist der heilige Josef. Patroziniumstag ist das kirchliche Hochfest des Gedenktages des heiligen Josef von Nazaret am 19. März. In der Denkmalliste des Saarlandes ist die im Stil der Neofrühgotik errichtete Kirche mit dem zugehörigen Pfarrhaus als Einzeldenkmal aufgeführt. Zusammen mit der St. Johanner Michaelskirche, der St. Ingberter Josefskirche sowie dem Dillinger Saardom zählt die Malstatter Josefskirche zur Gruppe der größten Sakralbauten des Saarlandes. Seit dem schweren Bombenangriff auf Saarbrücken vom 4. Oktober 1944, bei dem das Malstatter Sakralgebäude stark beschädigt wurde, fehlt der Kirche der ursprünglich hohe Turmhelm des damals höchsten Kirchturmes des Saarlandes. Die Josefskirche gehört seit dem 1. September 2011 zusammen mit St. Marien in Rußhütte und St. Albert auf dem Malstatter Rodenhof zur „Pfarreiengemeinschaft Saarbrücken-Malstatt“ im Bistum Trier.

## Vorgeschichte

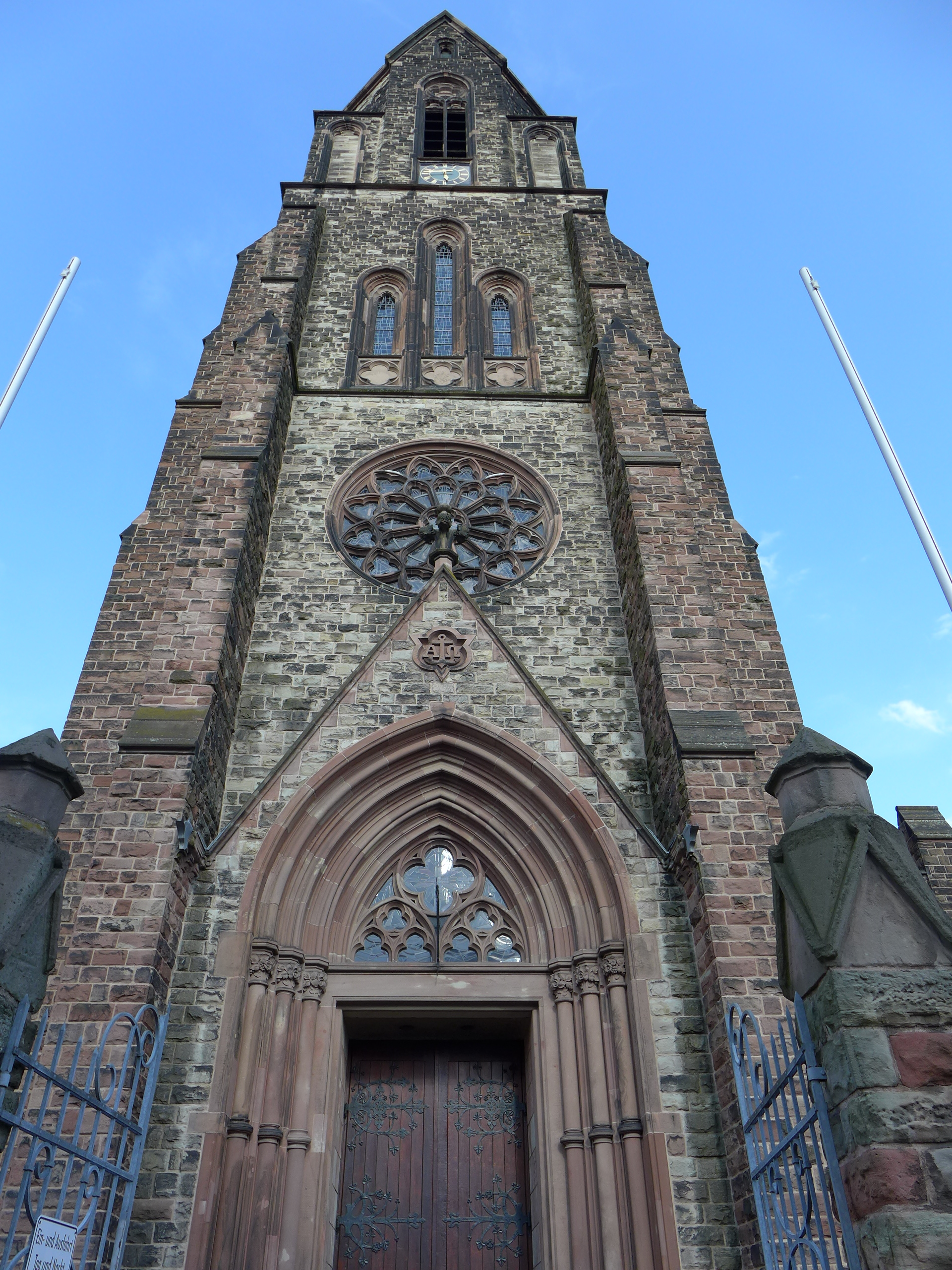
St. Josef (Saarbrücken), Portalansicht der Turmfassade

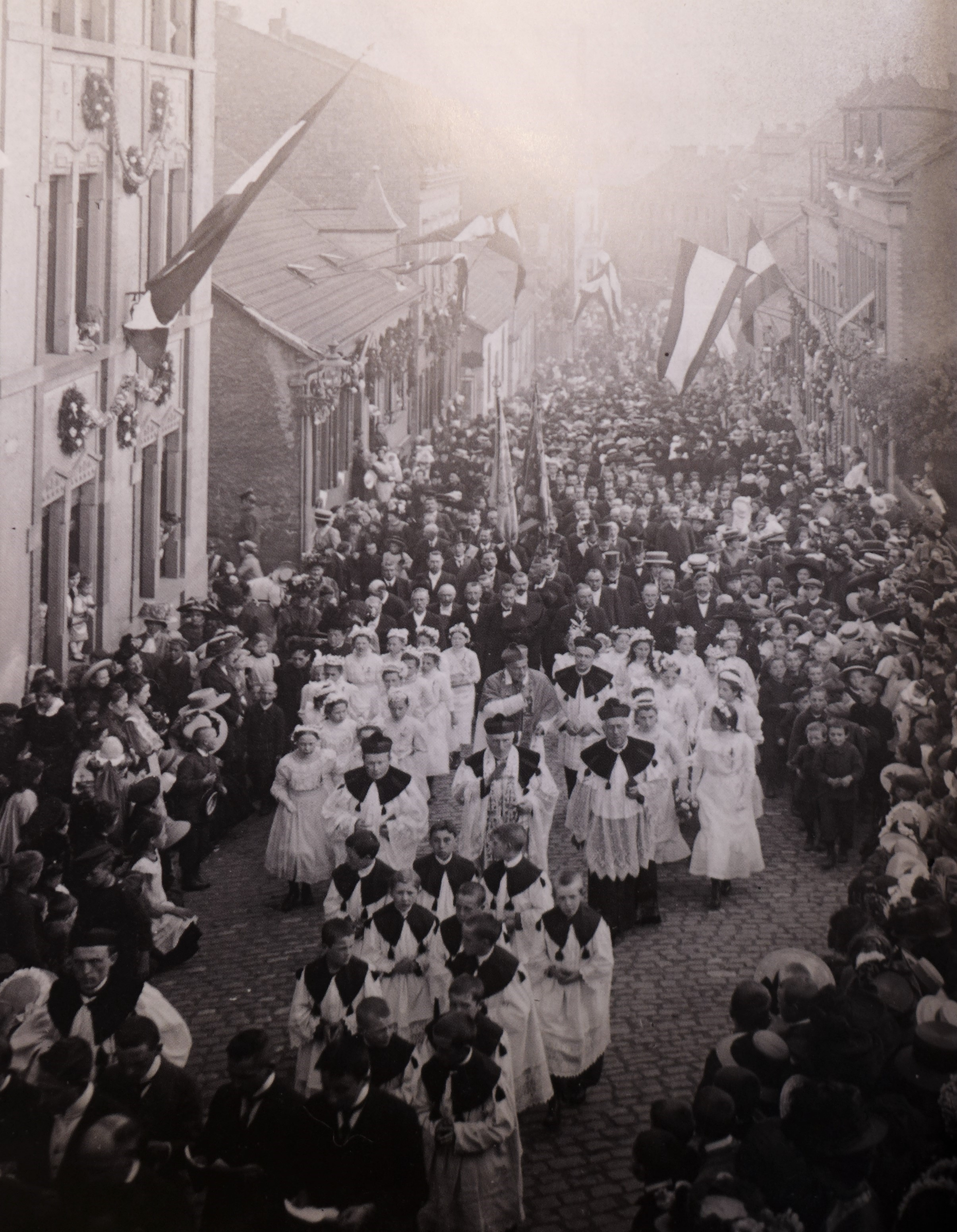
St. Josef (Saarbrücken), Prozession mit Bischof Michael Felix Korum zur Kirche am Tag der Konsekration am 10. Mai 1911

### Mittelalter

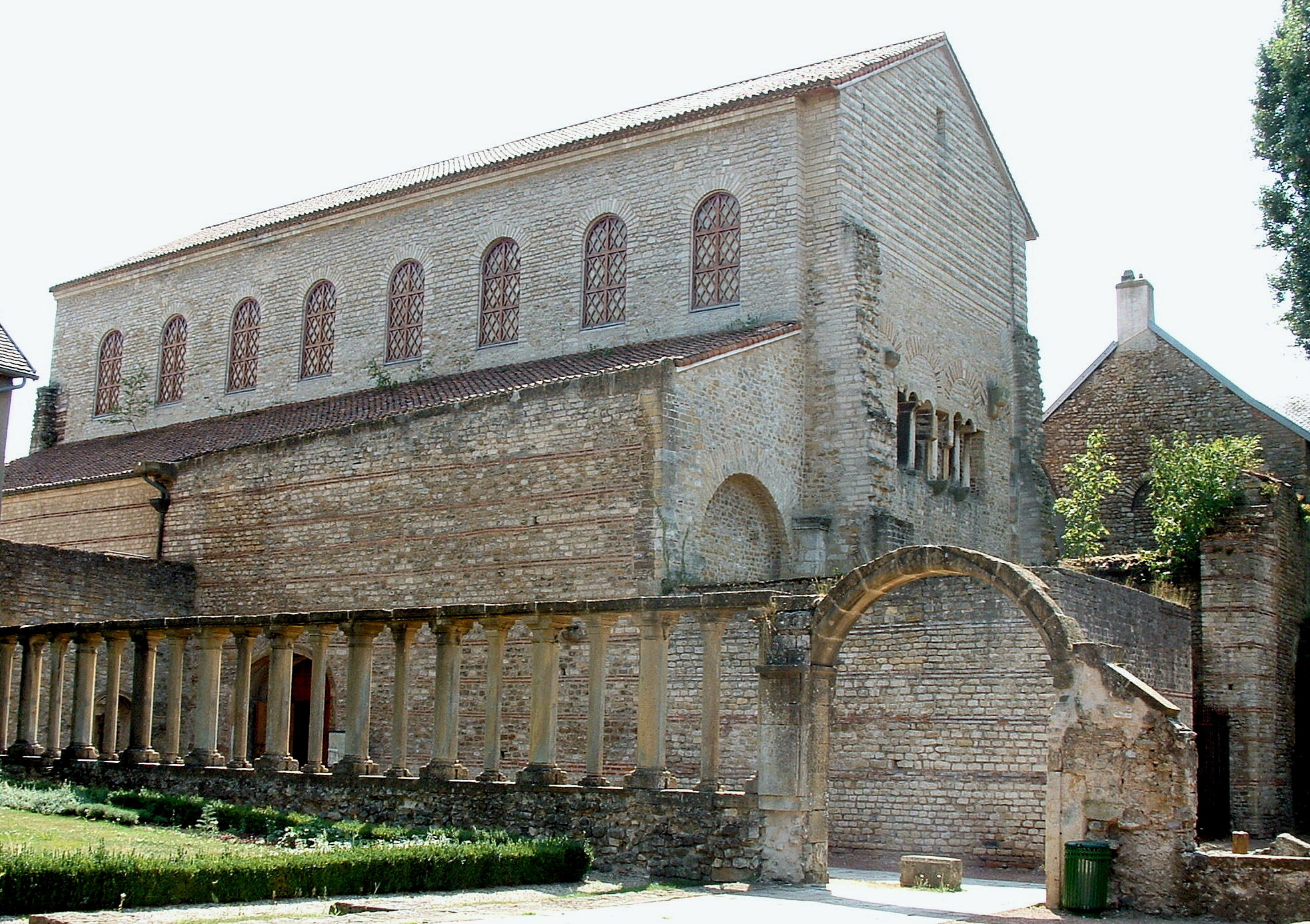
Benediktinerinnenkloster St. Peter, Metz – Eigentümer des Malstatter Kirchenpatronates

Malstatt wurde im Jahr 960 zum ersten Mal in einer in Köln ausgestellten Urkunde König Ottos I. hinsichtlich seiner Dorfkirche (Ecclesia de Mathalstatt) erwähnt, die sich im Besitz des Metzer Benediktinerinnen-Klosters Sankt Peter auf der Zitadelle/St. Peter zu den Nonnen befand. Die Malstatter Dorfkirche lag allerdings im Gebiet des trierischen Dekanates Merzig. In einer Urkunde Ottos II. aus dem Jahr 977 wird Dudweiler als Filialkapelle von Malstatt genannt.
Die Malstatter Pfarrerbestellung geschah im Wechsel zwischen dem Metzer St. Peterskloster und den Saarbrücker Grafen, die allerdings im Jahr 1561 das Patronat und den Zehnten vollständig aufkauften. Damit hatten die Saarbrücker Grafen das alleinige Besetzungsrecht der Pfarrei. Kirchlich gesehen blieb Malstatt bis zur Reformation südlichste Grenzspitze des Erzbistums Trier und war an drei Seiten seines Bannes vom Bistum Metz umgeben. Anders als die Nachbargemeinden war Malstatt nie in Abhängigkeit vom Stift Sankt Arnual geraten. Der Verkauf der Patronatsrechte Malstatts durch das Metzer Kloster an das Haus Nassau-Saarbrücken steht im Zusammenhang mit der Besetzung der Trois-Évêchés (deutsch: ‚Drei Bistümer‘), der Fürstbistümer (Hochstifte) Metz, Toul und Verdun in der Kirchenprovinz Trier im Jahr 1552 durch Frankreich unter dessen König Heinrich II. Dabei wurde das alte Metzer Peterskloster profaniert.

### Reformation und Dreißigjähriger Krieg
Im Zuge der Nassauer Reformation im Jahr 1575 musste die Dorfbevölkerung Malstatts aufgrund der Anordnung von Graf Philipp III. von Nassau-Saarbrücken zwangsweise zum protestantisch-lutherischen Bekenntnis wechseln. Im Dreißigjährigen Krieg wurde die alte Malstatter Kirche zerstört. Infolge der Kriegswirren war Malstatt derartig geschwächt, dass der Ort in den Jahren 1673–1679 pfarrlich von Dudweiler und anschließend von St. Johann übernommen werden musste. Die alte Malstatter Filiale Gersweiler wurde von Gymnasialrektoren betreut. Erst im Jahr 1738 wurde Malstatt wieder selbständig und erhielt die Zuständigkeit für die umliegenden Ortschaften Burbach, Rußhütte, Großwald, Luisenthal, Neudorf, den Rastpfuhl und die alte Filiale Gersweiler mit Ottenhausen, Klarenthal und Krughütte. Malstatt hatte zu dieser Zeit eine Kirche, die auch von den Burbacher Einwohnern mitbenutzt wurde. Die meisten Bewohner waren zu dieser Zeit lutherischer Konfession, wenige waren katholisch (Zuordnung zur katholischen Pfarrei St. Johann) und nur ein Einwohner gehörte zur reformierten Konfession (Zuordnung zur reformierten Pfarrei Saarbrücken). Gersweiler (Aschbachkirche) war eine lutherische Filiale der evangelisch-lutherischen Malstatter Pfarrei. Der Pfarrer der Pfarrei St. Johann, die für die wenigen Malstatter Katholiken zuständig war, wurde vom Bischof von Metz besetzt und vom König von Frankreich seit der Zeit der Reunionen besoldet. Die kleine katholische Gemeinde von Malstatt war seit 1680 eine Filiale von St. Johann und gehörte damit zur Diözese Metz. Im Sommer 1793 verbrannten französischer Revolutionstruppen das Inventar der Malstatter Kirche. Im Jahr 1802 kam St. Johann mit seiner größten Filiale Malstatt zum Bistum Trier.

### Preußische Übernahme und Rekatholisierung durch die Industrialisierung

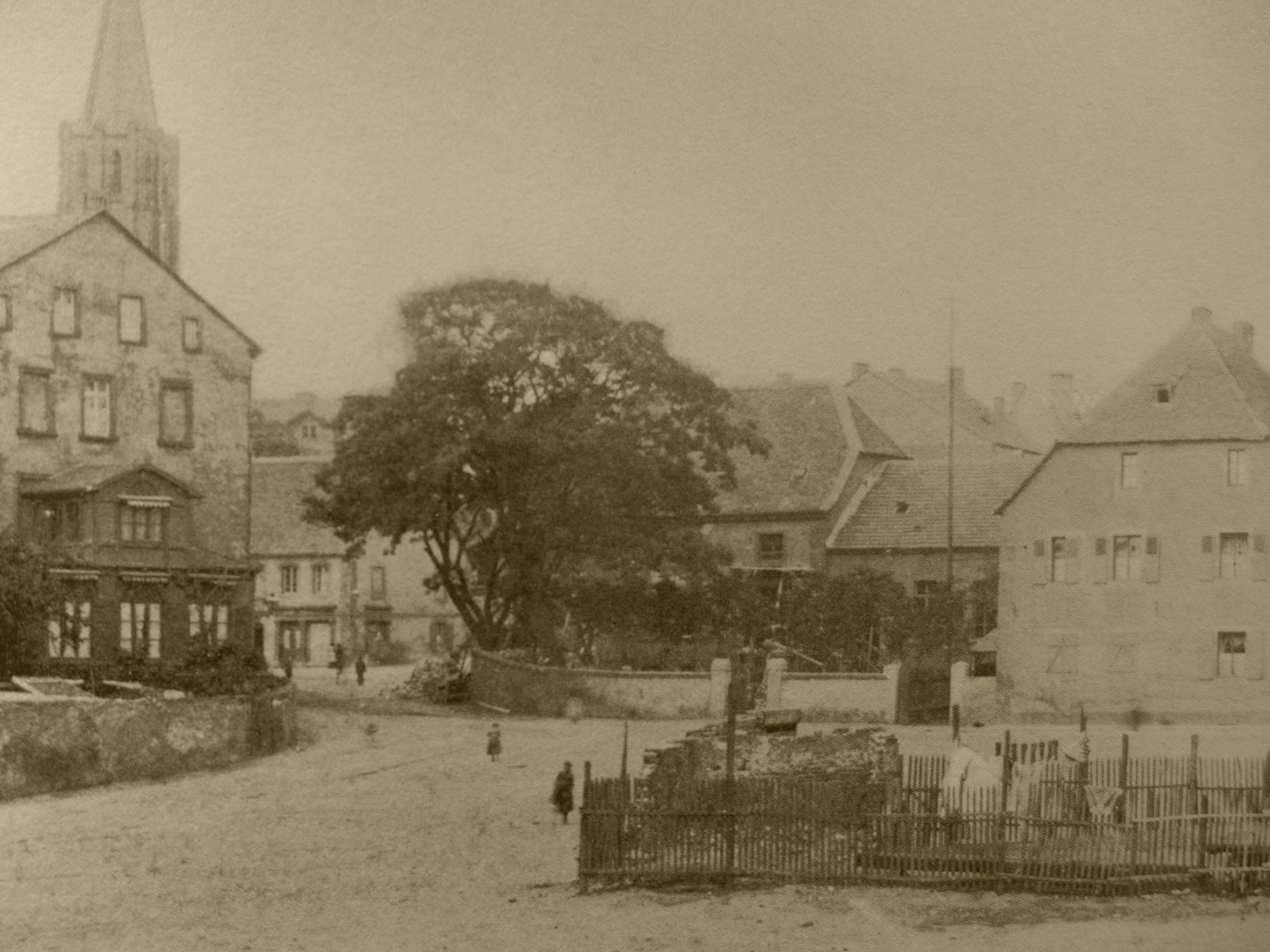
Malstatt, Ortszentrum am Ende des 19. Jahrhunderts in Blickrichtung von Markt und evangelischer Kirche (Stadtarchiv Saarbrücken)

Im Ersten Pariser Frieden im Jahr 1814 blieben Malstatt und Burbach unter König Ludwig XVIII. französisch. Bei der Erstürmung St. Johanns durch bayerische Truppen am 23. Juni 1815 wurden Malstatt und Burbach vollständig ausgeplündert. Der durch die bayerischen Truppen entstandene Schaden wurde im Jahr 1820 durch französische Kriegsentschädigungen beglichen, die zur Erneuerung der Malstatter Kirche verwendet wurden. Im Zweiten Pariser Frieden gelangte Malstatt mit den übrigen Orten des Saartales von Frankreich an das Königreich Preußen (Rheinprovinz). Bis Mitte des 19. Jahrhunderts war Malstatt weiterhin mehrheitlich evangelisch-lutherisch.
Mit dem Beginn der Industrialisierung (Bergbau und Hüttenindustrie) setzte in der zweiten Hälfte des 19. Jahrhunderts eine enorme Zuwanderung von Arbeitskräften aus der Eifel, dem Hunsrück und Lothringen ein, so dass bereits am Ende des 19. Jahrhunderts in Malstatt nicht mehr der Protestantismus, sondern der Katholizismus die Mehrheitskonfession darstellte. Im Jahr 1867 wohnten nur 1158 Katholiken in Malstatt (mit Rußhütte: 1558 Katholiken), die zur Pfarrei St. Johann gehörten. Bis 1885 war die Zahl bereits auf 5480 angestiegen, und aufgrund der industriellen Entwicklung wanderten immer mehr Menschen zu, sodass eine Vikarie geschaffen wurde, deren erster Vikar, Matthias Metzdorf, am 28. Oktober 1887 nach Malstatt kam. Zur Abhaltung des Gottesdienstes standen zwei kleine, ineinander übergehende Zimmer in der Großen Schulstraße zur Verfügung. Am 6. Januar 1886 hatte man einen katholischen Kirchbauverein in Malstatt gegründet. Am 18. August 1888 erfolgte die Umwandlung der Vikarie in eine Pfarrei mit Sitz in Malstatt. Vikar Metzdorf wurde zum ersten Pfarrer ernannt. Der bisherige Gottesdienstraum in der Großen Schulstraße war zwischenzeitlich viel zu klein geworden, sodass im Frühjahr 1888 damit begonnen wurde, eine Notkirche (heutiges Dechant-Metzdorf-Haus) in der Kleinen Schulstraße zu errichten, in die man am 2. Dezember 1888 einziehen konnte. Ein katholisches Vereinshaus errichtete man im Jahr 1891 für die drei religiösen Bruderschaften, die drei caritativen Vereine sowie die vier Sozialvereine der Pfarrei. Zusätzlich wurden im Jahr 1893 zur Ausübung der Krankenpflege Krankenschwestern aus dem Mutterhaus Marienhof-Koblenz nach Malstatt berufen, für die im Jahr 1899 ein Schwesternhaus mit Kindergarten und Nähschule errichtet wurde. Die Niederlassung der Schwestern vom Heiligen Geist musste im Jahr 1974 aufgegeben werden. Im Jahr 1905 wohnten in Malstatt bereits 14.845 Katholiken, 1908 waren es ca. 16.000.

## Bau
1898 hatte die Zahl der Katholiken in Malstatt bereits die Marke von 10.000 überschritten, und somit reichten auch die Plätze der Notkirche nicht mehr aus. Man begann mit der Planung eines großen Kirchengebäudes, für das man den alten Friedhof an der Friedrichstraße (heute St.-Josef-Straße) als Bauplatz erwerben konnte. Mit dem ersten Spatenstich am 7. September 1908 begann nach Plänen des Architekten Johann Adam Rüppel (Bonn) das Bauvorhaben. In einer Bauzeit von nur zwei Jahren wurde die Kirche fertiggestellt und am 11. September 1910 eingeweiht. Die feierliche Konsekration des Gotteshauses nahm der damalige Trierer Bischof Michael Felix Korum am 10. Mai 1911 vor.

### Bis zum Ende des Zweiten Weltkrieges
Während des Ersten Weltkrieges wurden 1917 die Glocken des ersten Kirchengeläutes (abgestimmt auf die Töne b, des, es, f und ges; hergestellt in einer Colmarer Glockengießerei) für Rüstungszwecke eingeschmolzen. Im Jahr 1922 wurde der Innenraum der Kirche vollständig durch den Düsseldorfer Kirchenmaler Josef Held ausgemalt. 1923/24 erhielt die Kirche ihre erste Orgel.
Beim ersten großen Fliegerangriff während des Zweiten Weltkrieges auf Saarbrücken am 30. Juli 1942 wurde die Kirche durch Sprengbomben beschädigt, wobei Fenster, Dächer und Türen zu Bruch gingen. Da es gelang das notwendige Instandsetzungsmaterial zu beschaffen, konnte das Gotteshaus wieder benutzbar gemacht werden. Weitere Fliegerangriffe erfolgten in den Jahren 1943 und 1944, die das Kirchengebäude schwer in Mitleidenschaft zogen und es durch Zertrümmerung der Notverglasung, Zerstörung von Teilen des Daches und starker Beschädigung der Gewölbe unbenutzbar machten. Als Notkirche für die Gemeinde fungierte die erweiterte Kapelle des Caritashauses in der Kleinen Schulstraße.
Beim Großangriff auf Saarbrücken am 4. Oktober 1944 wurde die Kirche endgültig zerstört. Brandbomben entzündeten den Helm des Kirchturmes, der auf das hintere Dach stürzte und das Gewölbe durchschlug. Dabei wurde ein nicht löschbarer Brand im Gebälk entfacht, bei dem u. a. die Orgel verglühte und die noch im Turm verbliebene Glocke abstürzte und zerbarst.

### Nachkriegszeit
Nach dem Krieg diente zunächst der ehemalige Kindergarten beim Schwesternhaus in der Kleinen Schulstraße als Gottesdienstraum, der sich aber als viel zu klein erwies. Daraufhin wurden zwei Holzbaracken von der Firma Röchling erworben, die zum Bau einer Notkirche dienen sollten. Die Stadt Saarbrücken stellte das Gelände Ecke Lebacher-/Deutsche Straße (heute Rheinstraße) als Bauplatz zur Verfügung. Am 23. Dezember 1945, wurde die neue Barackenkirche eingeweiht und unter den Schutz des heiligen Paulus, gestellt. Mit Beginn des Jahres 1946 wurden die Wiederaufbauarbeiten an der Kirche erneut aufgenommen, nachdem man sich zuerst um die Errichtung der Notkirche kümmerte. Der Wiederaufbau sollte in drei Bauabschnitten folgen.
Zuerst erfolgte vom Herbst 1946 bis zum Spätjahr 1947 die Erneuerung des Daches über dem vorderen Teil der Kirche, wo das Gewölbe erhalten geblieben war. Die Putzflächen des Inneren wurde weiß gestrichen und eine Trennwand zum zerstörten Teil der Kirche errichtet. Dabei gingen die Malereien des Düsseldorfer Kirchenmalers Josef Held aus dem Jahr 1922 verloren. Der Chorraum wurde einer Neugestaltung unterzogen, indem der Altar vorverlegt wurde. Am 19. September 1948 konsekrierte Weihbischof Metzroth den neuen Altar und weihte somit den neuen Gottesdienstraum.
Der zweite Bauabschnitt und damit der Weiterbau kam Infolge einer angespannten Finanzlage nur schleppend voran. 1953 konnte mit dem Wiederaufbau am hinteren Teil der Kirche begonnen werden, der nach Plänen des Architekten Fritz Thoma (Trier) erfolgte. Nach der Erneuerung des Daches und dem Abtragen der Reste der alten Orgelempore wurde eine neue größere Empore mit zwei breiten Treppenaufgängen gebaut. Der darunter liegende Raum wurde durch eine Wand aus Glasbausteinen vom noch zerstörten Mittelteil der Kirche abgetrennt und zu einer Werktagskapelle für Gottesdienste mit kleinen Gemeinschaften ausgebaut.
Im dritten Bauabschnitt wurde nun auch der Mittelteil der Kirche wiederhergestellt, indem Dach und Gewölbe erneuert bzw. instand gesetzt wurden, sowie der Boden mit Steinplatten belegt wurde. Der Chorraum wurde nochmals völlig neu gestaltet, in der Form, dass die Chorfenster heruntergezogen und neu verglast wurden. Ein Altar, Ambo, Kanzel und eine viergliedrige Kommunionbank aus schwarzem Marmor wurden neu angeschafft. Spenden ermöglichten die Anschaffung eines neuen silbernen Tabernakels mit Steinbesatz durch den Trierer Goldschmied Hans Alofs (1927–2019), der auf dem neuen Altartisch seinen Platz fand. Im Frühjahr 1954 waren die Arbeiten abgeschlossen und am 7. März des gleichen Jahres wurde die Werktagskapelle eingeweiht. Nachdem die Trennwand beseitigt worden war, konnte die Kirche am Palmsonntag 1954 ihrer Bestimmung übergeben werden. Bei den Wiederaufbaumaßnahmen erhielt der Kirchturm seinen hohen Spitzhelm nicht mehr zurück.

### Nach 1954
In den Jahren 1954 bis 1961 folgten weitere Baumaßnahmen. So wurden nach und nach die teilweise beschädigten oder unansehnlich gewordenen alten Kirchenbänke durch neue ersetzt. An die Stelle der Seitenaltäre traten zwei schwarze Metallreliefs. Im rechten Seitenschiff wurde 1955 eine kleine Empore für die neue Orgel gebaut. In die Wand des linken Seitenschiffes wurde 1961 ein Kreuzweg als Sgraffito eingearbeitet und die Notverglasung der Kirchenfenster durch eine Buntverglasung ersetzt.
1967 wurde die vordere rechte Seitentür entfernt und zugemauert und die so entstandene Nische als kleine Marienkapelle gestaltet. Die Verglasungen der kleinen Spitzbogenfenster der Kapelle zeigen in abstrahierender Gestaltung marianische Symbole. Die Kapelle enthält eine Kopie des Gnadenbildes der Schwarzen Madonna von Tschenstochau aus dem Kloster Jasna Góra.
Aufgrund der Liturgiereform des Zweiten Vatikanischen Konzils erfolgte bis Mitte der 1980er Jahre eine erneute Umgestaltung des Chorraumes.
Eine Initiative des SPD-Ortsvereines Malstatt zur Wiedererrichtung der einstmals höchsten Kirchturmspitze des Saarlandes wurde im Jahr 1983 vom Verwaltungsrat abgelehnt.
2008 wurde das Innere der Kirche einer Restaurierung unterzogen.

## Architektur

### Notkirche St. Josef

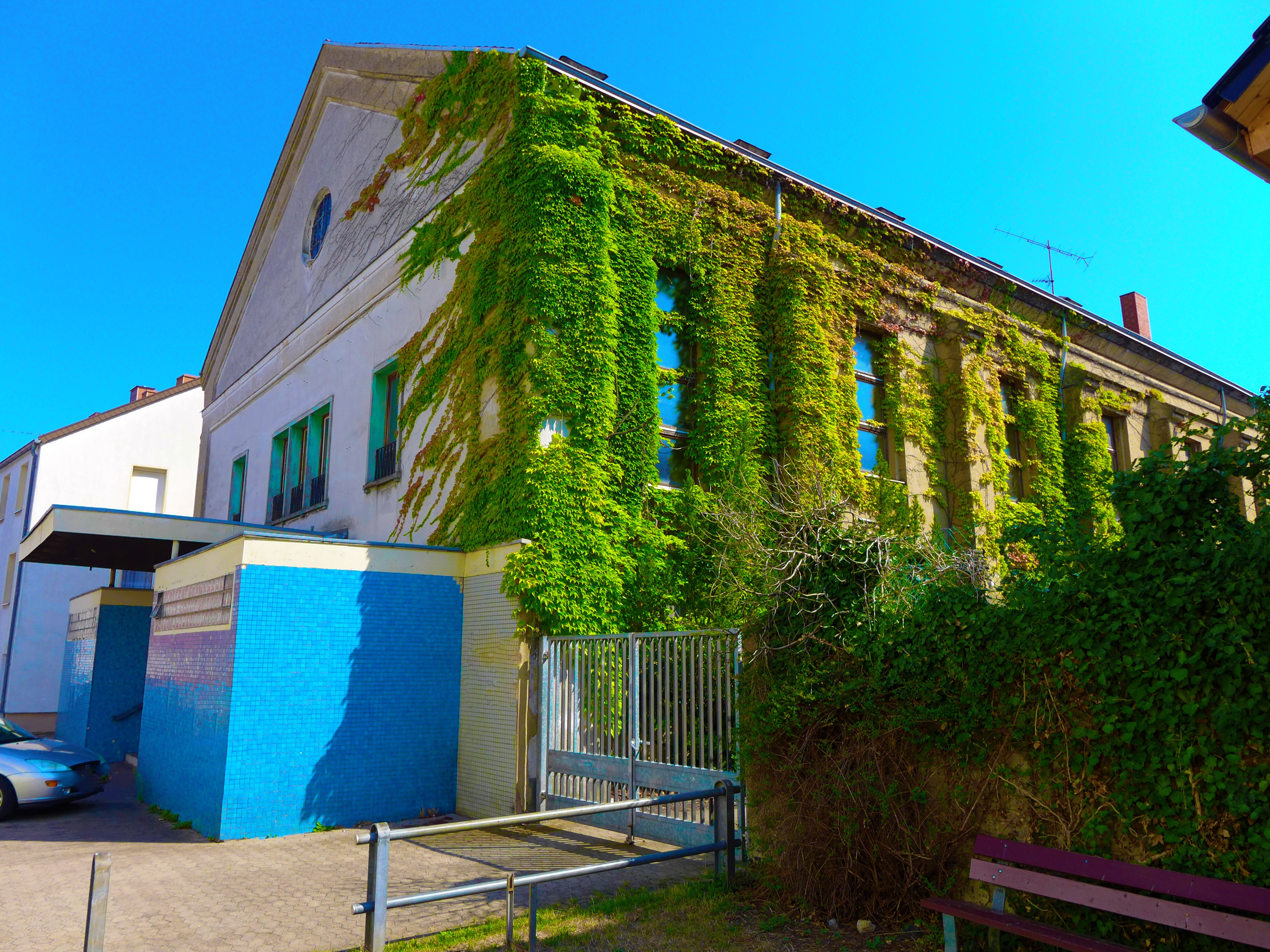
Ehemalige Notkirche St. Josef, dann Dechant-Metzdorf-Haus, Eingangsfront in der Kleinen Schulstraße
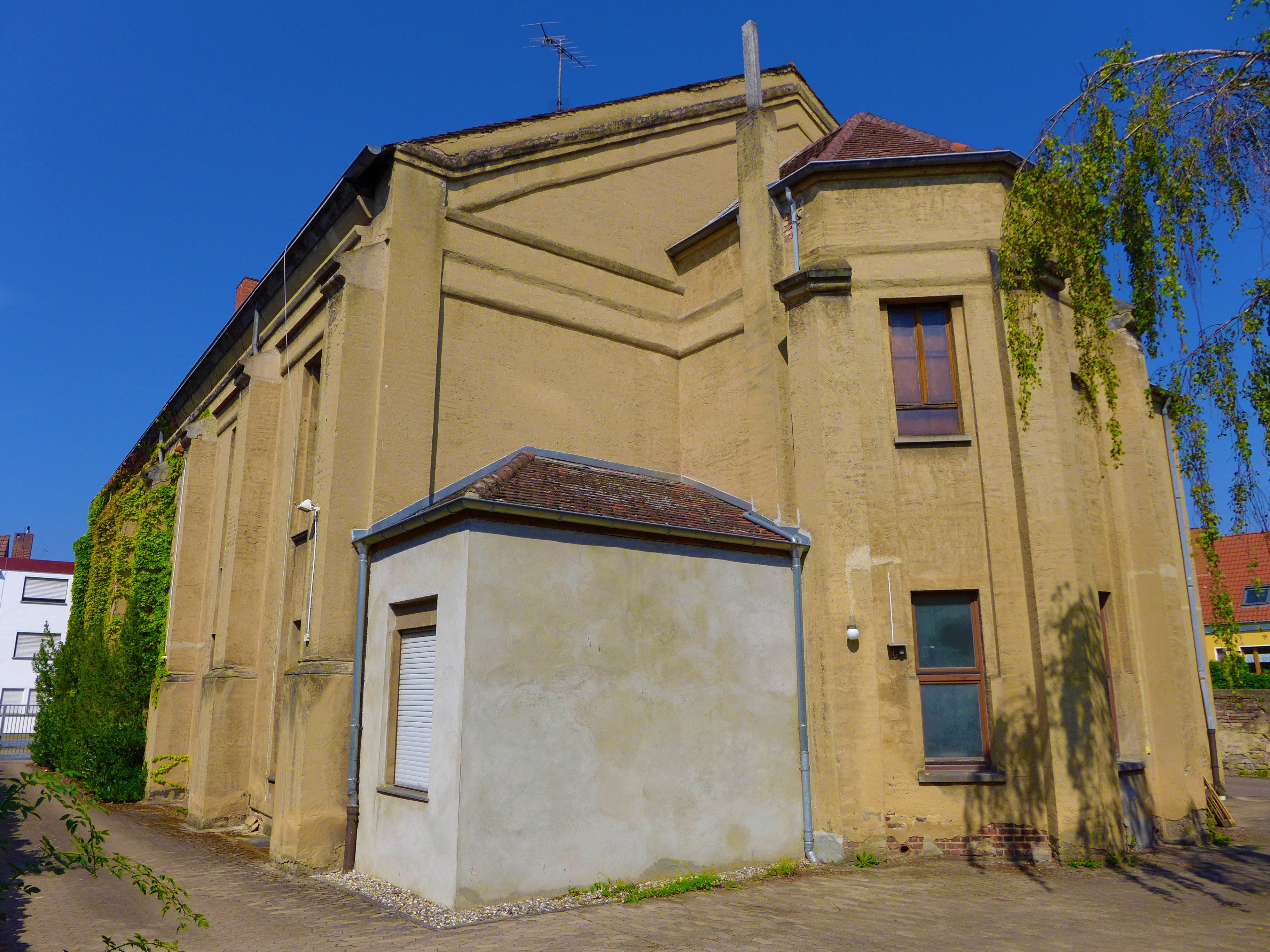
Ehemalige Notkirche St. Josef, dann Dechant-Metzdorf-Haus, Apsisbereich
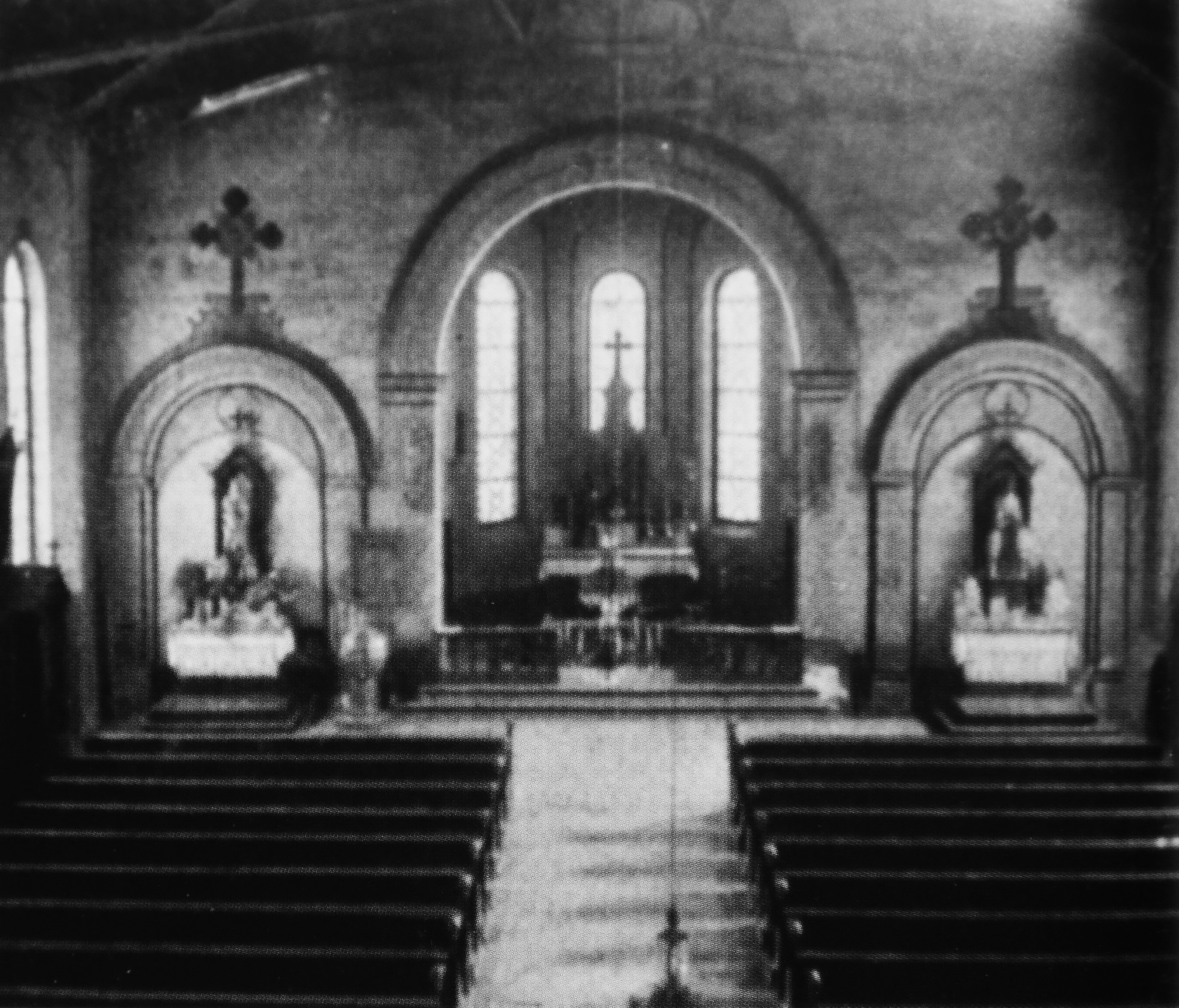
Inneres der Notkirche St. Josef in Malstatt, Blick zur Apsis

Im Jahr 1888 errichtete die Pfarrgemeinde St. Josef in Malstatt eine Notkirche in Form eines einfachen Saales mit eingezogenem Chorraum im Rundbogenstil. Die Notkirche war mit einem Satteldach versehen und über dem Giebel erhob sich ein großer Giebelreiterturm mit doppelten Schallarkaden. Die Westfassade wurde durch eine einfache Lisenengliederung dreigeteilt. Aufgrund des starken Anwachsens der Malstatter Katholiken bot der Bau nicht mehr ausreichend Raum, sodass Planungen für einen großen Neubau unternommen wurden. Die Notkirche existiert heute noch in veränderter Architektur als Dechant-Metzdorf-Haus.

### Neogotische Kirche St. Josef

#### Planungen und Vorbilder

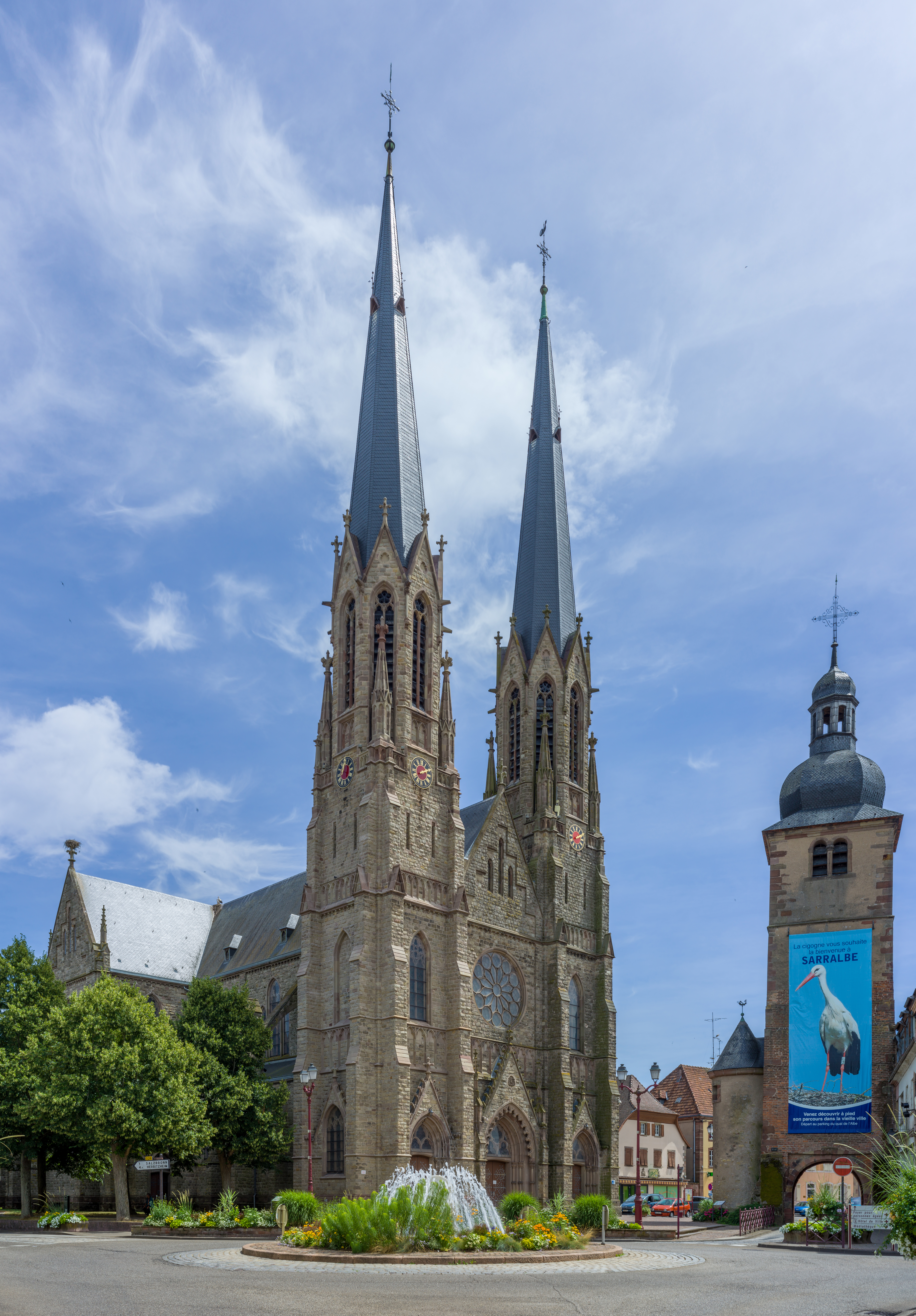
St.-Martins-Kirche in Saaralben, die sogenannte „Saar-Kathedrale“ („Cathédrale de la Sarre“)
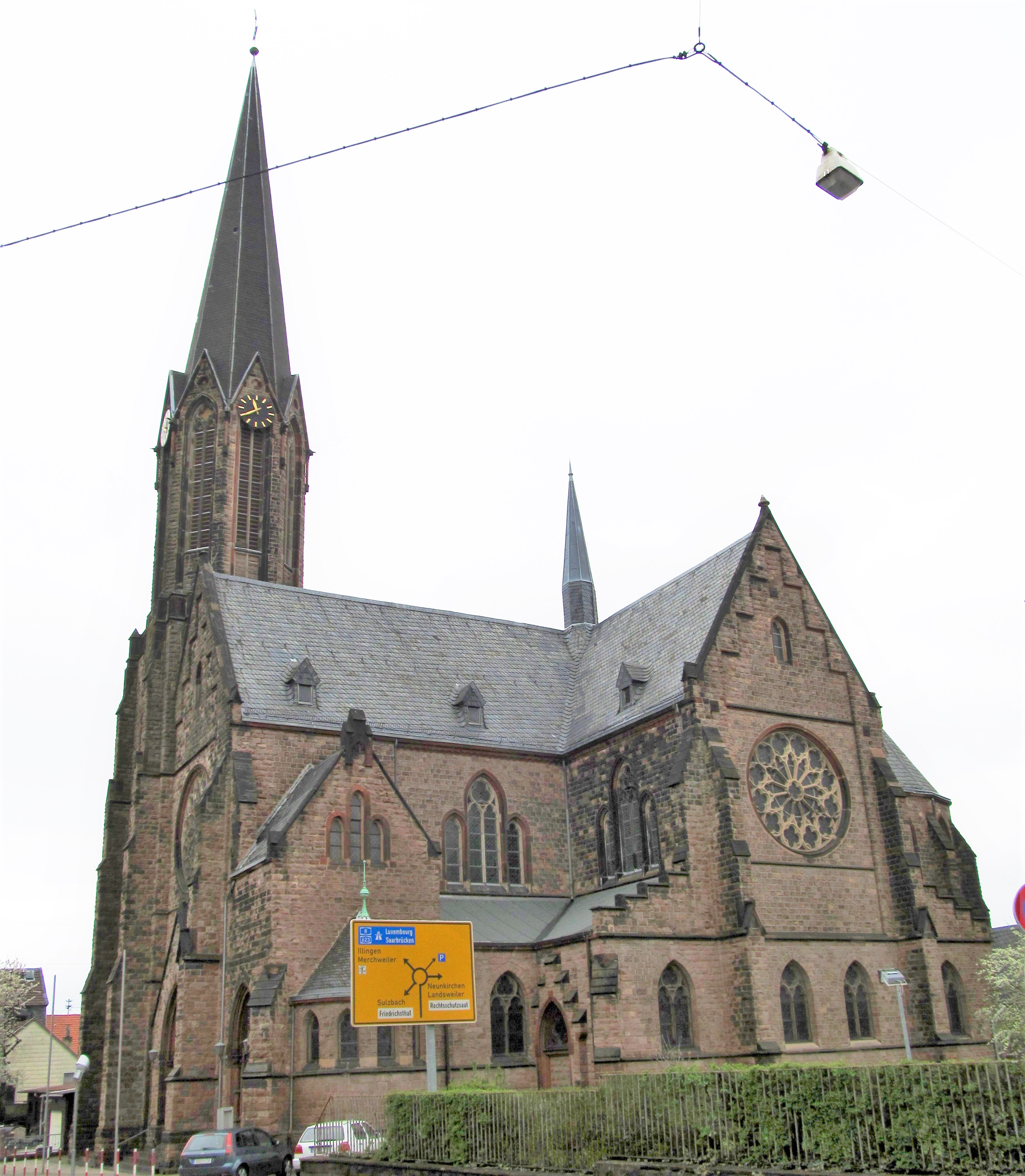
Bildstock, St. Josef
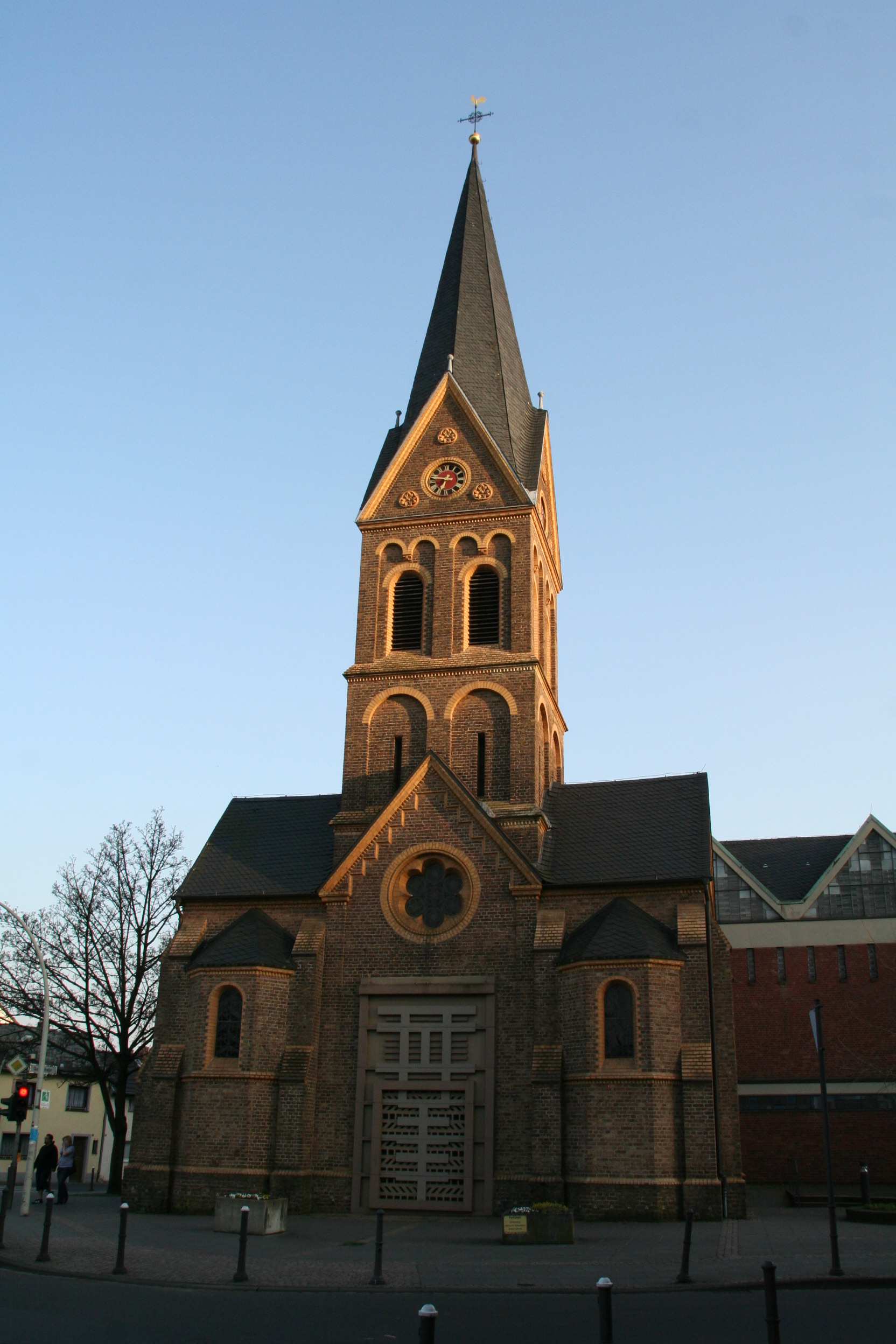
Bonn-Dottendorf, St. Quirinus
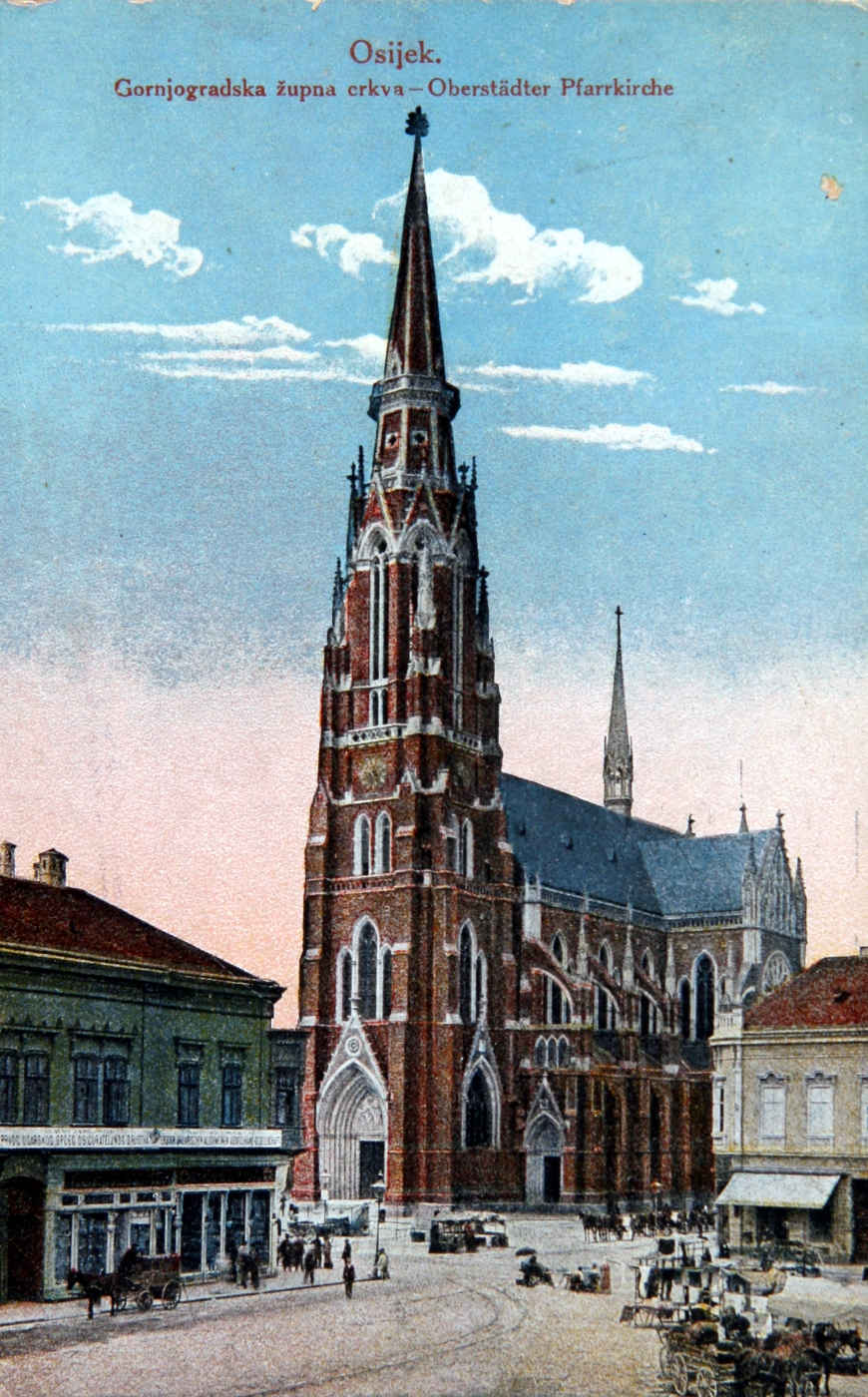
Osijek, St. Peter und Paul (Oberstädter Pfarrkirche)
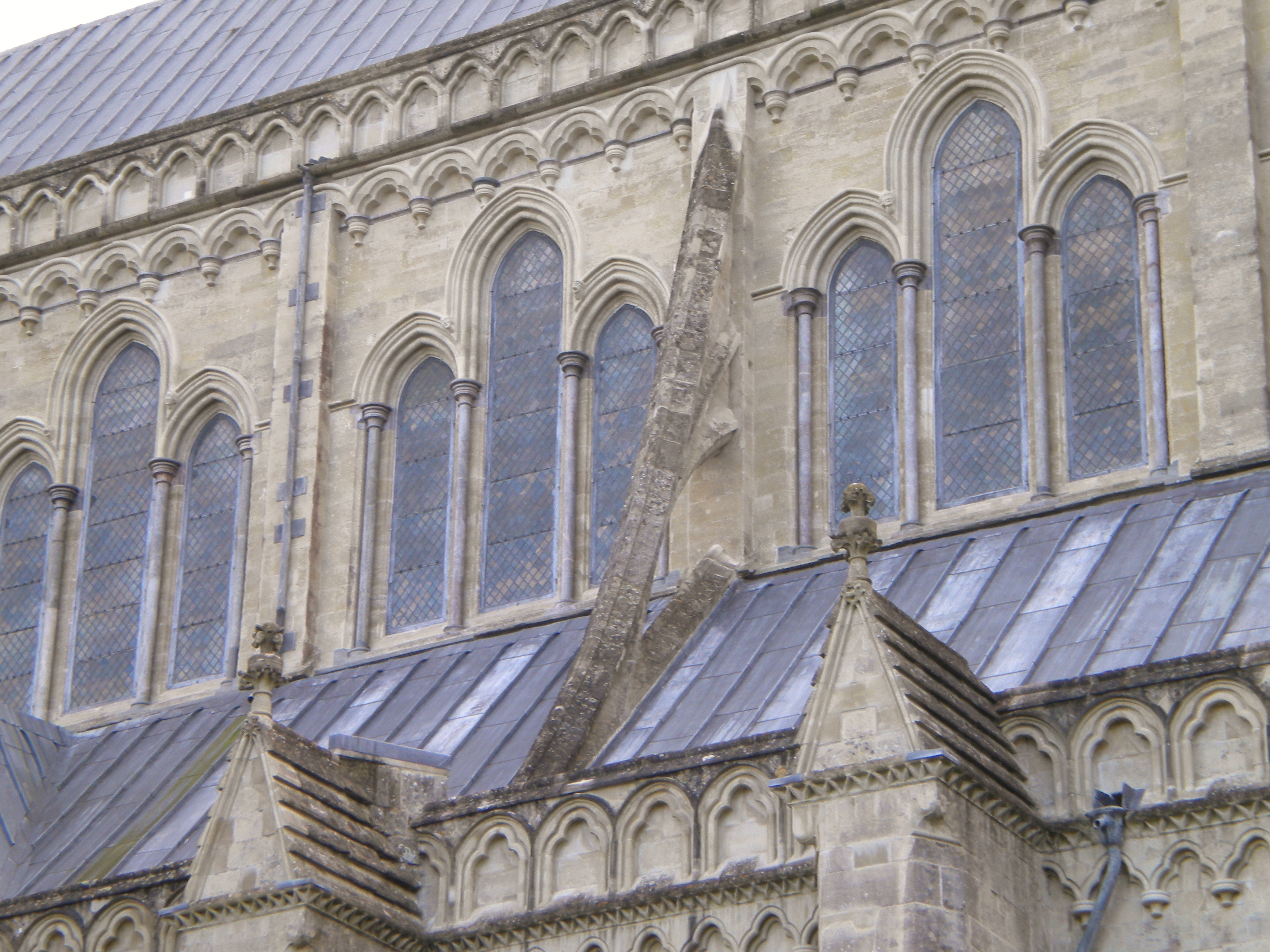
Kathedrale von Salisbury, Lanzett-Drillingsfenster im Obergaden

Im Jahr 1898 gründete sich ein Kirchenbauverein in Malstatt. Er erwarb im Juli 1905 einen Bauplatz auf dem Malstatter Kirchberg im Winkel der damaligen Eisenbahnstraße (heute Pfarrer-Bungarten-Straße) und Friedrichstraße (heute St.- Josef-Straße). Hier hatte bisher der Malstatter Friedhof gelegen. Einen neuen Friedhof hatte man im Jahr 1880 am Jenneweg im oberen Malstatt angelegt. Heute wird dieser Friedhof als Alter Malstatter Friedhof bezeichnet. Im Jahr 1907 entschloss man sich, die für Malstatt angefertigten Kirchenbaupläne des vielbeschäftigten, aus Unterfranken stammenden Architekten, Johann Adam Rüppel umzusetzen. Rüppel hatte an der Saar bereits die Bildstocker St. Josefskirche in den Jahren 1905 bis 1907 und in Saaralben die St. Martinskirche in den Jahren 1904–1907 errichtet. Diese beiden Bauten überzeugten den Malstatter Kirchenvorstand derart, dass sie einem, den beiden Vorgängerbauten stark ähnelnden, Entwurf Rüppels für Malstatt zustimmten.
Die Kirche in Malstatt, die zum Zeitpunkt ihrer Erbauung die größte Kirche des heutigen Saarlandes war, sollte in den Formen der frühen Gotik gebaut werden. Die Bezugnahme auf die Zeit der Gotik sollte den neuen Sakralbau in den festigenden Rahmen einer Kontinuität stellen und ihm die Autorität einer langen Tradition verleihen. Der große Aufschwung der Neogotik an der Saar hatte mit dem Bau der Stummschen Kapelle in Neunkirchen begonnen, die in den Jahren 1852 bis 1854 von Mathias Mußweiler errichtet worden war. In Malstatt selbst hatte es bereits im 18. Jahrhundert im fürstlichen Lustpark auf dem Ludwigsberg neogotische Architektur gegeben. Ab 1769 hatte hier Friedrich Joachim Stengel Staffagebauten zum Zweck feudaler Lustbarkeiten errichtet, die allerdings im Zuge der Französischen Revolution zerstört worden waren.
Die Übernahme der Neogotik im Kirchenbau an der Saar im 19. Jahrhundert erfolgte aufgrund ihres symbolischen Wertgehaltes. Mit der Übernahme der Formen der mittelalterlichen Gotik in der Stilphase der Neogotik verband man allgemein die Hoffnung, den christlichen Geist des Mittelalters und dessen intensive Kirchlichkeit in der Zeit der Industrialisierung, in der viele sich dem Geist der Aufklärung verbunden fühlten und somit dem christlichen Glauben skeptisch gegenüber standen, wieder verlebendigen zu können. Die Legitimation der katholischen Kirche sollte architektonisch durch die deutliche Zurschaustellung ihrer machtvollen Tradition visualisiert werden. Die Wahl des Standortes der neuen Kirche hoch auf dem Malstatter Kirchberg, der in vorchristlicher Zeit als heidnische Thingstätte gedient hatte, konnte als Sichtbarmachung des Sieges des Christentums über das Heidentum und alle bisherigen gegnerischen Bewegungen gedeutet werden. Die Positionierung des mächtigen Sakralbaues oberhalb der kleiner dimensionierten protestantischen Malstatter Kirche setzte einen Botschaftsakzent, der als Sieg des Katholizismus über die Reformation verstanden werden konnte. Dem hochaufragenden Turm der Josefskirche, der damals höchste auf dem Territorium des heutigen Saarlandes, wurde hinsichtlich seiner Anziehungs- und Ausstrahlungskraft große Bedeutung beigemessen. Seine wuchtig-vertikale Kubatur sollten für den Betrachter nicht nur die Funktion einer Landmarke innerhalb des Weichbildes von Malstatt haben, sondern darüber hinaus einen mahnenden Fingerzeig der geistigen Orientierung in einer Zeit gewaltiger Umwälzungen des 19. und frühen 20. Jahrhunderts darstellen. Der Trend zur Neubelebung der persönlichen Frömmigkeit, zum individuellen Bekenntnis und zur Emotionalisierung des Glaubenslebens trug die Begeisterung für die Gotik in weite Kreise der Bevölkerung.

#### Bau

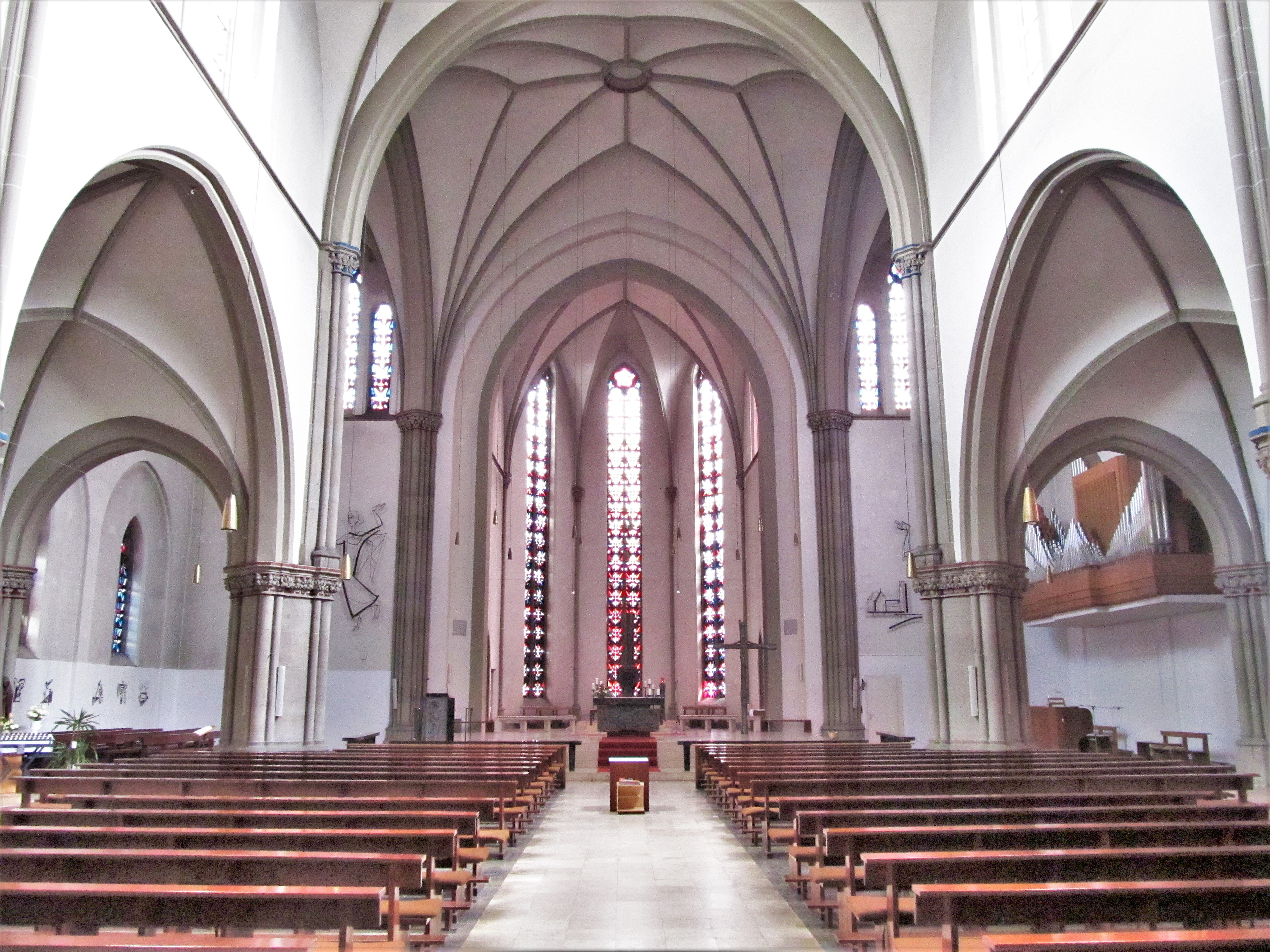
St. Josef, Malstatt, Kircheninneres Richtung Apsis

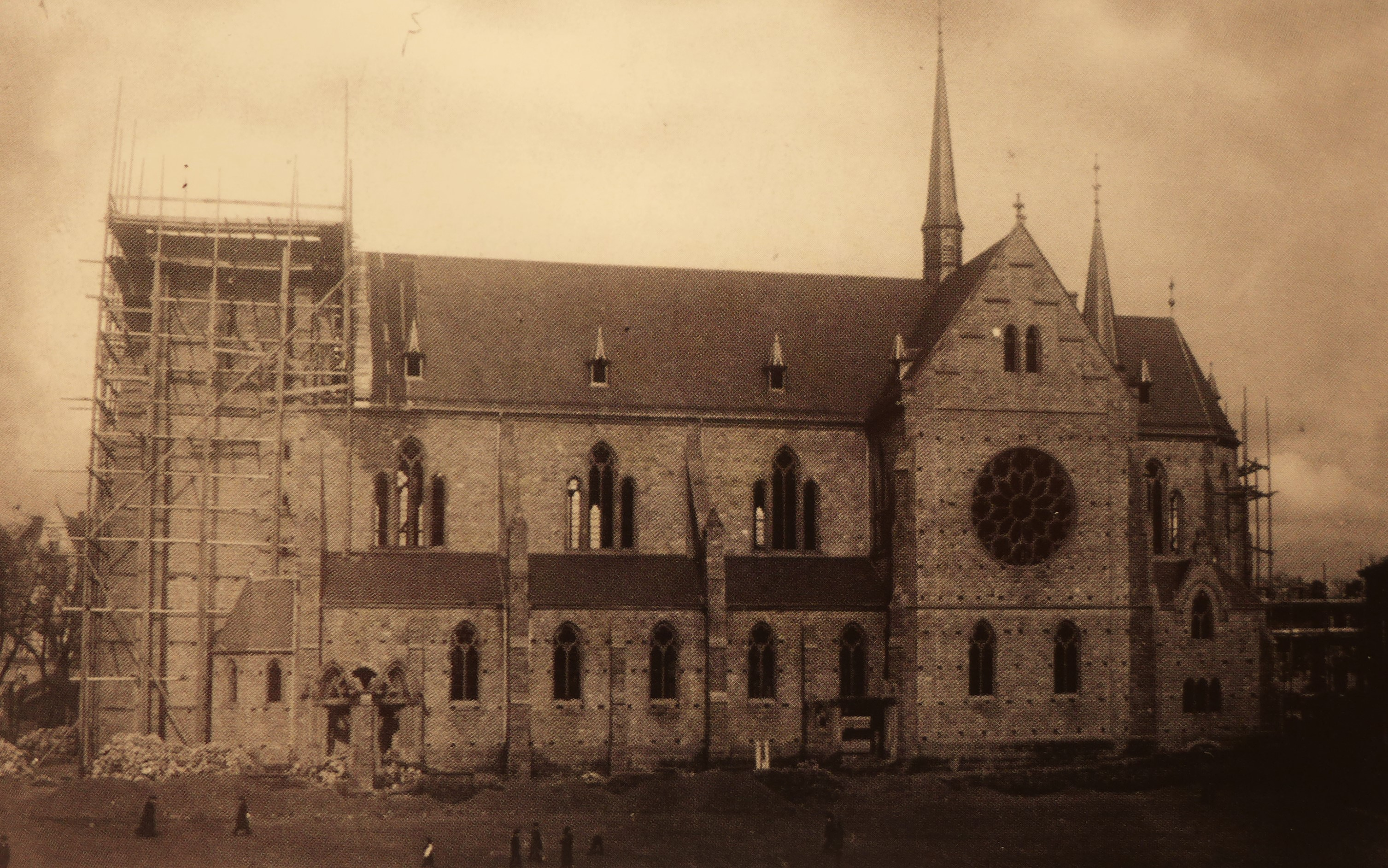
St. Josef, Malstatt, die Kirche während des Baues im Herbst 1909 noch ohne Turm (Pfarrarchiv St. Josef)

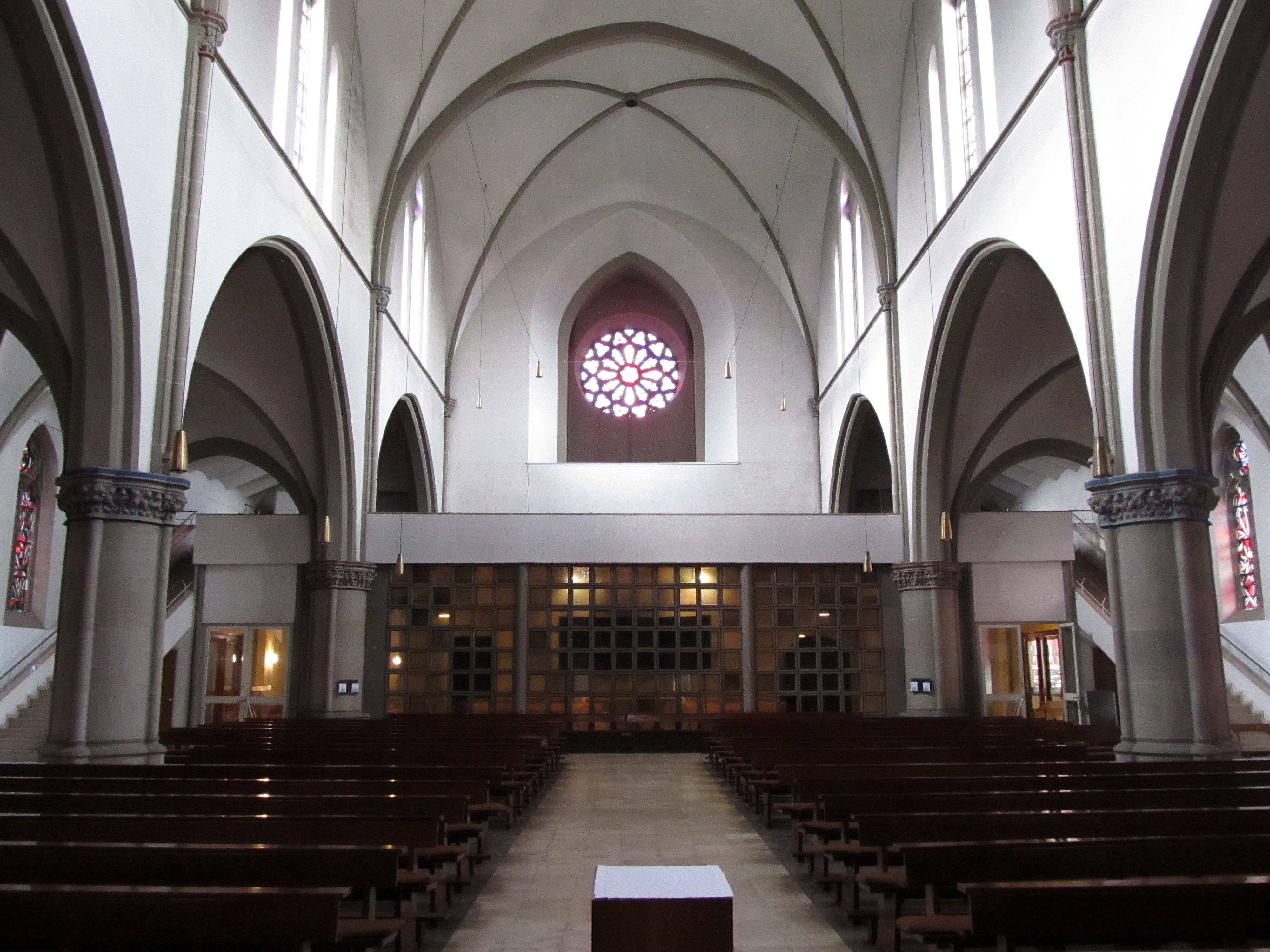
St. Josef, Malstatt, Kircheninneres Richtung Empore

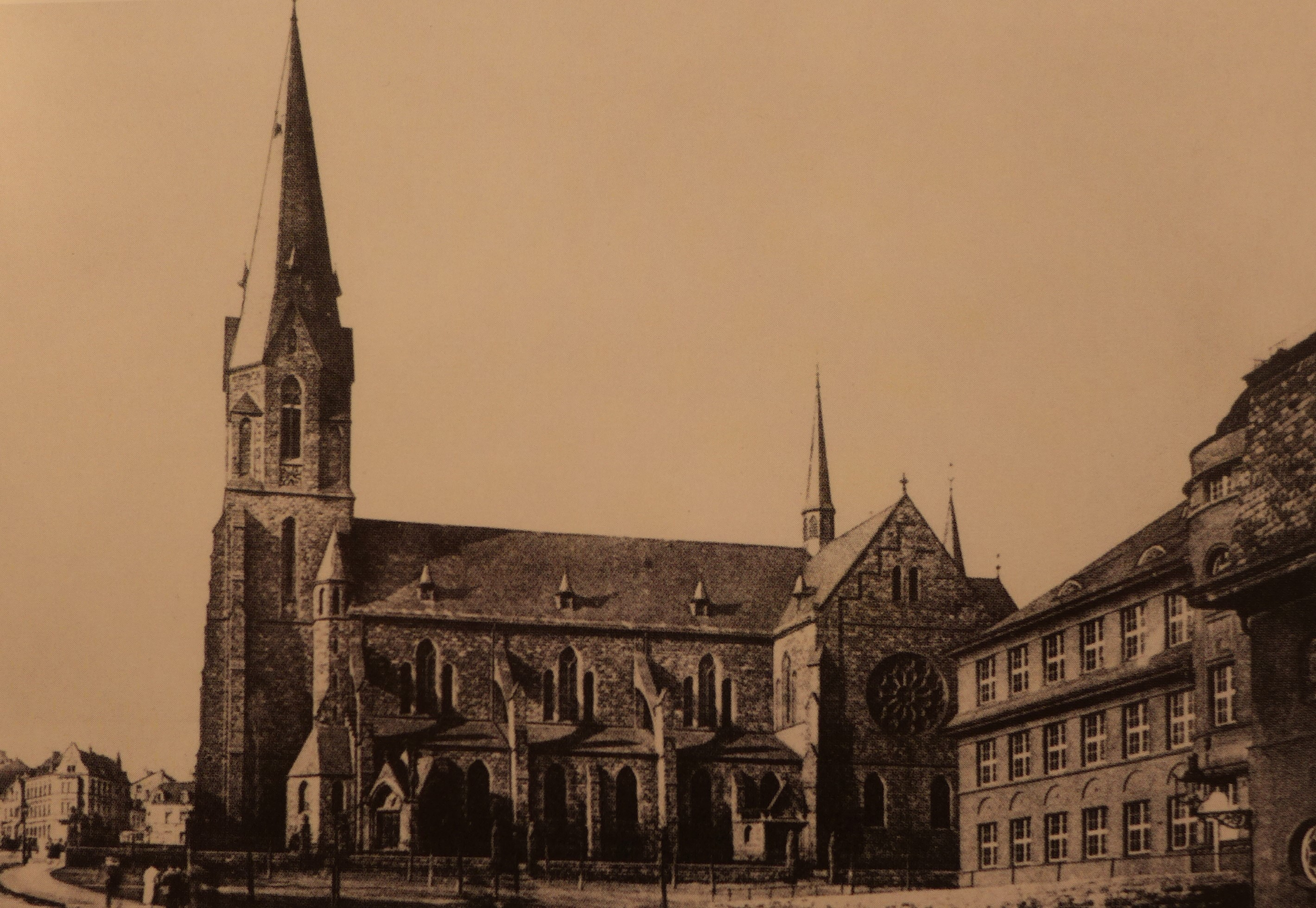
St. Josef, Malstatt, die Kirche nach der Fertigstellung mit hohem verschiefertem Turmhelm (Pfarrarchiv St. Josef)

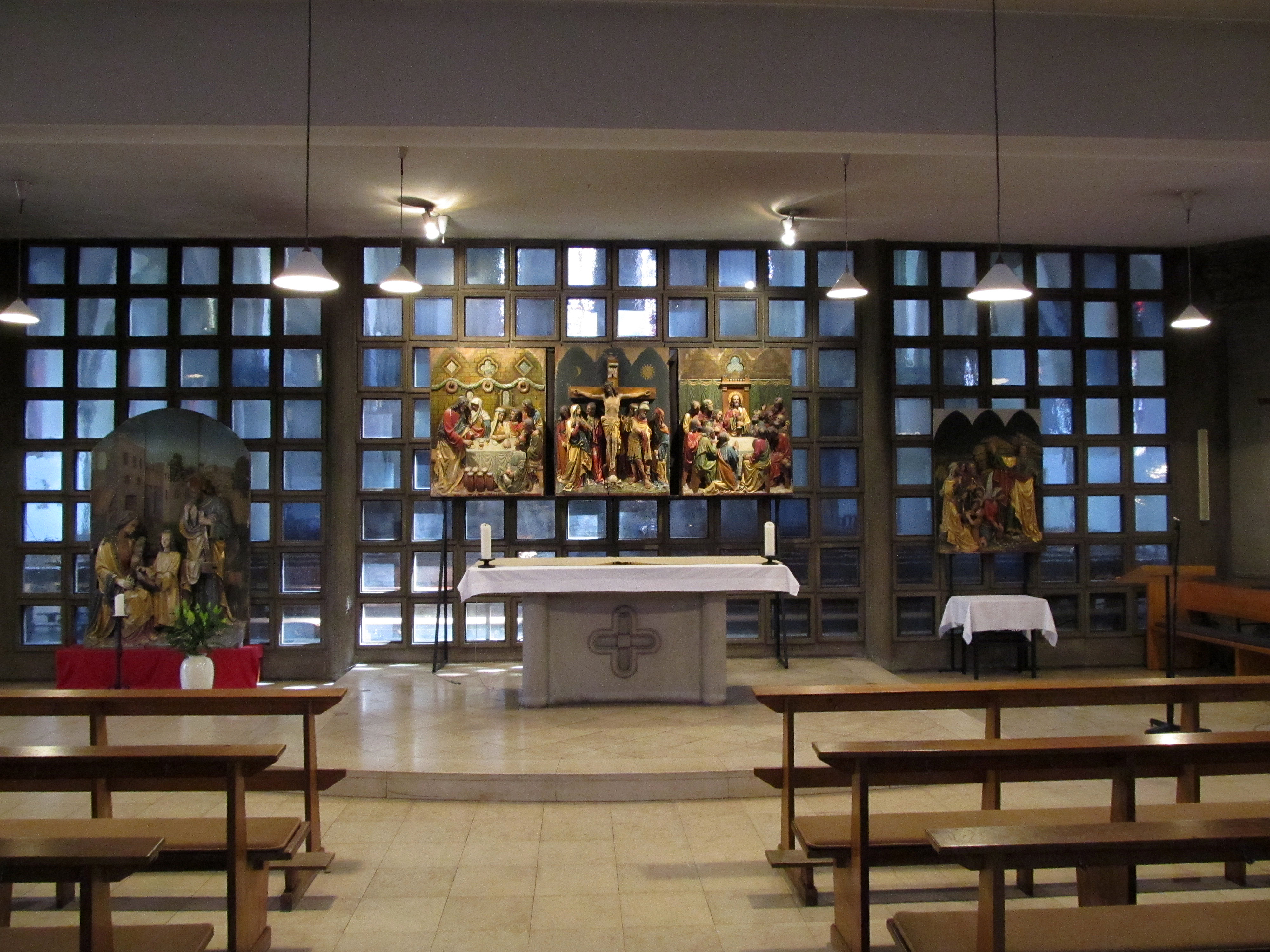
St. Josef, Malstatt, Werktagskapelle unter der modernen Empore

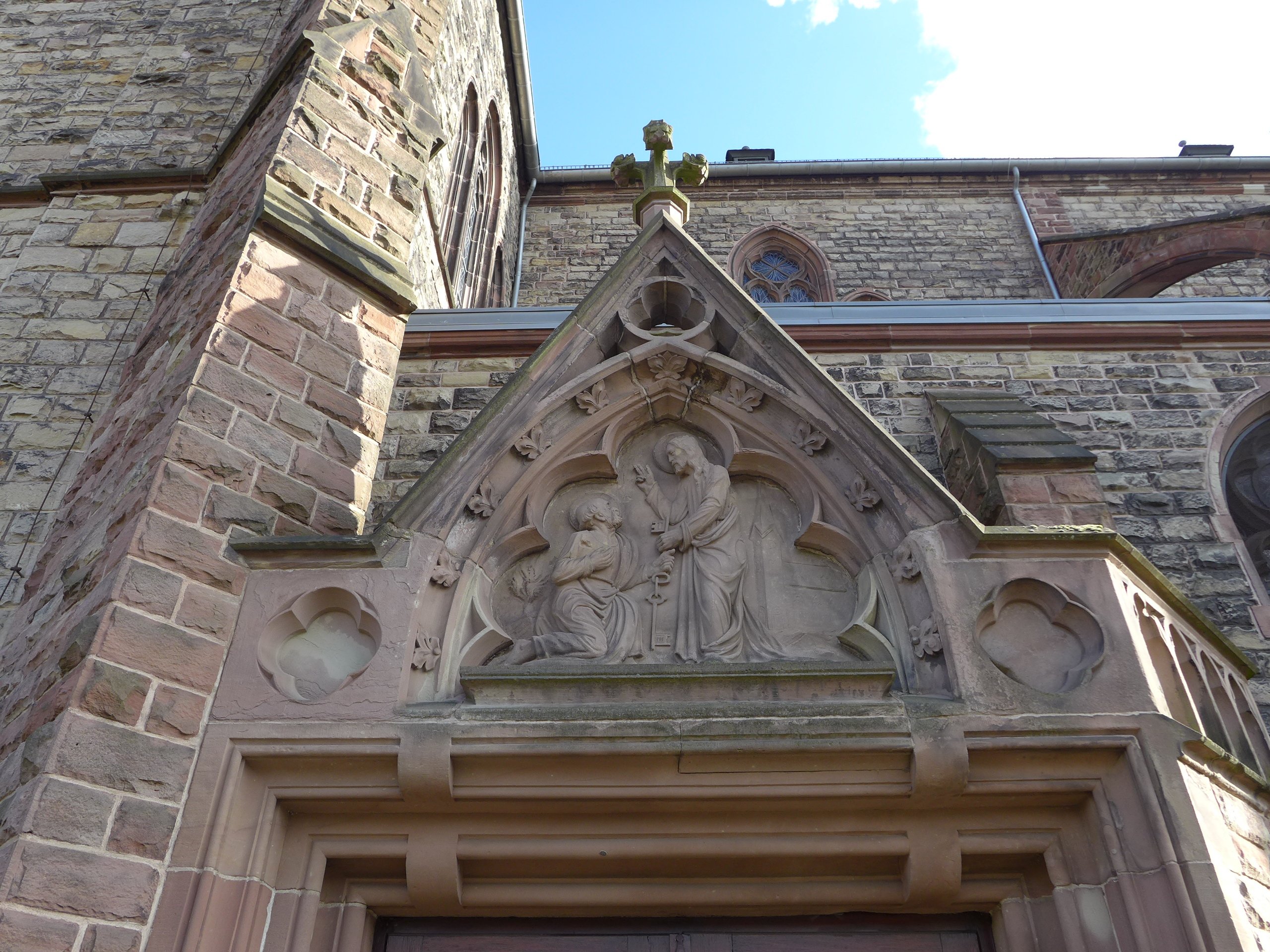
St. Josef (Saarbrücken), Seitenportal, Jesus übergibt Petrus die Schlüssel des Himmels, (Mt 16,19 EU)

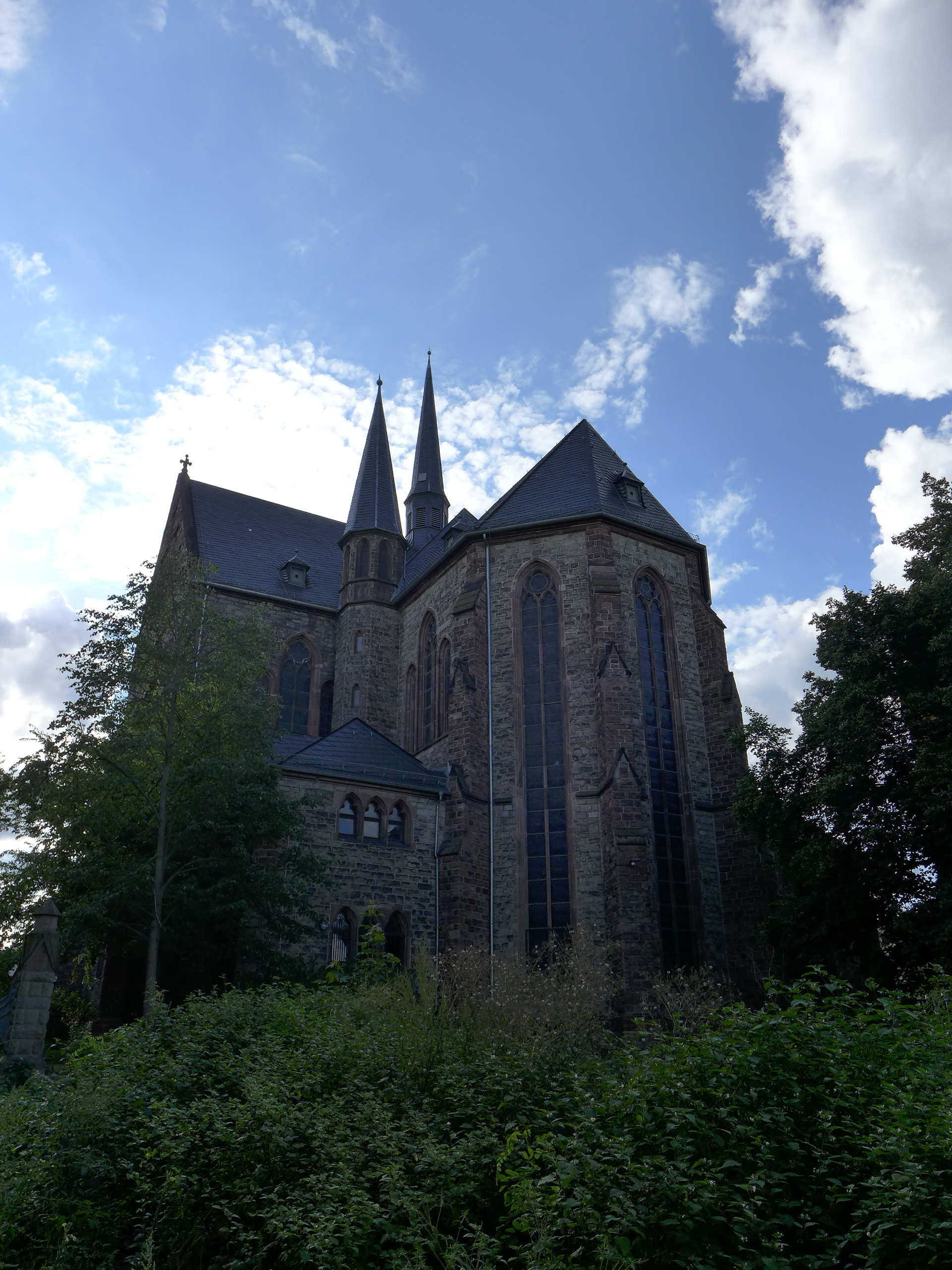
St. Josef (Saarbrücken), Apsisbereich

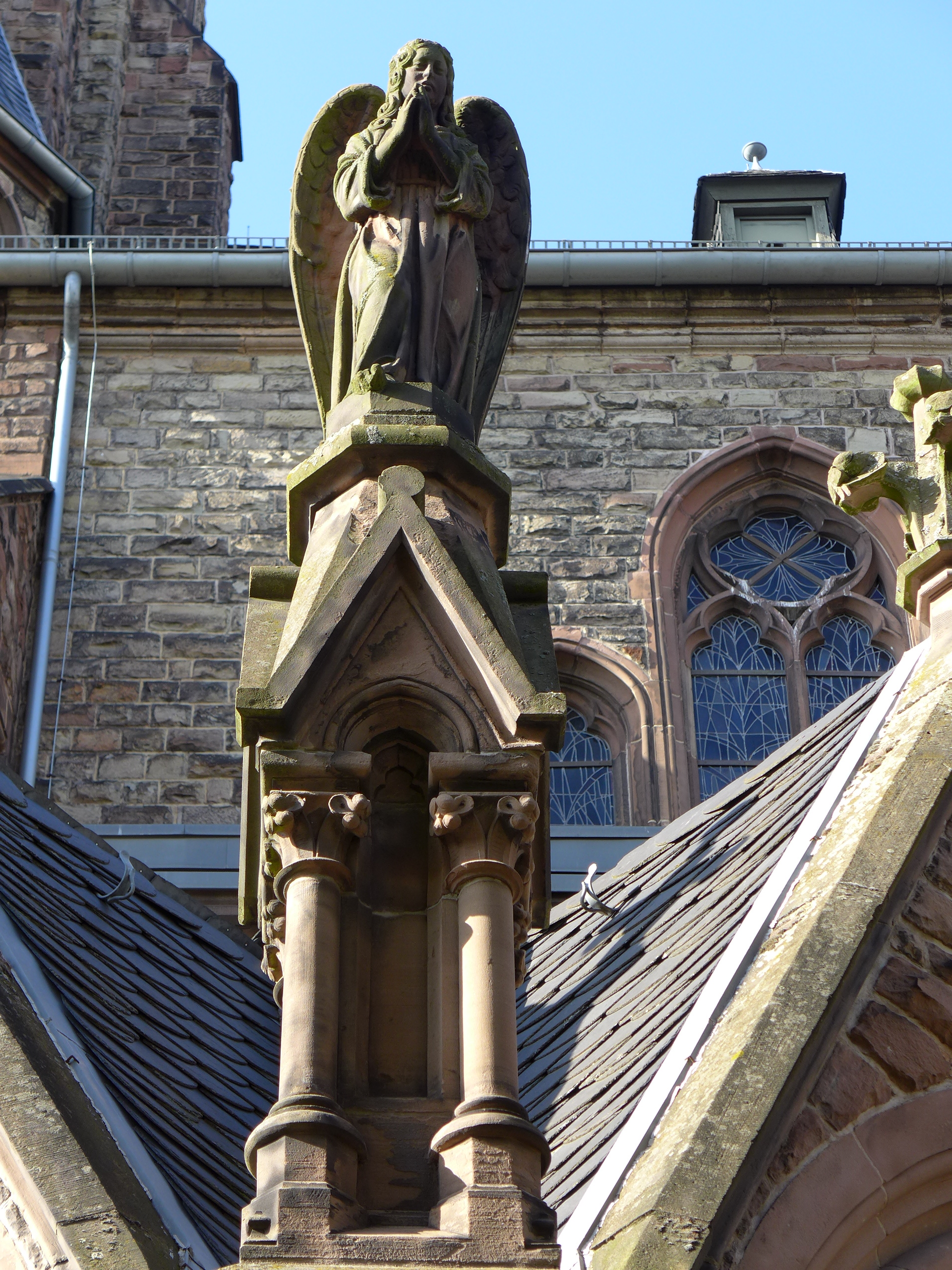
St. Josef (Saarbrücken), Engelsfigur an einer Fiale

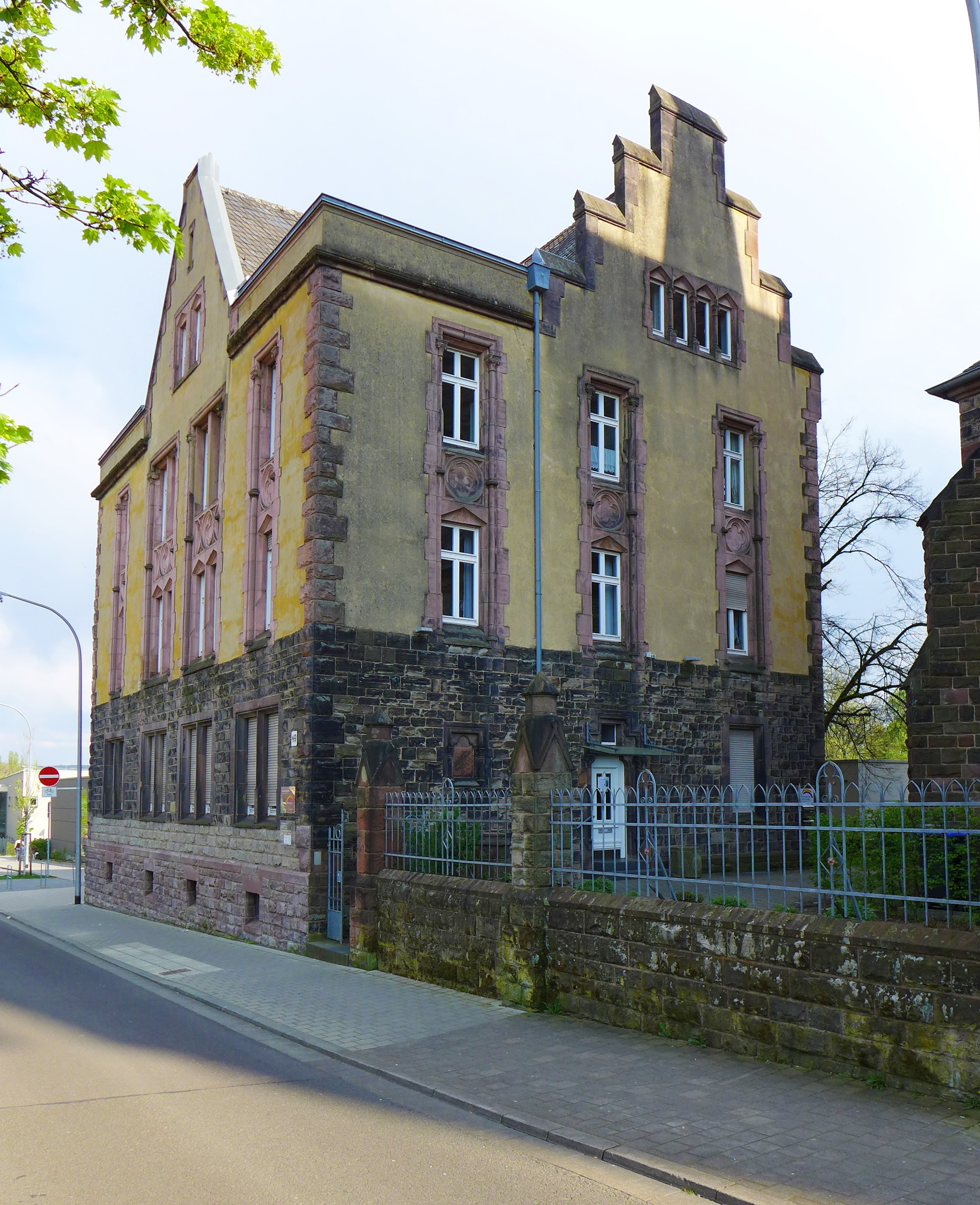
St. Josef (Saarbrücken), Pfarrhaus

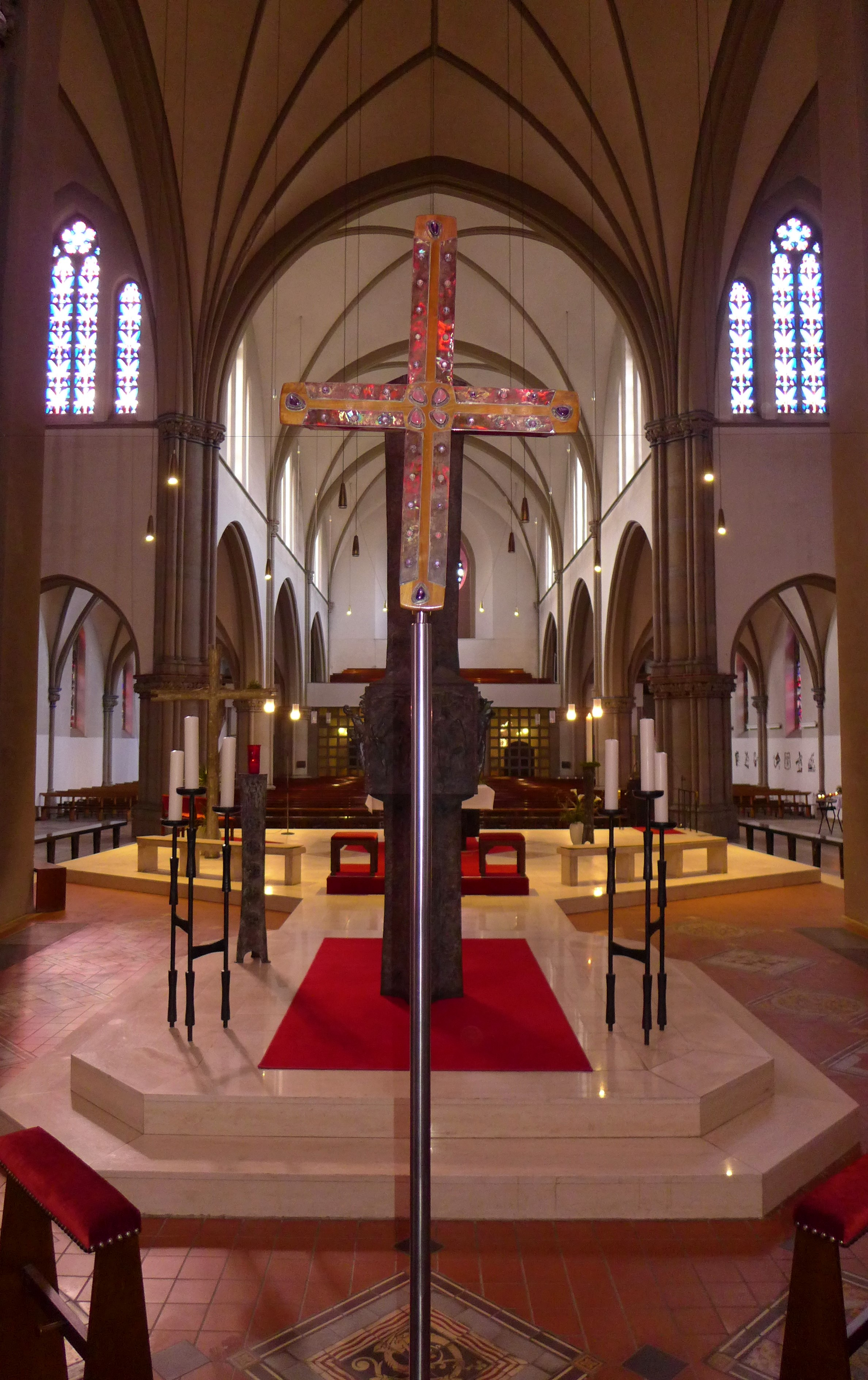
St. Josef (Saarbrücken), Innenansicht, Blick durch die Kirchenachse von der Apsis aus; Im Vordergrund das Vortragekreuz des Trierer Goldschmiedes Hans Alof (1927–2019)

Am 17. August 1908 wurde der Neubau behördlich genehmigt, sodass man am 7. September 1908 mit den Bauarbeiten der Malstatter Josefskirche beginnen konnte. Die feierliche Grundsteinlegung wurde im Mai 1909 begangen. Bauausführende Firma war das Unternehmen Moritz & Sievernich aus Trier und Müden an der Mosel. Die Bauleitung oblag dem Bautechniker Emil Engel. Die Einweihung des fertiggestellten Bauwerks erfolgte am 11. September 1910.
Der Neubau wurde aus dunkelrotem Buntsandstein errichtet, der grob bossiert und mit einem geraden Randschlag versehen ist. Die Bruchsteine bezog man aus Arzweiler im Elsass, die Hausteine aus Mackweiler im Elsass. Die geostete Kirche ist dreischiffig, dreijochig im achsensymmetrischen Langhaus und verfügt über ein leicht ausladendes Querschiff mit eingezogenem, polygonalem Chor. Ein Strebesystem aus Strebepfeilern und Strebebögen zeigt außen die Jocheinteilung des Inneren an. Die Kirchenfassade besteht aus einem neogotischen Fassadenturm mit oktogonalem Glockengeschoss, der ursprünglich in einem hohen Helm auslief. Der Fassadenturm wird von zwei kleinen, polygonalen Kapellen flankiert. Hinter den beiden Kapellen der Front und an den Giebeln der Querschiffe fallen die für den Architekten Rüppel charakteristischen Treppengiebelwände auf.
Die Westfassade weist charakteristische neogotische Gliederungs- und Schmuckelemente (Strebepfeiler, Stufenportal, Maßwerkrose über dem Hauptportal, Dreiergruppenspitzbogenfenster, Blendfenster) auf. Schlanke Treppentürme führen beiderseits des Chores im Osten in das Dachgeschoss.
Über der sternrippengewölbten Vierung erhebt sich ein oktogonaler Dachreiter mit spitzem Helm. Seine acht Fenster schlossen ursprünglich in neogotischen Spitzbögen, nach dem Wiederaufbau der kriegszerstörten Kirche schließen sie gerade. Die drei Mittelschiffsjoche sind leicht gestaucht. Jedem der drei Mittelschiffjoche sind in den Seitenschiffen auf beiden Seiten zwei annähernd quadratische Seitenschiffjoche zugeordnet. Auf eine Zwischenstütze für die beiden vierteiligen Kreuzgewölbe im Seitenschiff wurde verzichtet. Somit wurde das traditionelle „Gebundene System“ des mittelalterlichen Kirchenbaues (d. h. einem quadratischen Mittelschiffjoch entsprechen zwei kleinere quadratische Seitenschiffjoche, deren Gewölbe durch eine Zwischenstütze entlastet wird) durch späroid verzogene Kappen ersetzt, deren Gewölbe bis zu den Scheiteln des Mittelschiffbogens ansteigt. Dadurch entsteht in den Seitenschiffen eine beschirmende Wirkung. Durch die Ausrichtung der Seitenschiffe zum Mittelschiff wird optisch ein zusätzlicher Querhausakzent gesetzt, der entfernt an die Raumwirkung von Wandpfeilerkirchen erinnert. Die raffinierte Gewölbeführung in den Seitenschiffen hatte Rüppel bereits in Bildstock und Saaralben zur Anwendung gebracht.
Grundriss und Innenraumdisposition erhielten durch Rüppels Entwürfe eine zentralisierende Raumaufweitung. Rüppels Ziel war es, den traditionellen neogotischen Kirchenbau mit Forderungen der moderneren Sakralarchitektur nach Lichtfülle und Übersichtlichkeit zu verbinden. Den Gläubigen sollte durch die Vereinheitlichung des Raumes eine aktivere Teilnahme am Gottesdienstgeschehen ermöglicht werden. Dabei bezog sich Rüppel auf Ideen seines Schwiegervaters, des Baumeisters Gerhard Franz Langenberg, der bei der von ihm entworfenen Pfarrkirche St. Quirinus in Bonn-Dottendorf ebenfalls auf Zwischenstützen in den Seitenarkaden verzichtet hatte. Interessanterweise weist die neoromanische St. Quirinus-Kirche in Dottendorf ebenfalls einen Fassadenturm mit Maßwerkrose und flankierende Polygonalkapellen auf, wie sie bei der neogotischen St. Josefskirche in Malstatt auch vorkommen. Zusammen mit Langenberg hatte Rüppel bereits im kroatisch-slawonischen Teil des damaligen Königreiches Ungarn in der Stadt Osijek die neogotische Kirche St. Peter und Paul (Oberstädter Pfarrkirche) geplant. Zwar starb Langenberg bereits ein Jahr nach Beginn der Bauarbeiten im Jahr 1895 und Rüppel musste sich aus dem unfertigen Projekt zurückziehen, da er jetzt gezwungen war, zahlreiche der im Rheinland von Langenberg begonnene Kirchenbauten zu vollenden, doch finden sich zahlreiche Parallelen zwischen der Osijeker Kirche Peter und Paul und der Malstatter Josefskirche hinsichtlich der architektonischen Kubatur, auch wenn die Gestaltung der Josefskirche hinsichtlicher der architektonischen Details sparsamer ausfällt und ihr heute der hohe Turmhelm fehlt.
Die Rundbogenarkaden in Malstatt, die die Seitenschiffe mit dem Mittelschiff verbinden, reichen bis fast an die Obergadenfenster. Die kräftigen Rundpfeiler sind von vier dünnen Runddiensten mit Kapitellen umgeben. Darüber erheben sich breite Gurtbögen und die Kreuzrippen des Gewölbes.
Die Seitenschiffe werden von zweibahnigen Maßwerkfenstern erhellt. Gestaffelte Drillingsfenster belichten den Obergadenbereich. Das in Malstatt, Bildstock und Saaralben verwendete Motiv der Lanzett-Drillingsfenster im Obergadenbereich könnte Rüppel von der Kathedrale von Salisbury übernommen haben. Ebenfalls wie in Salisbury entsprechen in der Malstatter Josefskirche den Drillingsfenstern im Obergaden zwei Fenster in den Seitenschiffjochen. In den nur wenig ausladenden Querschiffarmen sorgen große Maßwerkrosetten für farbige Lichteffekte.
In Richtung des geosteten Chores rahmt ein Triumphbogen die eingezogene, sterngewölbte Chorzone mit dem Polygonchor. Die monumentalen Lanzettenfenster des Chorpolygons wurden beim Wiederaufbau der kriegszerstörten Kirche fast bis auf die Höhe des Fußbodens heruntergezogen und so in ihrer beeindruckenden Wirkung noch gesteigert.
Im Zweiten Weltkrieg wurde das Turmdach des damals 75 m hohen Kirchturmes durch Brand zerstört und stürzte in das Langhaus, dessen Gewölbe infolgedessen einstürzte. Dabei und beim Wiederaufbau wurden die Westempore mit der neogotische Orgel, die bauzeitliche Ausstattung, die aufwändige Farbverglasung und die reiche Ausmalung des späthistoristischen Kirchengesamtkunstwerks zerstört. Der Trierer Architekt Fritz Thoma konzipierte beim Wiederaufbau den Altarbezirk und die Empore mit breiten Treppenaufgängen neu. Der gesamte Raum wurde weiß gefasst und „purifiziert“. In den Jahren 1967–1968 wurde durch den Saarbrücker Architekten Fritz Heipp an das südliche Querschiffportal eine Marienkapelle angebaut.
Die drei Kirchen Rüppels an der Saar (Malstatt, Saaralben, Bildstock) zeigen starke Ähnlichkeiten: formale Details in den Turmformen, den Strebesystemen, den Fensterrosen, den Treppengiebeln und der repräsentativen Ausführung. Allerdings verfügen Bildstock und Saaralben über kostenintensivere dreischiffige Querschiffarme, die man sich im größeren, aber finanzschwacheren Malstatt nicht leisten zu können glaubte. Somit ist in Bildstock und Saaralben die zentralisierende Wirkung wesentlich größer als im traditioneller gestalteten Kirchenbau in Malstatt.

#### Maße
Die Josefskirche weist folgende Abmessungen auf:
- Gesamtaußenlänge: 68 m
- Gesamtinnenlänge: 63 m
- größte Breite im Querhaus: 28,60 m
- Kirchenschiffbreite: 25,20 m
- Chormaße: 9 × 11 m
- Vierungsmaße: 12 x12 m
- Mittelschiffgewölbefelder: 12 × 10,25 m
- äußere Turmgrundrissmaße: 9 × 9 m
- innere Turmgrundrissmaße: 5 × 5 m
- Ursprüngliche Turmhöhe: 75 m
- heutige Turmhöhe nach Kriegszerstörung incl. Turmhahn: 48 m
- Firsthöhe: 44 m
- Mittelschiffhöhe bis Hauptgesims: 19,30 m
- Satteldachhöhe: 10 m
- Fenstermaße in den Seitenschiffen: 5 × 1,20 m
- Durchmesser der beiden Querhausrosetten: 6 m
- Durchmesser der Portalrosette: 4,20 m

Mit seinen ursprünglich 75 m Höhe war der Turm der Malstatter Josefskirche der höchste Kirchturm des Saarlandes. Der Turm der St. Ingberter Josefskirche weist nur 73 m, derjenige der evangelischen St. Johanner Johanneskirche nur 74 m auf. Die Turmspitze der Saarwellinger Blasiuskirche befindet sich auf einer Höhe von 62,10 m, jene der Saarlouiser Ludwigskirche in einer Höhe von 51 m. Die beiden Türme des Saardomes in Dillingen/Saar haben Turmhöhen von 48,50 m (Ostturm) und 50,00 m (Westturm). Die beiden Türme der St. Johanner Michaelskirche haben nur eine Höhe von 47 m.

## Ausstattung

### Ursprüngliche Ausstattung

#### Ursprüngliche Kirchenfenster
Sämtliche Kirchenfenster der neogotischen Erstverglasung fielen den Bombendetonationen des Zweiten Weltkrieges zum Opfer.

##### Voege-Fenster
Die Fenster der Seitenschiffe, das Rosenfenster der Turmfassade, die Sakristeifenster, das Turmtympanonfenster, die Verglasungen der Fenster des Fassadenturmes und der vier Treppentürme sowie die Obergadenfenster waren von der Kunstmalerei Voege in Mannheim hergestellt worden. Die unteren Fenster des Querschiffes thematisierten die Stationen des Kreuzweges. Das Radfenster über dem Hauptportal zeigte das Christusmonogramm IHS.

##### van Treeck-Fenster
Die Kirchenfenster der Apsis, die oberen Querschifffenster über den Seitenaltären, die beiden Rosenfenster stammten von der Bayerischen Hofglasmalerei van Treeck in München. Die Chorfenster thematisierten das Leben des heiligen Josef:
- Josefs Verlobung mit Maria
- Mariä Heimsuchung
- Christi Geburt
- Die Flucht der heiligen Familie nach Ägypten
- Die Heilige Familie bei der Arbeit
- Der Tod des heiligen Josef

Im dreiteiligen Fenster über dem Seitenaltar der ehemaligen Epistelseite war im 5,50 m hohen Mittelteil das Heiligste Herz Jesu dargestellt. Vor ihm kniete Papst Leo XIII., die Welt dem Herzen Jesu weihend. Leo XIII. hatte die Verehrung des Herzens Jesu, dem er am 11. Juni 1899 die gesamte Menschheit geweiht hatte, besonders gefördert. Ebenso war er Förderer der Marienfrömmigkeit, insbesondere des Rosenkranzes. Im Zuge seiner Marienverehrung veröffentlichte er alleine sieben Enzykliken zum Rosenkranz. Der Papst wurde in der Malstatter Darstellung flankiert von Margareta Maria Alacoque und der damals gerade im Ruf der Heiligkeit verstorbenen Maria Droste zu Vischering, auf deren Visionen die Weihe der ganzen Welt an das Herz Jesu am 11. Juni 1899 durch Papst Leo XIII. zurückging. Unterhalb dieser Gruppe waren Notleidende dargestellt, die die Hilfe des Heiligsten Herzens Jesu erflehen. Im rechten Fensterteil sah man Papst Pius IX., den heiligen Ignatius von Loyola und den heiligen Aloisius von Gonzaga. Im linken Teil des dreiteiligen Fensters waren der heilige Augustinus von Hippo, der heilige Antonius von Padua und Klemens Maria Hofbauer dargestellt.
Über dem Seitenaltar auf der Evangelienseite zeigte die Verehrung des unbefleckten Herzens Mariä. Papst Pius IX. hatte am 21. Juli 1855 diesbezüglich eine Votivmesse, ein Offizium und ein eigenes Fest eingeführt. In der Darstellung wendete die Jungfrau Maria ihren Blick Büßerinnen und Büßern zu, die von der Schlange der Sünde umstrickt wurden. Der heilige Bernhard von Clairvaux befreite die Sünder durch die Erteilung der Absolution aus den würgenden Windungen der Schlange. Engel hoben die Befreiten zu Maria empor. Im rechten Fensterteil kniete die Patronin Lothringens, Jeanne d’Arc vor der Gottesmutter. Die Jungfrau von Orléans hielt in ihrer Hand das Banner der Unbefleckten Empfängnis. Neben ihr waren die heilige Katharina von Alexandrien, die heilige
Mechthild von Magdeburg, die heilige Hildegard von Bingen und die heilige Agnes von Rom bildlich dargestellt.
Die Rosenfenster der Querhäuser zeigten den Heiland als Salvator Mundi (rechts) und die Gottesmutter mit dem Jesuskind (links) jeweils umgeben von psallierenden Engeln.

#### Neogotische Altäre

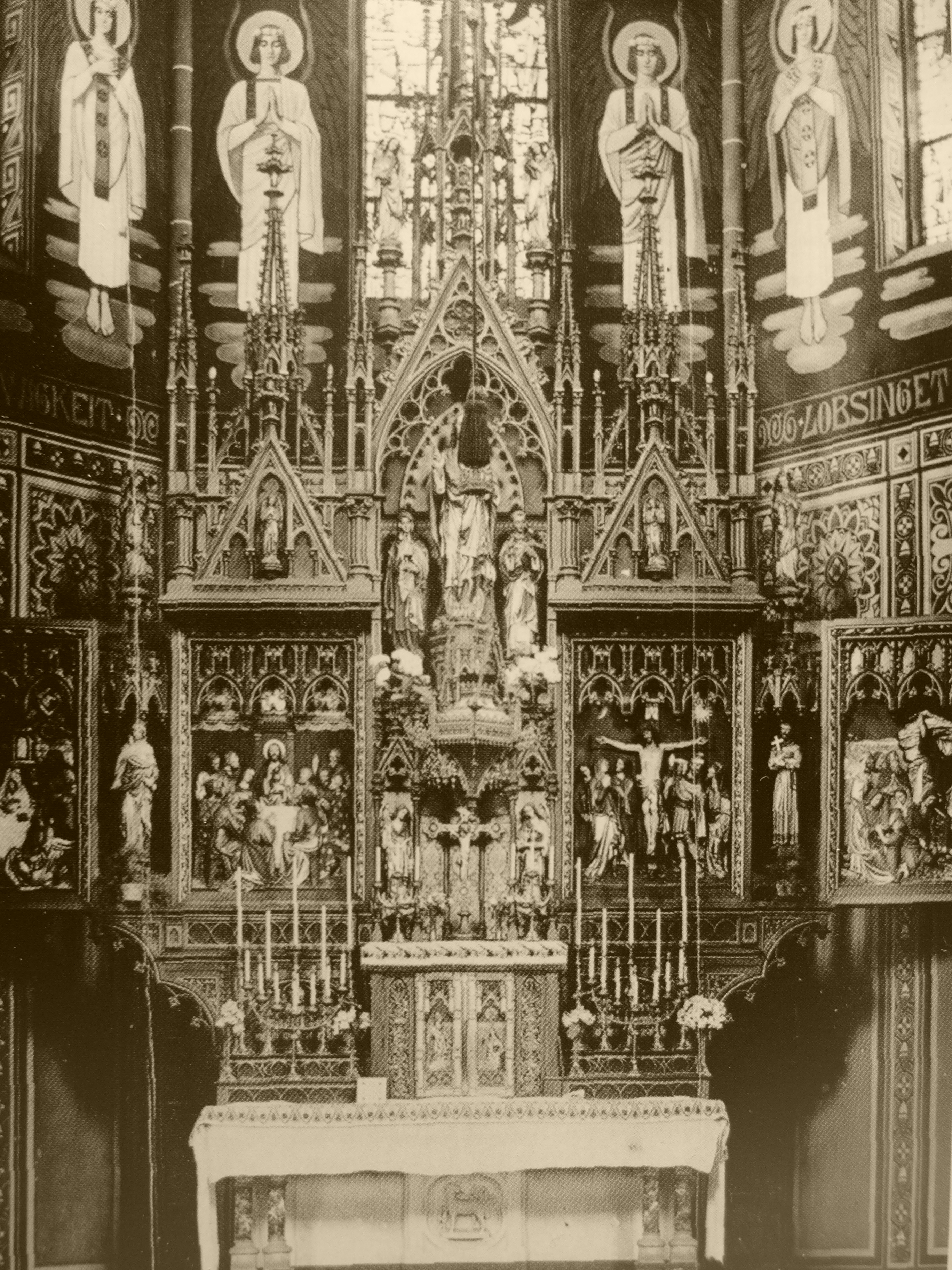
St. Josef, Malstatt, Neogotischer Hochaltar vor der Zerstörung in den 1950er Jahren (Pfarrarchiv St. Josef)

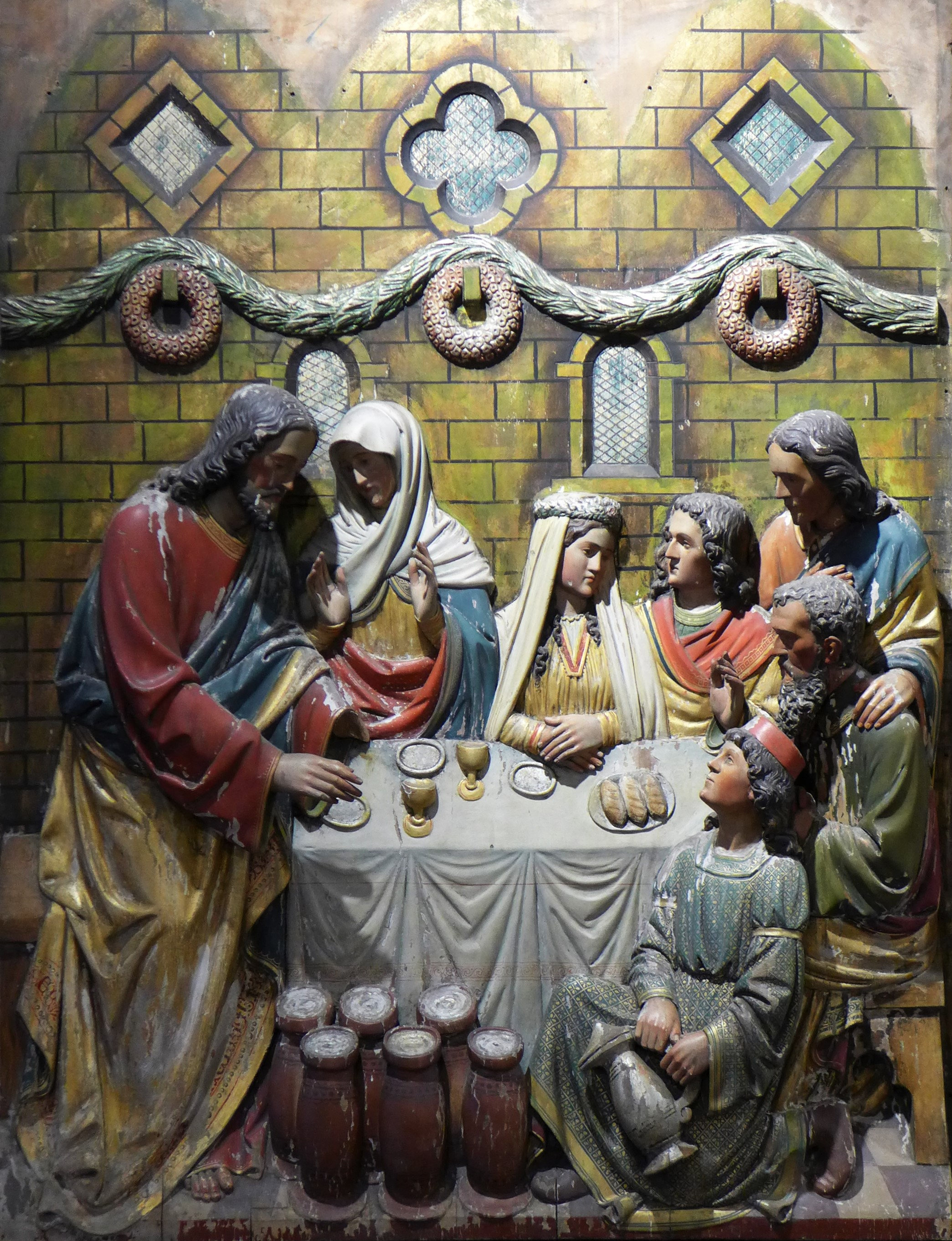
St. Josef (Saarbrücken), Hochaltarrelieftafel, Hochzeit zu Kana

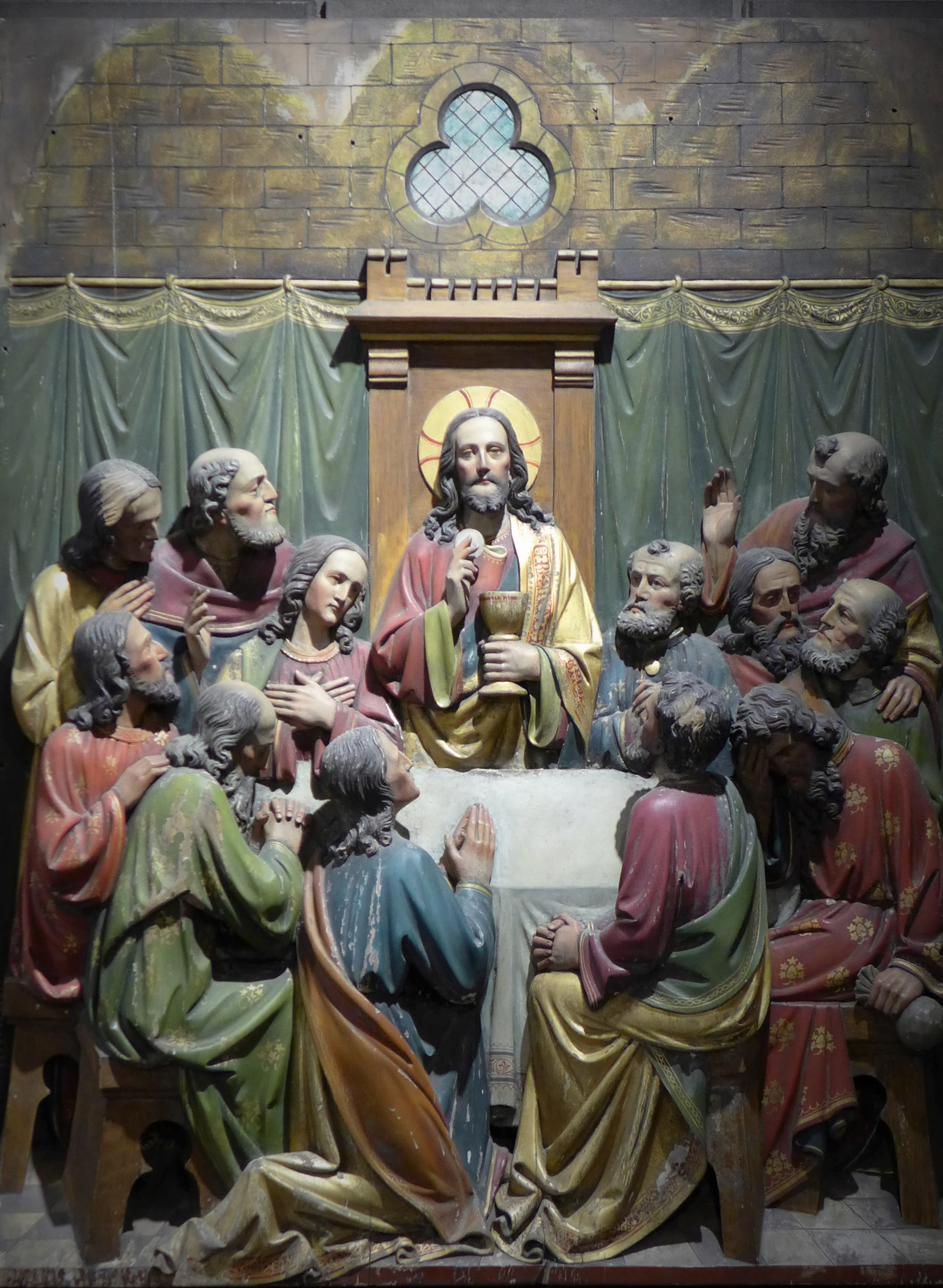
St. Josef (Saarbrücken), Hochaltarrelieftafel, Letztes Abendmahl

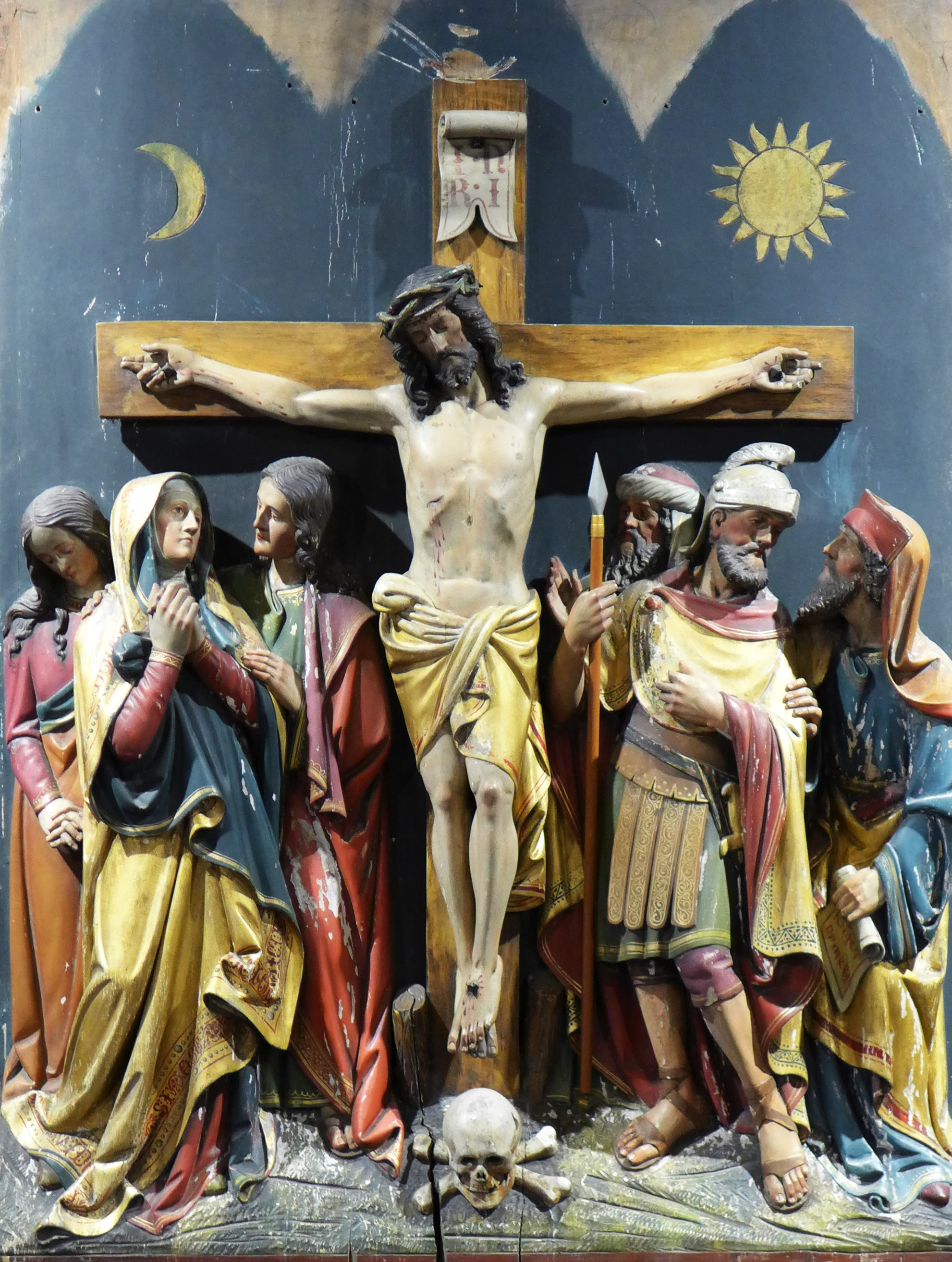
St. Josef (Saarbrücken), Hochaltarrelieftafel, Kreuzigung

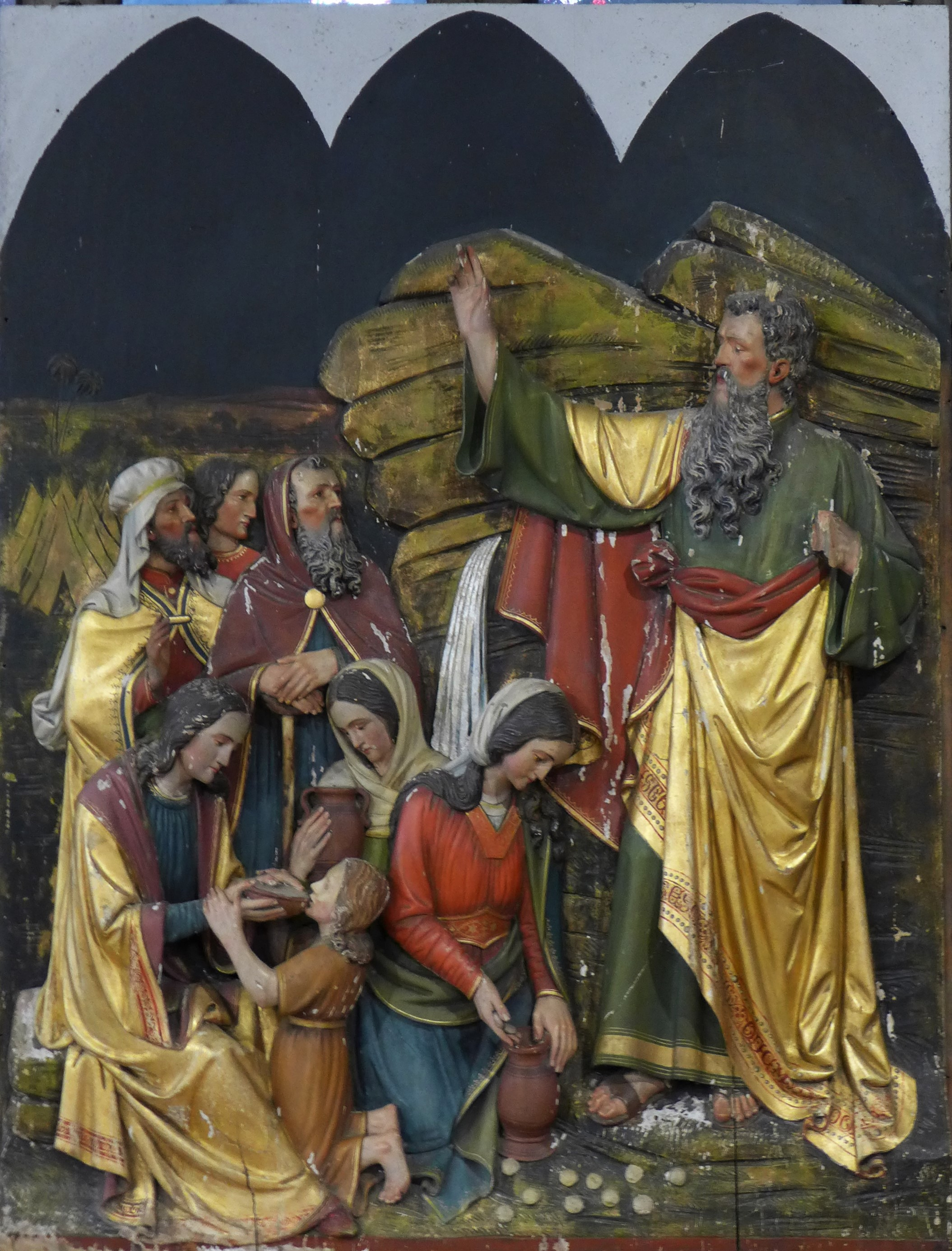
St. Josef (Saarbrücken), Hochaltarrelieftafel, Manna-Regen und Wasserwunder

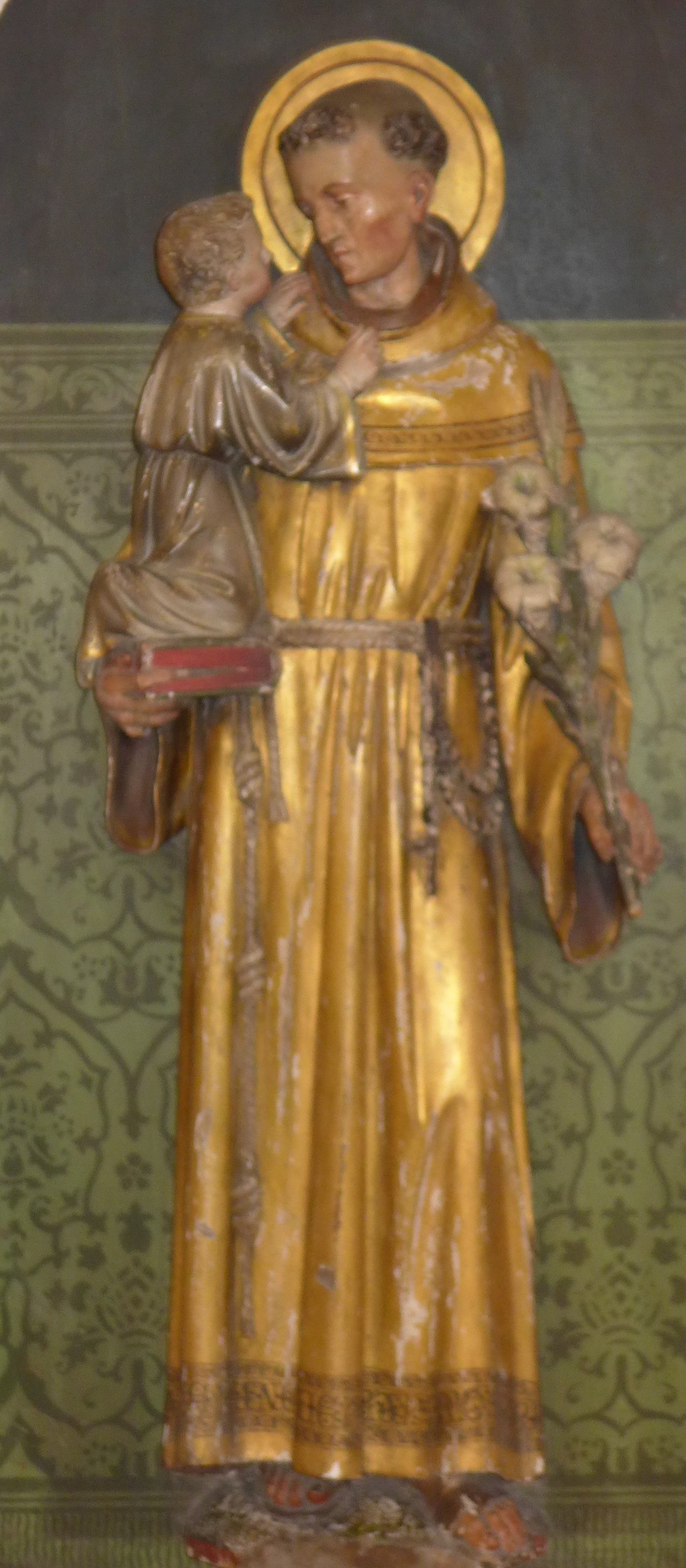
St. Josef (Saarbrücken), St. Antonius von Padua mit dem Jesuskind, Detail der Rückseite des Flügels des Hochaltares

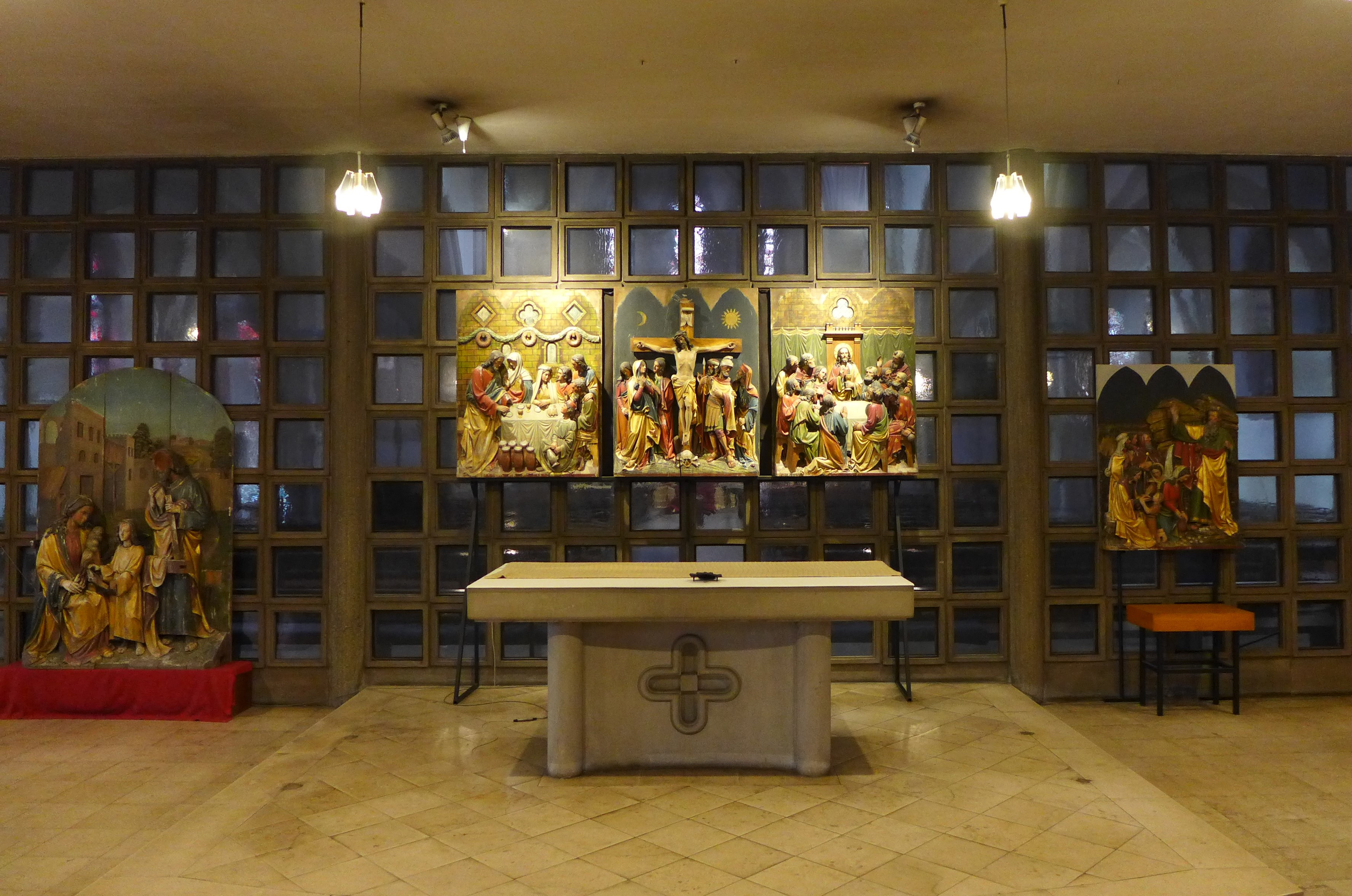
St. Josef (Saarbrücken), Werktagskapelle, Relieftafeln des Hochaltares (Mitte und rechts) und des Josefaltares (links)

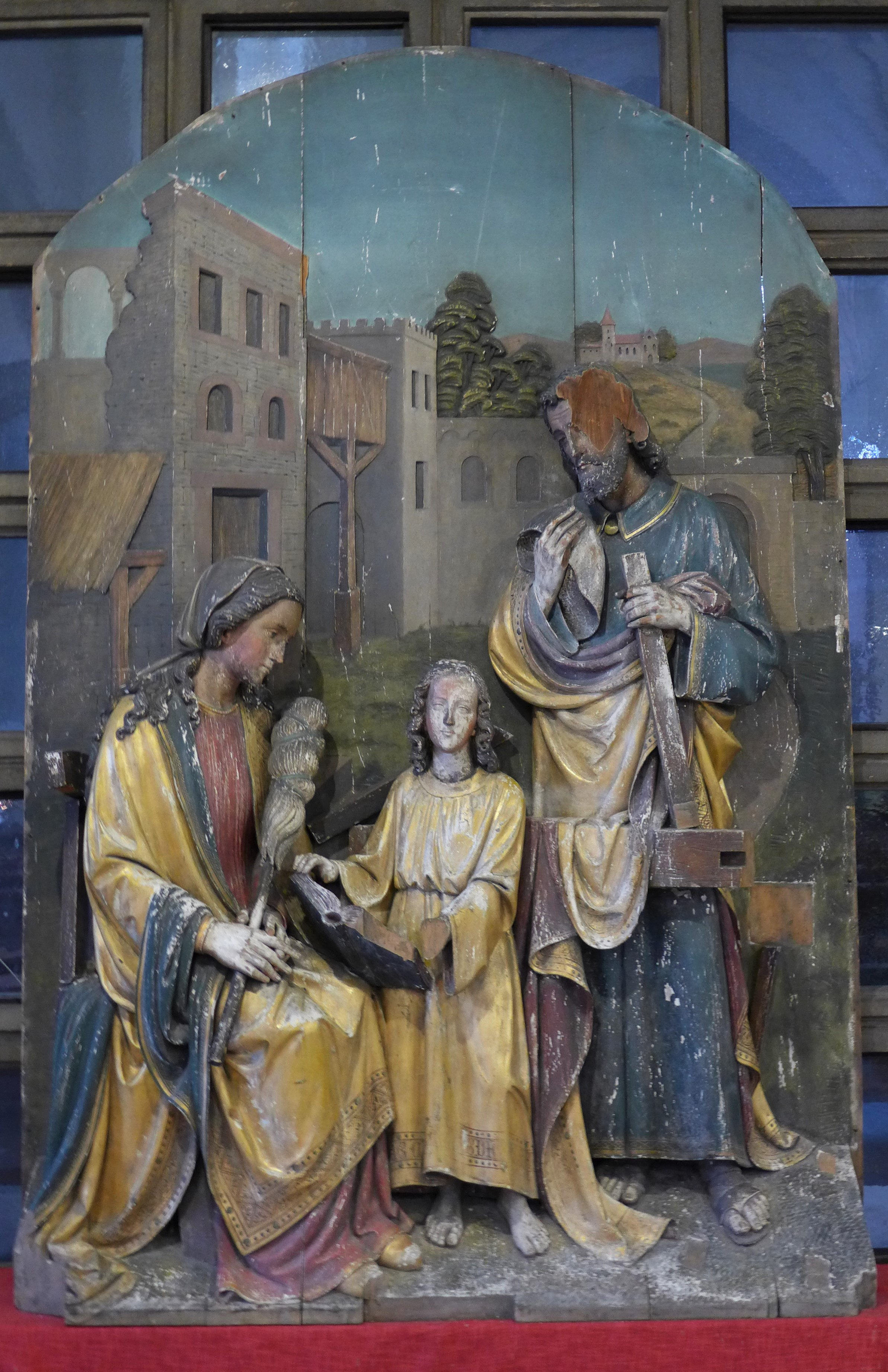
St. Josef (Saarbrücken), Zentralrelief des ehemaligen Josefsaltars: Die Heilige Familie bei der Arbeit in Nazareth

Die Mensen der drei neogotischen Altäre waren in weißem Marmor mit Säulen aus rotem Marmor ausgeführt. Altarplatten und Kapitelle der Säulen waren aus lothringischem Savonière-Kalkstein hergestellt. Die Aufbauten waren in Eichenholz geschnitzt und farbig gefasst. Die Seitenaltäre erreichten jeweils eine Höhe von 9 Metern, der Hochaltar wies eine Höhe von 11,50 Metern auf. Die drei Altäre hatten die Bombenangriffe auf Malstatt mit kleinen Beschädigungen überstanden. Pfarrer Pütz ließ die bestehenden Altäre im „purifizierenden“ Geist der Zeit, der die Kunst des Historismus ablehnte, zunächst ihrer Gesprenge berauben. In der Folgezeit wurden sämtliche Altäre zerstört. Nur die Relieftafeln und einige Statuen sind bis heute in beschädigtem Zustand erhalten. Die Relieftafeln des Hochaltares und des Josefsaltares befinden sich als provisorisches Altarbilder in der Werktagskapelle. Die Herz-Jesu-Statue des Hochaltares und die Madonnenstatue des Marienaltares werden heute in stark beschädigtem Zustand in der Sakristei aufbewahrt. Zuvor waren sie im Kohlenkeller der Kirche gelagert.

##### Hochaltar
Innerhalb des sakralen Raumes bildete der Hochaltar zugleich Zielpunkt und Fokus. Er korrespondierte mit den Wandmalereien der Apsis, den übrigen neogotischen Ausstattungsstücken und der architektonischen Hülle. Der Altar wurde im Jahr 1955 abgebaut. Theologisches Zentralthema des Malstatter Hochaltares, der die ‚Purifikationsmaßnahmen‘ der Nachkriegszeit nur in seinen Relieftafeln und Einzelfiguren überstanden hat, war die Botschaft der göttlichen Liebe, die in der Schilderung und Inbezugsetzung biblischer Szenen sowie der Darstellung von Heiligen der Nächstenliebe ihren Ausdruck fand.
Der Stipes des Altartisches zeigte in zentraler Position das Lamm Gottes und wies somit schon in seiner Basis auf den alttestamentlichen Opfergedanken hin, der im Verständnis der Kirche durch die Eucharistie vom Zeichen des Gesetzes zum Sakrament der Liebe verwandelt wurde.
Das Retabel des Hochaltars war von der Altarbauerwerkstatt von August Bücker (1859–1933) in seinem Atelier in Rheda als Flügelaltar konzipiert worden. August Bücker war dabei allerdings nicht der alleinige Schöpfer des Altars. Vielmehr koordinierte er die zahlreichen Gewerke und vergab Aufträge an fremde Werkstätten von Steinbildhauern, Holzschnitzern, Vergoldern und Fassmalern. Bückers fähigster Bildschnitzer war dabei Heinrich Hartmann (1868–1937), der auch wesentlich an den Arbeiten für Malstatt beteiligt war.
Das Malstatter Retabel zeigte in geöffnetem Zustand der Sonn- und Festtage in vier großen Reliefs von links nach rechts die Hochzeit zu Kana, das Abendmahl, die Kreuzigung Jesu sowie den Mannaregen und das Wasserwunder in der Wüste. Die dargestellten Szenen sollten die Eucharistie ganz im Sinne der klassisch-kirchlichen Präfigurationstheologie – der damals in der christlichen Ikonographie vorherrschenden Exegese – deutend thematisieren. Dabei wird ein Geschehen aus dem Alten Testament einem Ereignis aus dem Neuen Testament gegenübergestellt. Durch die Gegenüberstellung von ‚Typos‘ (Altes Testament) und ‚Antitypos‘ (Neues Testament) soll im Glauben eine Kontinuität der biblischen Geschehnisse sichtbar gemacht werden. Es geht dabei in erster Linie um „Verheißung“ und „Erfüllung“: Das, was im Alten Testament präfigurativ angekündigt wird, vollendet sich – so die Botschaft dieser Auslegungstradition – als unüberbietbare Wirklichkeit der göttlichen Heilsordnung im Neuen Testament. Damit werden zwar Christentum und Judentum aufs Engste miteinander verbunden, aber dem Alten Testament ausschließlich als Hinweisgeber auf das Neue ein Eigenwert zugestanden.
Die rechts dargestellte Relieftafel, die die Geschichte vom Mannaregen und der beiden Wasserwunder zu einer Szene zusammenzieht, entspricht demnach als Verheißung der Erfüllung in der Szene der Hochzeit von Kana. Das Himmelsbrot Manna wird in der Bibel (Ex 16 ) als die Speise bezeichnet, die den Israeliten auf ihrer 40-jährigen Wanderschaft durch die Wüste von Gott als Nahrung gegeben worden war. Diese Speise fiel nachts auf den Wüstenboden und konnte des Morgens aufgesammelt werden. Im Neuen Testament (Joh 6,28–35 ) bezeichnet sich Jesus Christus unter Hinweis auf dieses Manna als „Brot des Lebens“:

„Da fragten sie ihn: Was müssen wir tun, um die Werke Gottes zu vollbringen? Jesus antwortete ihnen: Das ist das Werk Gottes, dass ihr an den glaubt, den er gesandt hat. Sie sagten zu ihm: Welches Zeichen tust du denn, damit wir es sehen und dir glauben? Was für ein Werk tust du? Unsere Väter haben das Manna in der Wüste gegessen, wie es in der Schrift heißt: Brot vom Himmel gab er ihnen zu essen. Jesus sagte zu ihnen: Amen, amen, ich sage euch: Nicht Mose hat euch das Brot vom Himmel gegeben, sondern mein Vater gibt euch das wahre Brot vom Himmel. Denn das Brot, das Gott gibt, kommt vom Himmel herab und gibt der Welt das Leben. Da baten sie ihn: Herr, gib uns immer dieses Brot! Jesus antwortete ihnen: Ich bin das Brot des Lebens; wer zu mir kommt, wird nie mehr hungern, und wer an mich glaubt, wird nie mehr Durst haben.“

Im Christentum steht daher Manna als Symbol für die Eucharistie, die in der Abendmahlsszene des Malstatter Hochaltares thematisiert ist.
Die in der Relieftafel gezeigte Szene der beiden Wasserwunder des Mose (Ex 17,1–7 , Num 20,1–13 ) bezieht sich auf die Hochzeit zu Kana. Die Erzählung im Johannesevangelium ist eine Wundererzählung, die davon berichtet, wie Jesus als Gast einer Hochzeitsfeier Wasser in Wein verwandelt (Joh 2,1–12 ). Es handelt sich um das erste der sogenannten Zeichen Jesu, mit denen das Johannesevangelium ihn als Sohn Gottes und als den Messias vorstellt und den Leser zum Glauben führen will (Joh 20,30–31 ).
Während Mose in den alttestamentlichen Szenen (Ex 17,1–7/Num 20, 1–13) dem Volk nur mit der Kraft Gottes einfaches Wasser geben kann und dabei auch noch in anmaßender Weise dies als Tat aus eigener Kraft ausgibt (Num 20, 1–13), ist Jesus als der Gottessohn selbst in der Lage, aus Wasser Wein zu machen, so die Botschaft der Präfigurationstheologie. Die Altarreliefs verstärken diesen Gegensatz zusätzlich, indem sie die Blickrichtungen Jesu und Mose einander zuwenden: Während der bedeutungsperspektivisch vergrößerte Mose in geradezu überheblich-selbstüberhöhender Weise und mit majestätischem Gestus bei der Ausführung des Wunders dargestellt wird, zeigt die entsprechende Relieftafel Jesus in demütiger und gebückter Körperhaltung.
Der in der neutestamentlichen Szene wunderbar gewandelte Wein symbolisiert in der Bibel das Fest und die Lebensfreude (Ps 104,15 ). Er lässt die Menschen die Herrlichkeit der Schöpfung spüren und ist traditioneller Bestandteil der Rituale am Sabbat, am Pessachfest und der Hochzeitsfeierlichkeiten. Darüber hinaus wird er im Buch Jesaja als wesentliches Element des eschatologischen Freudenmahls auf dem Berg Zion (Jes 25,6 ) beschrieben. Die im Johannesevangelium geschilderte Wundererzählung soll zeigen, dass mit Jesus diese bei Jesaja vorhergesagte eschatologische Freudenzeit angebrochen sei, in der Trauern, Fasten und Verzicht nicht angemessen seien, sondern man mit dem „Bräutigam Jesus“ feiern solle (Mt 9,15 ). Die Überfülle des Weins kann als Hinweis auf das Leben in Fülle verstanden werden, das Gott dem Menschen zugedacht hat (Joh 10,10b ). Die in der Relieftafel auf dem Tisch der Brautleute positionierten Brote und Kelche nehmen Bezug zu den eucharistischen Elementen der Abendmahlsszene. Ebenso steht der alttestamentliche Mannaregen und das Brot der Abendmahlsszene in engem typologischen Bezug.
Der Stich des Moses-Stabes in den Felsen mit darauffolgendem Wasserwunder wurde in der klassischen Präfigurationstheologie als Vorausdeutung des Lanzenstich des legendären Longinus in die Seite Jesu gedeutet (Joh 19,34 ). Die in der Relieftafel dargestellte Heilige Lanze entwickelte sich seit dem frühen Mittelalter zu einem der Herrschaftsinsignien des Heiligen Römischen Reiches Deutscher Nation, den Reichskleinodien.
Die inneren Relieftafeln entsprechen sich ebenfalls einander. Die Selbsthingabe, die Jesus im Letzten Abendmahl ankündigt (1 Kor 11,23–26 , Mt 26,17–29 ; Mk 14,12–26 ; Lk 22,14–20 ), vollzieht er durch seine Kreuzigung. Das Abendmahlsrelief, in dem Jesus den Neuen Bund in seinem Blut begründet, nimmt darüber hinaus noch einmal Bezug zu Mose in der rechten Bildtafel, der als Schöpfer des alttestamentlichen Bundes mit Gott am Berg Sinai gilt (Ex 24,1–11 ):

„Zu Mose sprach er (Gott): Steig zum Herrn hinauf zusammen mit Aaron, Nadab, Abihu und mit siebzig von den Ältesten Israels; werft euch in einiger Entfernung nieder! Mose allein soll sich dem Herrn nähern, die anderen dürfen nicht näherkommen und das Volk darf den Berg nicht mit ihm zusammen besteigen. Mose kam und übermittelte dem Volk alle Worte und Rechtssatzungen des Herrn. Das ganze Volk antwortete einstimmig und sagte: Alles, was der Herr gesagt hat, wollen wir tun. Mose schrieb alle Worte des Herrn auf. Am frühen Morgen stand er auf und errichtete am Fuß des Berges einen Altar und zwölf Steinmale für die zwölf Stämme Israels. Er schickte die jungen Männer der Israeliten aus und sie brachten Brandopfer dar und schlachteten junge Stiere als Heilsopfer für den Herrn. Mose nahm die Hälfte des Blutes und goss es in eine Schüssel, mit der anderen Hälfte besprengte er den Altar. Darauf nahm er das Buch des Bundes und verlas es vor dem Volk. Sie antworteten: Alles, was der Herr gesagt hat, wollen wir tun; und wir wollen es hören. Da nahm Mose das Blut, besprengte damit das Volk und sagte: Das ist das Blut des Bundes, den der Herr aufgrund all dieser Worte mit euch schließt. Danach stiegen Mose, Aaron, Nadab, Abihu und die siebzig von den Ältesten Israels hinauf und sie schauten den Gott Israels. (...) Sie durften Gott schauen und sie aßen und tranken.“

Während in der alttestamentlichen Szene nur ein erwählter Kreis die Gemeinschaft Gottes erleben darf, werden im Neuen Bund – so die typologische Deutung – alle Menschen von Jesus in die Liebe Gottes hineingenommen. Das in der Relieftafel dargestellte Pessach–Mahl steht unter dem Vorzeichen der Erinnerung an Gottes Befreiungstat für sein Volk Israel. Der Verrat des Judas Iskariot, mit dem Jesu Passion beginnt, ist durch den Münzbeutel in der Hand des Judas angedeutet. Judas selbst greift sich als Zeichen seiner Verzweiflung an den Kopf, bedeckt mit gequälter Miene sein Gesicht und isoliert sich sichtbar aus der Mahlgemeinschaft. Jesus hingegen wird im Relief in der Rolle des jüdischen Hausvaters gezeigt, der das ungesäuerten Brotstück sowie den Segenskelch Gott dankend in seinen Händen hält, um sie an die anwesenden Jünger zu verteilen. Die biblischen Deuteworte versinnbildlicht das Relief, indem die beiden Speise-Elemente so vor Jesu Brust positioniert sind, dass dem Betrachter eine Identität dieser mit Jesus selbst vor Augen geführt wird.
Der in der Kreuzigungsszene am Fuß des Kreuzes positionierte Schädel bezieht sich sowohl auf den Hinrichtungsort Jesu, der Golgota („Ort des Schädels“) heißt, als auch auf die kirchliche Überlieferung, dass hier der Schädel Adams begraben worden sei und das Holz des Kreuzes aus einem Samenkorn des Paradieses im Munde des toten Adam entwachsen sei. Die Botschaft ist, dass mit Adam Sünde und Tod in die Welt gekommen seien, wohingegen Jesus die Heilung der Welt gebracht habe. Während alle durch Adam sterben müssen, werden alle in Christus leben (1 Kor 15,22 ). Die beiden das Kreuz Jesu flankierenden Gestirne Sonne und Mond deuten auf die in der neutestamentlichen Überlieferung geschilderte Finsternis bei der Kreuzigung Jesu hin, die auf eine eschatologische Interpretation des Todes Jesu abzielt. Der neben Jesus dargestellte römische Hauptmann gibt in der Reliefszene seine gläubige Erkenntnis der Gottessohnschaft Jesu an einen jüdischen Schriftgelehrten weiter (Mk 15,39 ). Die Tier-Symbole der neogotischen Kommunionbank greifen den Opfertod-Gedanken Jesu nochmals auf.
Die einzelnen Relieftafeln thematisieren insgesamt die Botschaft der göttlichen Liebe. Während in der Mose-Szene die Liebe Gottes zu seinem auserwählten Volk gezeigt wird, erweitert sich der Kreis der von Gottes Liebe Beschenkten in den übrigen Bildtafeln zunehmend. Die Darstellung des Weinwunders kann als liebevolle Geste Jesu zu einer begrenzten Gruppe verstanden werden. Die Relieftafeln des Abendmahles und der Kreuzigung weiten aber den Kreis. Sie dienen der Sichtbarmachung der Liebe Gottes zur gesamten Menschheit. Der Stillung nur körperlicher Bedürfnisse (Wasserwunder, Manna-Regen, Weinwunder) wird die Stillung des geistigen Bedürfnisses in der Eucharistie gegenübergestellt.
Dementsprechend erhob sich in der Zentralachse des Retabels über dem Tabernakel und dessen Expositoriumsnische eine Statue des Heiligsten Herzens Jesu als Symbol der göttlichen Liebe. Die heute noch in beschädigtem Zustand vorhandene Skulptur stellt Jesus als Heiland der Welt dar, der der erlösungsbedürftigen Menschheit sein dornenumwundenes und vor Liebe flammendes Herz darbietet. Dogmatischer Hintergrund der Darstellung war die Einführung des Hochfestes des Heiligsten Herzens Jesu durch Papst Pius IX. im Jahr 1856 für die Weltkirche. Im Jahr 1899 hatte Papst Leo XIII. in der Enzyklika Annum sacrum die ganze Welt dem Heiligsten Herzen Jesu geweiht. In der Enzyklika hatte sich Leo XIII. zur königlichen Vollmacht Jesu über Himmel und Erde geäußert und dessen Heiligstes Herz als Gegenstand der frommen Andacht empfohlen.
Die Herz-Jesu-Statue wurde flankiert von Statuen des heiligen Thomas von Aquin (rechts), aufgrund seiner Bedeutung für die katholische Eucharistielehre, und der heiligen Klara von Assisi (links). Die Heilige war bei einem Überfall der Sarazenen im Jahre 1240 diesen mit der Monstranz entgegen. Dasselbe hatte sie getan, als Assisi ein Jahr später vom kaiserlichen Heer belagert worden war. Ihr ikonographisches Heiligenattribut ist daher die Monstranz, zuweilen auch der Kelch. Zwischen den beiden inneren Tafeln und den beiden äußeren Tafeln waren ebenfalls Heiligenstatuen aufgestellt. Unter Baldachinen, die sich über der Gelenkstelle der Schwenkflügel erhoben, befanden sich Figuren der heiligen Elisabeth von Thüringen (links) und des heiligen Franziskus von Assisi (rechts), die in der sogenannten Imitatio Christi ihren Glauben in der Ausübung der Nächstenliebe und Bedürfnislosigkeit zu verwirklichen suchten.
Zentrum des pyramidal angelegten Flügelaltars von St. Josef in Malstatt war der Tabernakel. Auf seinen vergoldeten Flügeltüren war die Verkündigung des Erzengels Gabriel an die Jungfrau Maria, als Ursprung der Inkarnation Jesu Christi dargestellt. Links war der himmlische Bote und rechts die Jungfrau Maria zu sehen. Die Menschwerdung Jesu durch Maria, das Herabsteigen Gottes in den Schoß der Jungfrau, – so die ikonographisch-theologische Konzeption des Hochaltares – entspricht dem Herabsteigen Gottes auf den Altar im Messopfer, der Gestaltwerdung Jesu Christi im eucharistischen Geschehen.
Über dem Tabernakel war eine Expositoriumsnische zur Aufnahme des Altarkreuzes oder der Monstranz angelegt. Flankiert wurde die Nische von anbetenden Engeln. Die Darstellung weiterer sechs Engel, die auf die Heiligkeit des eucharistischen Geschehens hinweisen sollten, befand sich im reichen Gesprenge des Altaraufbaues.
In der Predellazone auf beiden Seiten des Tabernakels waren in geschnitzten Reliefs die Büsten der vier Evangelisten Matthäus, Markus, Lukas und Johannes als Zeugnisgeber der Menschwerdung sowie des Lebens, des Sterbens und der Auferstehung Jesu zu sehen.
In geschlossenem Zustand der Werktage waren auf den Rückseiten der Flügeltüren des Hochaltares vier Heilige zu sehen. Von links nach rechts waren dies:
- Alfonso Maria de Liguori mit dem Rosenkranz (Ordensgründer der Kongregation des Heiligsten Erlösers)
- Maria Magdalena mit Salbgefäß als Zeugin der Auferstehungsbotschaft (Joh 20,11–18 EU)
- Agnes von Rom mit Märtyrerpalme und mit einem Lamm als Hinweis auf ihre mystische Verlobung mit Jesus Christus
- Antonius von Padua mit nach Franziskanerart dreifachem geknotetem Zingulum (Hinweis auf die Gelübde der Armut, der Keuschheit und des Gehorsams), mit der Lilie als Zeichen seiner Keuschheit und mit dem Jesuskind auf dem Arm. Das Attribut ‚Jesuskind‘ geht auf eine Legende zurück, nach der ein Graf als Gastgeber des Heiligen diesen nachts aufsuchte, um sich nach seinem Befinden zu erkundigen. Aus der Kammer des Heiligen drang ein so heller Lichtschein, dass der Adelige einen Brand vermutete und erschrocken die Tür aufriss. Doch fand er Antonius lächelnd in seinen Armen das strahlende Jesuskind wiegend.

Die Auswahl der vier Heiligen, deren Reliefs noch erhalten sind, kann im Zusammenhang mit deren intensiver Jesusfrömmigkeit und ihrer brennenden Liebe zum Erlöser verstanden werden. Sie kann auch als Hinweis auf die Sakramente der Beichte (Alfons), der Firmung und Krankensalbung (Maria Magdalena), der Weihe (Agnes) sowie der Ehe (Antonius) gedeutet werden. Die Reliefs sind bis heute erhalten.

##### Josefsaltar

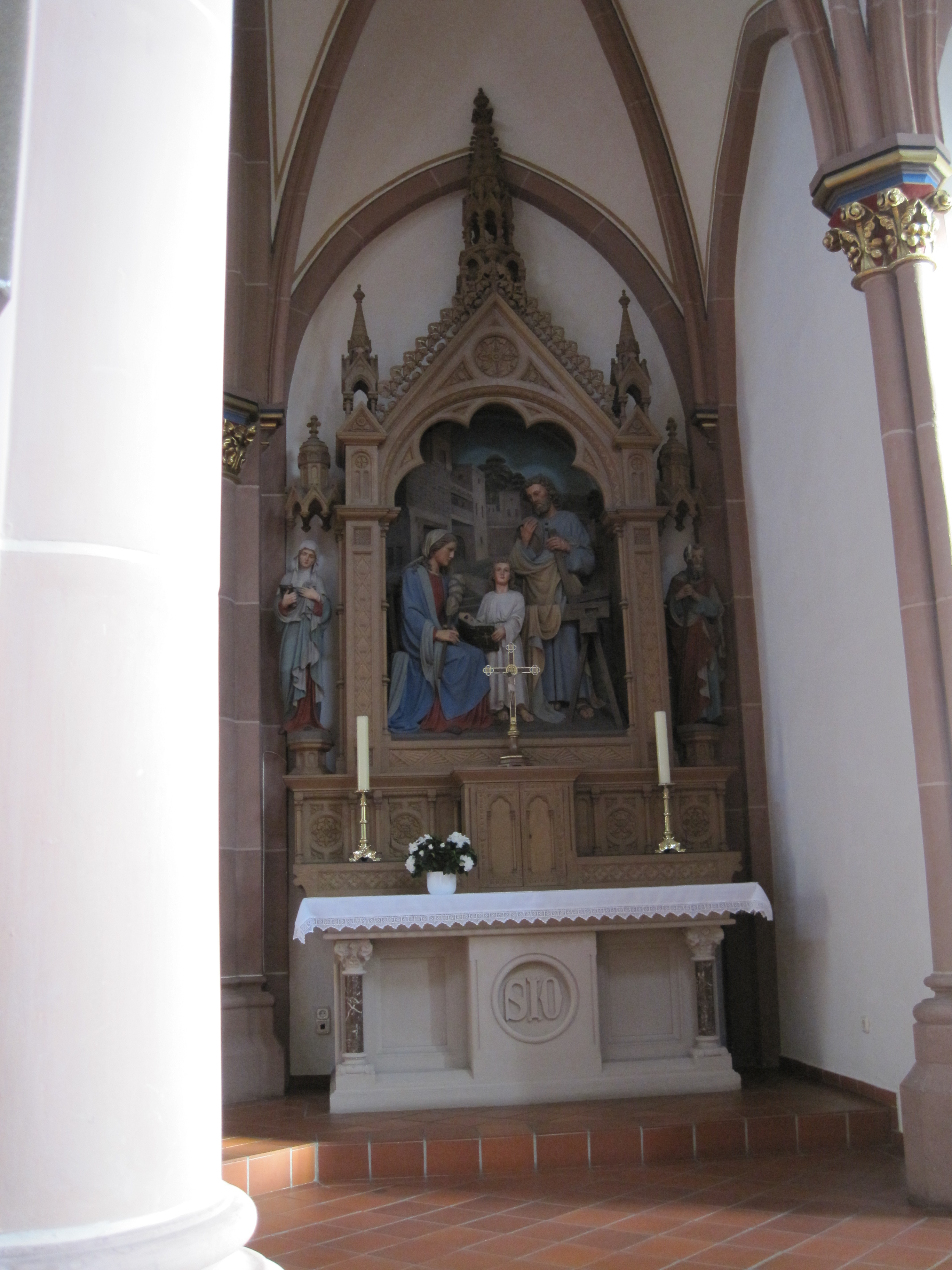
Seitenaltar der katholischen Pfarrkirche St. Bartholomäus im sauerländischen Meggen aus der „Wiedenbrücker Schule“ als Vorbild der Reliefs des Malstatter Josefsaltares

Der Seitenaltar auf der Epistelseite zeigte die Heilige Familie. Der kleine Jesus steht im Zentrum der dargestellten Szene. Er hat ein aufgeschlagenes Buch – wohl die Heilige Schrift – auf den Schoß Mariens gelegt. Maria, die gerade sitzend am Spinnrocken arbeitet, scheint nebenbei Jesus in der jüdischen Glaubenslehre des Tanach zu unterrichten, während der mit Zimmererarbeiten beschäftigte Josef den beiden zuschaut. Das Relief wurde flankiert von Statuen des heiligen Joachim und der heiligen Anna, den Eltern Marias. Während Anna den Tanach in ihrer Rechten hält, ist Joachim in betender Haltung dargestellt. Sein ursprünglicher Stab ist verlustig. Im harmonischen Zusammensein der Heiligen Familie in Nazareth sah die katholische Kirche ein bedeutungstiefes Mysterium und ein hilfreiches und wertvolles Idealbild für die durch die sozialen Umbrüche der Industrialisierung vielfach einhergehende Zerrüttung traditioneller Familienstrukturen.
Hintergrund der historischen Entwicklung waren die sozialen Begleit- und Folgeprobleme des Übergangs von der Agrar- zur sich urbanisierenden Industriegesellschaft ab dem frühen 19. Jahrhundert. Doch bereits im zeitlichen Vorfeld war es zu einem dramatischen Elend großer Bevölkerungsgruppen gekommen. Aspekte der Entwicklung waren eine enorme Bevölkerungsexplosion, die ein lohnarbeitendes Proletariat schuf, die Bauernbefreiung, die zu Landflucht und Verstädterung führte, sowie der Niedergang des alten Gewerbes mit einem allmählichen Aufkommen der Fabrikindustrie. Kernprobleme der dadurch aufkommenden Sozialen Frage waren der Pauperismus und die Existenzunsicherheit von Bauern, ländlichem Gesinde, Handwerkern, Arbeitern und kleinen Angestellten. Dies war alles Problem des ehemaligen kleinen Bauerndorfes Malstatt, das in kurzer Zeit zur Industriestadt Malstatt-Burbach aufgeschossenen war.
Die Verehrung der Heiligen Familie war von Papst Leo XIII. besonders gefördert worden, um einem Zerfall des christlichen Familienlebens entgegenzuwirken. Darstellungen der Heiligen Familie als Träger einer kirchlichen Familienideologie sollten katholische Familien zu einem gottesfürchtigen Lebenswandel, zur Konfliktvermeidung, zu familiärer Solidarität und verlässlicher Daseinsfürsorge anregen. Im Gefolge einer unter franziskanischem Einfluss zunehmend auf das Jesuskind ausgerichteten Frömmigkeit wurde das Alltagsleben der Heiligen Familie in intimer Häuslichkeit – die Arbeit in der Werkstatt Josefs sowie hauswirtschaftliche Tätigkeiten Mariens – ein populäres Bildsujet. Die genrehafte Darstellung der Heiligen Familie in einer stark idealisierten Häuslichkeit stand auch im Zeichen der religiösen Erbauung. Darüber hinaus wurde die Heilige Familie in ihrer irdischen ‚Trinität‘ (Jesus – Maria – Josef) als Hinweis auf die himmlische Trinität verstanden.
Der Architekt der Malstatter Josefskirche, Johann Adam Rüppel, hatte in den Jahren 1895 bis 1896 im sauerländischen Meggen
bereits die katholische Pfarrkirche St. Bartholomäus im neoromanischen Stil errichtet und sie von der Werkstätte von Christoph Siebe (1849–1912) der „Wiedenbrücker Schule“ ausstatten lassen. Der Josefsaltar der Kirche weist die identische Figurenkonstellation wie der Malstatter Josefsaltar auf; allerdings mit neoromanischem Schreingehäuse und veränderter Fassmalerei. Die guten Erfahrungen bei der Zusammenarbeit mit den Werkstätten der „Wiedenbrücker Schule“ in Meggen könnte Johann Adam Rüppel veranlasst haben, diese auch für die Ausstattung der Malstatter Josefskirche zu empfehlen.

##### Marienaltar
Der Seitenaltar auf der Evangelienseite zeigte eine Statue der Gottesmutter Maria mit dem Jesuskind. Die sich zu ihren Füßen windende Paradiesschlange hält in ihrem Maul die verbotene Frucht vom Baum der Erkenntnis des Guten und des Bösen (Gen 3 ), die Eva im Paradies verführerisch angeboten worden war. Somit wird Maria hier als die „neue Eva“ interpretiert und Jesus als der „neue Adam“ (Röm 5,12–21 ), der segnend seine Hände ausbreitet. Die Sichel des Mondes unter den Füßen Mariens bezieht sich auf die Schilderung der „Mulier amicta sole“ in der Offenbarung des Johannes (Offb 12,1 ).
Flankiert wurde die Skulptur von Reliefs mit den Themen „Mariä Opferung“ und „Mariä Himmelfahrt“. Die noch erhaltene Darstellung der Darbringung der dreijährigen Maria als Jungfrau im Jerusalemer Tempel durch ihre Eltern Joachim und Anna ist dem apokryphen Jakobusevangelium entnommen:

„Dem Kinde aber mehrten sich seine Monate. Es wurde das Kind zweijährig. Und Joachim sagte: ‚Wir wollen es zum Tempel des Herrn hinaufbringen, um das Versprechen einzulösen, das wir abgegeben haben. Sonst schickt der Gebieter Gott zu uns, um es zu holen, und unsere Gabe wird als eine in diesem Fall erzwungene nicht genehm sein.‘ Und Anna sagte: ‚Wir wollen das dritte Jahr zuwarten, damit das Kind nicht bei früherer Trennung nach Vater und Mutter Verlangen trägt.‘ Und Joachim sagte: ‚Dann wollen wir warten.‘ Und das Kind wurde dreijährig. Da sagte Joachim: ‚Rufet die Töchter der Hebräer, die unbefleckten, als Begleiterinnen herbei! Sie sollen je eine Fackel nehmen, und die sollen zur Ablenkung für das Kind brennen, damit das Kind sich nicht nach hinten umdreht und sein Herz nicht verführt wird weg vom Tempel des Herrn.‘ Und sie hielten es so, bis sie zum Tempel des Herrn hinaufkamen. Und der Priester nahm Maria in Obhut, küsste und segnete sie und sprach: ‚Groß gemacht hat der Herr deinen Namen unter allen Geschlechtern. An dir wird am Ende der Tage der Herr sein Lösegeld den Kindern Israel offenbaren.‘ und er hieß sie sich auf der dritten Stufe des Altars niedersetzen, und der Herr Gott legte Anmut auf sie. Da begann sie auf ihren Füßen zu tanzen, und das ganze Haus Israel gewann sie lieb. Und ihre Eltern zogen wieder hinab, waren voller Staunen, und sie lobten Gott den Gebieter dafür, dass das Kind sich nicht ihnen zugewandt hatte um bei ihnen zu bleiben. Maria aber war im Tempel des Herrn, wie eine Taube mit ganz wenig Speise sich beköstigend, und empfing Nahrung aus der Hand eines Engels.“

In der Relieftafel des Marienaltares besteigt die kleine Maria die Stufen zum Thron des Hohenpriesters, der sie gütig empfängt. Die Fackel ist bereits einem Tempeldiener übergeben worden. Anna und Joachim warten in demütiger Haltung vor den Stufen. Eine Frau ist in Anbetung niedergesunken, ein weiteres Kind hat ebenfalls seine Hände in Ehrfurcht gefaltet.
Die Darstellung der Himmelfahrt Mariens befindet sich nicht mehr im Besitz der Pfarrei. Maria war als Himmelsköniging dargestellt, die von Engeln über ihrem mit Rosen bestreuten Grab zu den himmlischen Höhen emporgetragen wurde. Die Darstellungsweise war der Gruppe der frühchristlichen Schriften des Transitus Mariae und weiterer Folgelegenden entnommen.

#### Kanzel

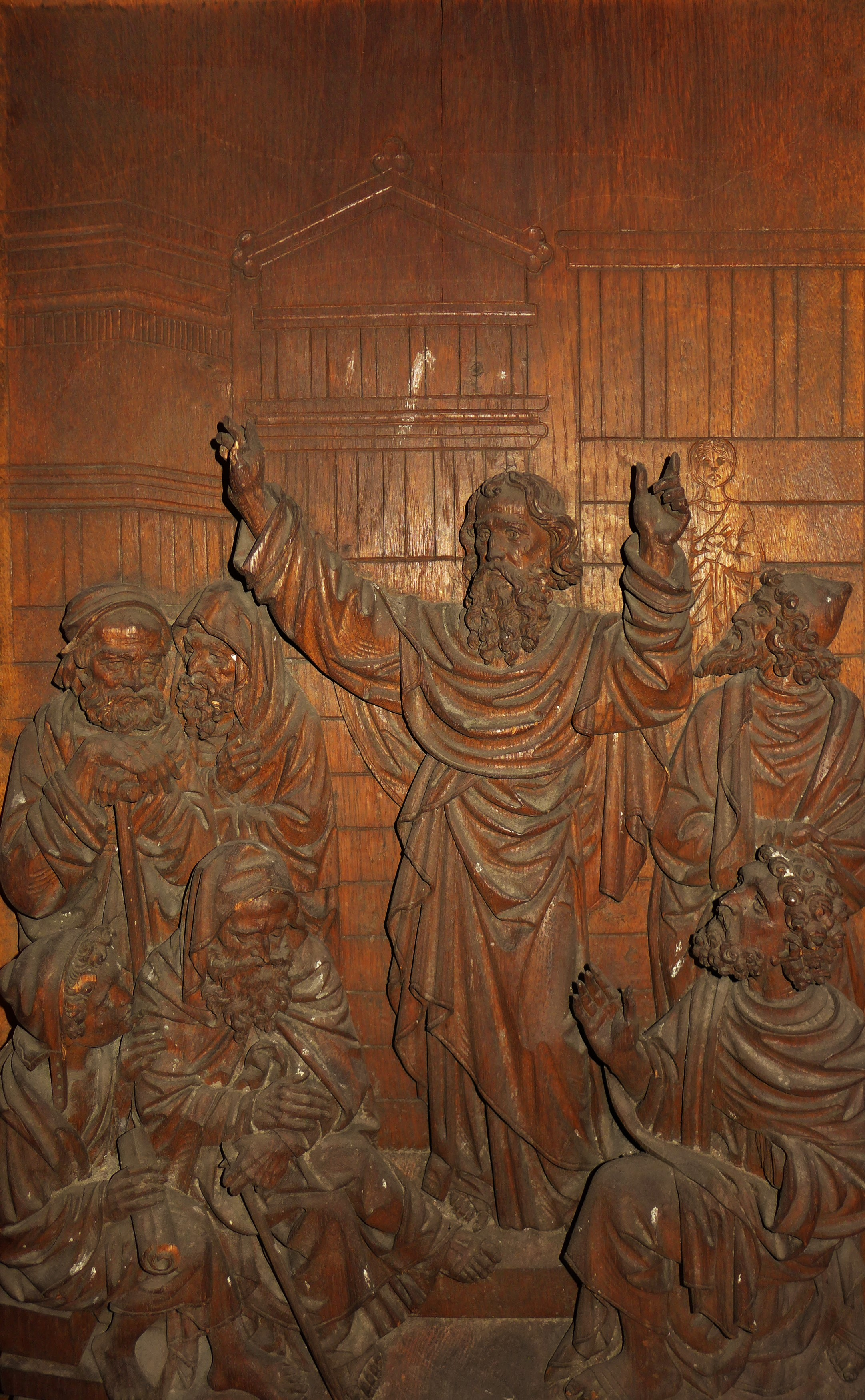
Erhaltenes Bildrelief des Kanzelkorbes der Malstatter St. Josefskirche, geschnitzt von Heinrich Hartmann: Paulus predigt auf dem Areopag (Apg 17,16–34 EU)

Für sämtliche Schnitzarbeiten hatte das Bildhaueratelier Bücker aus Rheda in Westfalen verantwortlich gezeichnet. Sie hatten leicht beschädigt den Zweiten Weltkrieg überstanden. In der Nachkriegszeit wurden alle Ausstattungsstücke zunächst ‚purifizierend‘ ihrer Ornamentik beraubt und schließlich ganz demontiert. Teilweise wurden Statuen als Geschenk an Pfarrangehörige weggegeben. Einige Reliefs befinden sich in beschädigtem Zustand heute teilweise in der Werktagskapelle oder in einem Behelfsdepot, das konservatorischen Grundsätzen nicht entspricht.
Die nicht mehr erhaltene Kanzel aus Eichenholz trug vier Reliefs: Bergpredigt, Aussendung der Apostel, Paulus von Tarsus predigt im Athener Areopag, Bonifatius predigt den Germanen unter der Donareiche von Geismar. An den Ecken des polygonalen Kanzelkorbes befanden sich Skulpturen Christi im Kreis der vier Evangelisten. Der Schalldeckel endete in reichem neogotischen Gesprenge. Ein fast ähnliches Bildprogramm und einen ähnlichen Aufbau hatte der Wiedenbrücker Bildschnitzer Heinrich Hartmann bei der noch erhaltenen Kanzel in der Kamener Kirche Zur Heiligen Familie im Jahr 1910 verwendet.

#### Kommunionbank
Die geschnitzte Kommunionbank der Altarbauwerkstatt Bücker (Bildschnitzer Heinrich Hartmann, 1868–1937) ist noch erhalten und bildete ursprünglich eine Aussageeinheit mit den Reliefs des Hochaltares. Nach dem Aufstellen einer neuen Kommunionbank aus Marmor in den 1950er Jahren bildet sie aktuell den Abschluss der altarnahen Bankreihen im Langhaus. Die Tier-Reliefs der Kommunionbank, die dem klassischen kunstgeschichtlichen Typologie-Schema entsprechen, zeigen in floral umrahmten Achtpässen christliche Allegorien der Menschwerdung, der Passion sowie der Auferstehung Jesu von den Toten:
- Der Adler steht in der Bibel als Symbol für Gottes Fürsorge, der die Israeliten „auf Adlerflügeln“ trägt (Ex 19,4 EU). Der Adler, der im Relief der Josefskirche in die Sonne hineinfliegt, ist auch Sinnbild für die Erneuerung der jugendlichen Kraft durch Gott (Ps 103,5 EU,Jes 40,31 EU); denn nach antiker Vorstellung fliegt der altgewordene Adler in die Sonne, verbrennt dort seine Gefieder, taucht dann dreimal in eine Quelle und wird wieder jung. Damit steht der Adler sowohl als Symbol für die Taufe als auch für Christi Auferstehung und Himmelfahrt.
- Der Pfau gilt in der christlichen Symbolik als Sinnbild der Auferstehung des Leibes, da sein Fleisch in der Antike als unverweslich galt.
- Der Pelikan weist als Allegorie auf den Opfertod Jesu Christi hin, da sich das Tier der Überlieferung nach mit dem Schnabel in die Brust steche, um seine Jungen im Nest zu nähren. Nach dem Physiologus, einem auf Griechisch geschriebenen frühchristlichen Volksbuch aus dem 2. Jahrhundert n. Chr. mit Geschichten über wundersame Tiere, Pflanzen und Steine, öffnet sich der Pelikan mit dem Schnabel die eigene Brust, lässt sein Blut auf seine toten Jungen tropfen und holt sie so wieder ins Leben zurück. Wie sich der Vogel für seine Jungen opfere, so gebe Jesus sein Leben für die Menschen hin.
- Der Löwe ist als Löwe von Juda als Sinnbild Jesu sowie als Allegorie der Auferstehung zu verstehen, da das Tier nach der Überlieferung des Physiologus seine totgeborenen Jungen am dritten Tag nach der Geburt durch Lecken und Anblasen zum Leben erweckt. Der Dreitageszeitraum entspricht dabei der dreitägigen Grabesruhe Jesu nach seiner Kreuzigung.
- Der mythische Vogel Phönix steht als Sinnbild des Todes und der Auferstehung Jesu, da sich das Tier nach Aussage des Physiologus am Ende seines Lebenszyklus verbrennt oder stirbt, um aus dem verwesenden Leib beziehungsweise aus seiner Asche wieder neu zu erstehen.
- Das Lamm Gottes gilt als Symbol für den Opfertod Jesu Christi. Diese Vorstellung des Agnus Dei bezieht sich auf das Lamm als Opfertier im Alten Testament, besonders auf die Pessach-Lämmer, deren Blut in der Nacht des Auszugs der Israeliten aus Ägypten (Exodus) auf Gebot Gottes hin als Schutzzeichen vor dem Todesengel an den Türpfosten gestrichen wurde (Ex 12 EU). Auf den Exodus Israels als Heilshandeln Gottes hin wurde neben dem Backen von ungesäuertem Brot das Schlachten eines Lammes zur zentralen Praxis des Pessach-Festes. Auch das vierte Gottesknechtslied bei Jesaja (Jes 52,13ff. EU) verbindet sich mit der Symbolik des Lammes. Dort heißt es vom Gottesknecht: „Er wurde misshandelt und niedergedrückt, aber er tat seinen Mund nicht auf. Wie ein Lamm, das man zum Schlachten führt, und wie ein Schaf angesichts seiner Scherer, so tat auch er seinen Mund nicht auf.“ (Jes 53,7 EU). Eine ähnliche Symbolik verwendet Jeremia (Jer 11,19 EU).
- Der Hirsch an der Wasserquelle gilt infolge des Psalmverses („Wie der Hirsch lechzt nach frischem Wasser, so lechzt meine Seele, Gott, nach dir.“ Ps 42,2 EU) als Darstellung der nach Heil suchenden oder in der Taufe geretteten Seele. Im Buch Jesaja ist der Hirsch auch ein Symbol für die messianische Heilszeit („Dann springt der Lahme wie ein Hirsch“, Jes 35,6 EU). Unter Bezugnahme auf den Physiologus ist die Feindschaft zur Schlange bzw. zum Drachen seit der Antike ein wesentliches Merkmal des Hirsches. Damit kommt dem Hirschen in seiner Rolle als Gegner der Schlange, also des Teufels, eine christologische Bedeutung zu. Darüber hinaus zählt, gemäß der christlichen Tradition, der Hirsch, da er sich ausschließlich von Pflanzen ernährt, als besonders reines Tier.
- Das Einhorn steht für die Menschwerdung Gottes. Im Physiologus heißt es, dass ein Einhorn nur von einer Jungfrau eingefangen werden könne, wobei die Jungfrau allegorisch als Jungfrau Maria, das Einhorn als Jesus Christus gedeutet wurde. Dass das Einhorn nur ein Horn habe, verweise auf den Monotheismus; dass es einem kleinen Bock gleiche, sei Hinweis auf Christi Demut. Aufgrund des Volksglaubens, dass das Einhorn mit seinem Horn das von einer Schlange vergiftete Wasser reinigen könne, wird es daher auch als Symbol für die Taufe und den Sieg des Guten über das Böse angesehen.

Die Motive der Reliefs verwendete die Altarbauwerkstatt Bücker in den Jahren 1912f ebenfalls an der Kommunionbank der Kirche St. Vitus in St. Vit, einem Ortsteil von Rheda-Wiedenbrück; hier allerdings in einer wesentlich kleineren Dimension mit vier Medaillons und in neobarocker Rahmung.

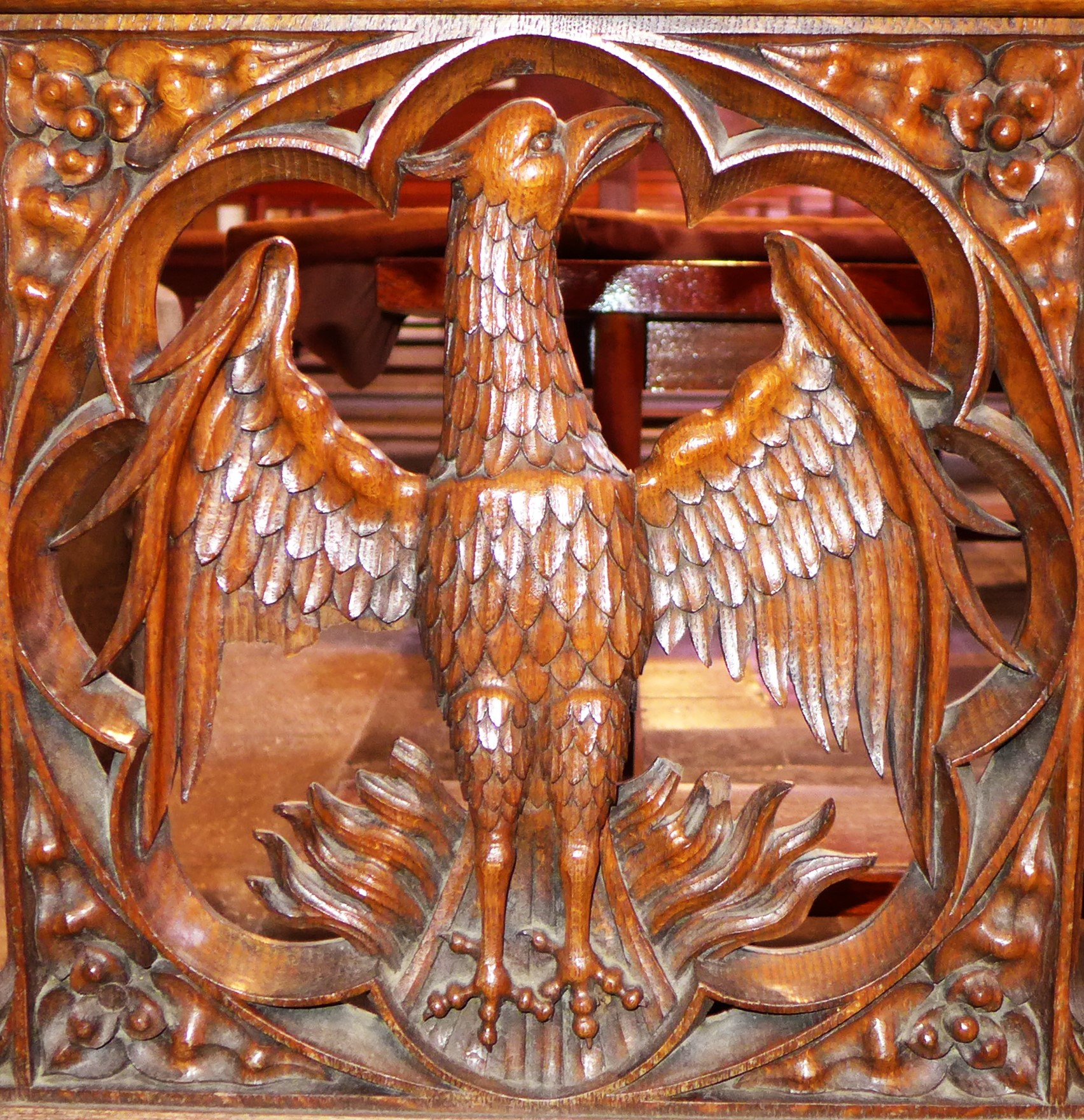
Kommunionbankrelief, Phönix
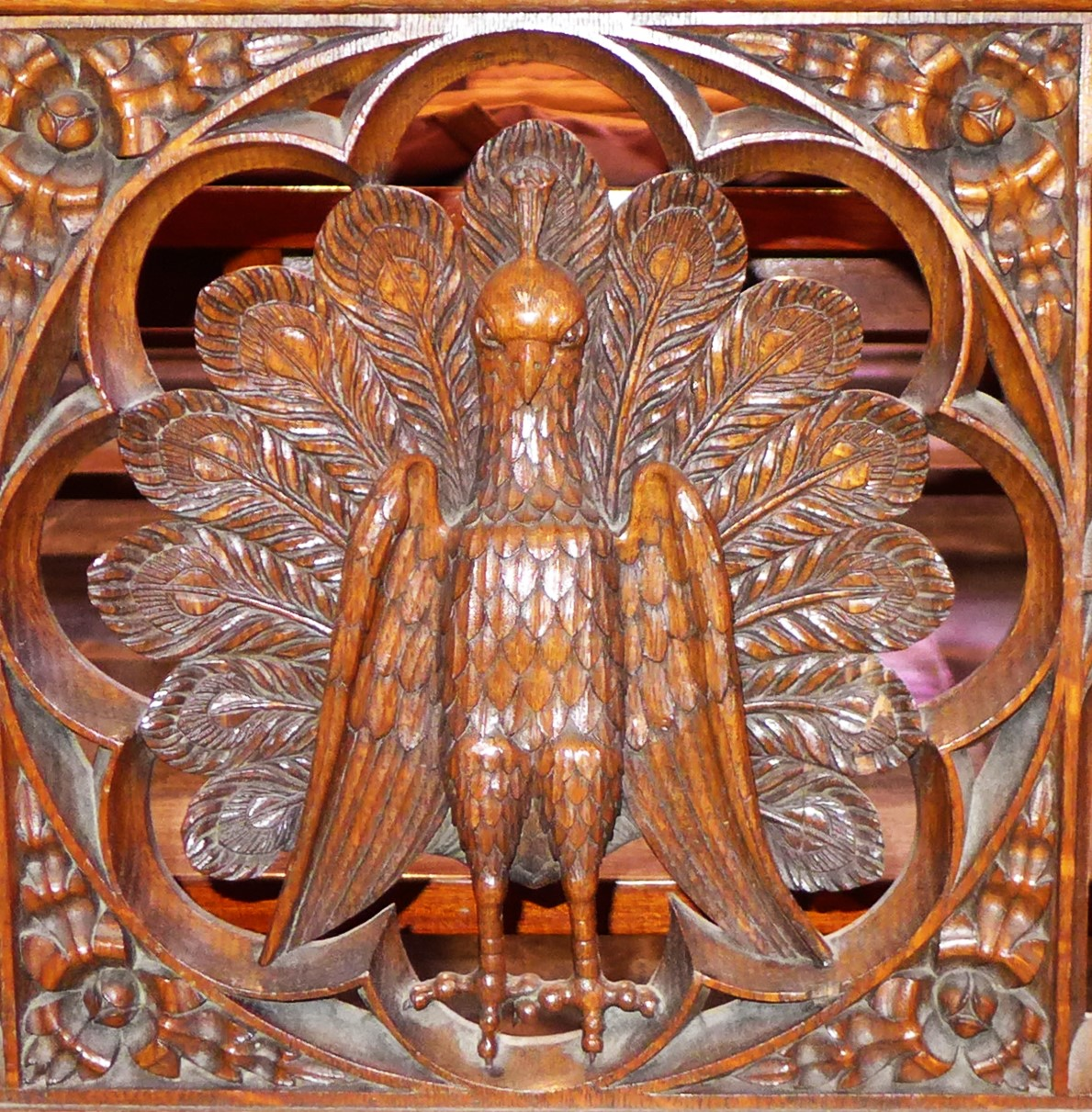
Kommunionbankrelief, Pfau
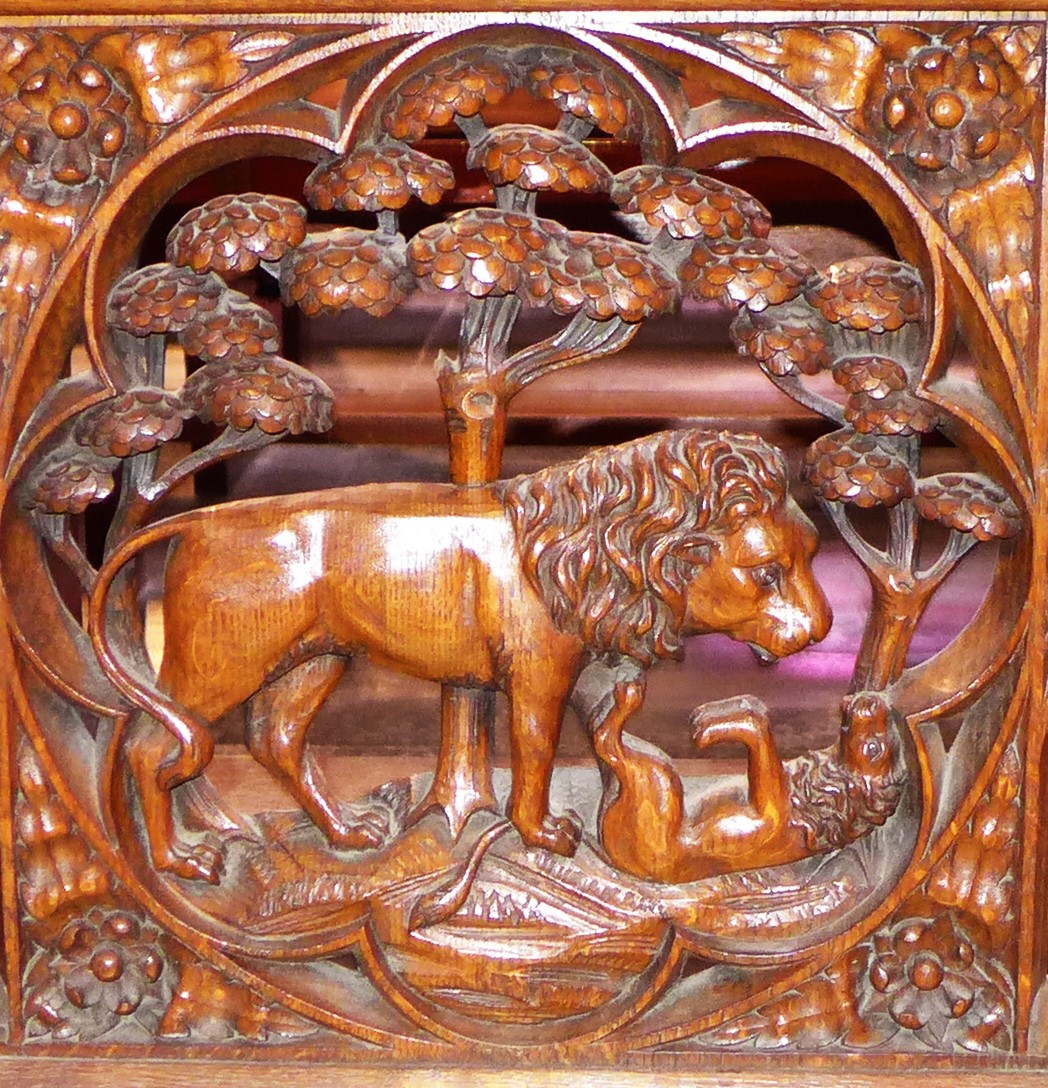
Kommunionbankrelief, Löwe
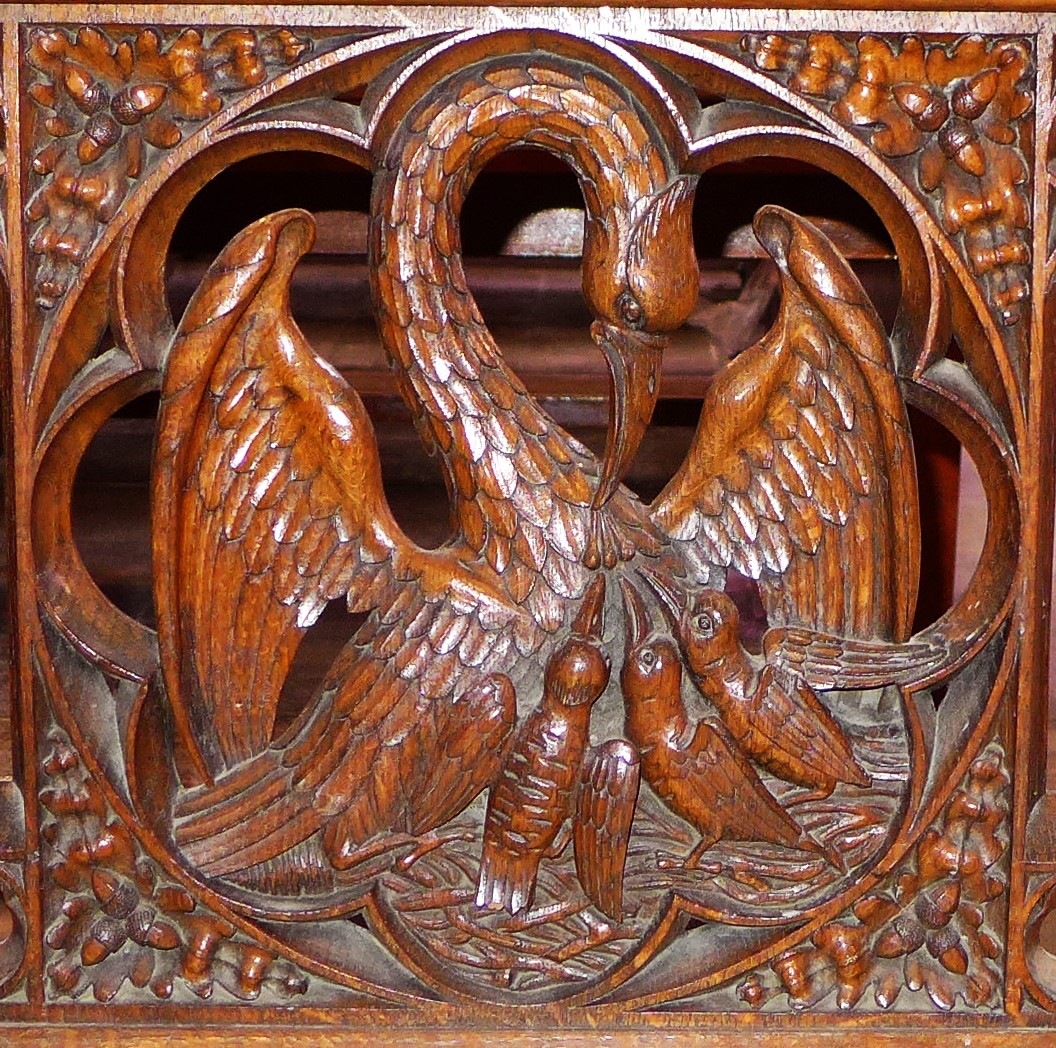
Kommunionbankrelief, Pelikan
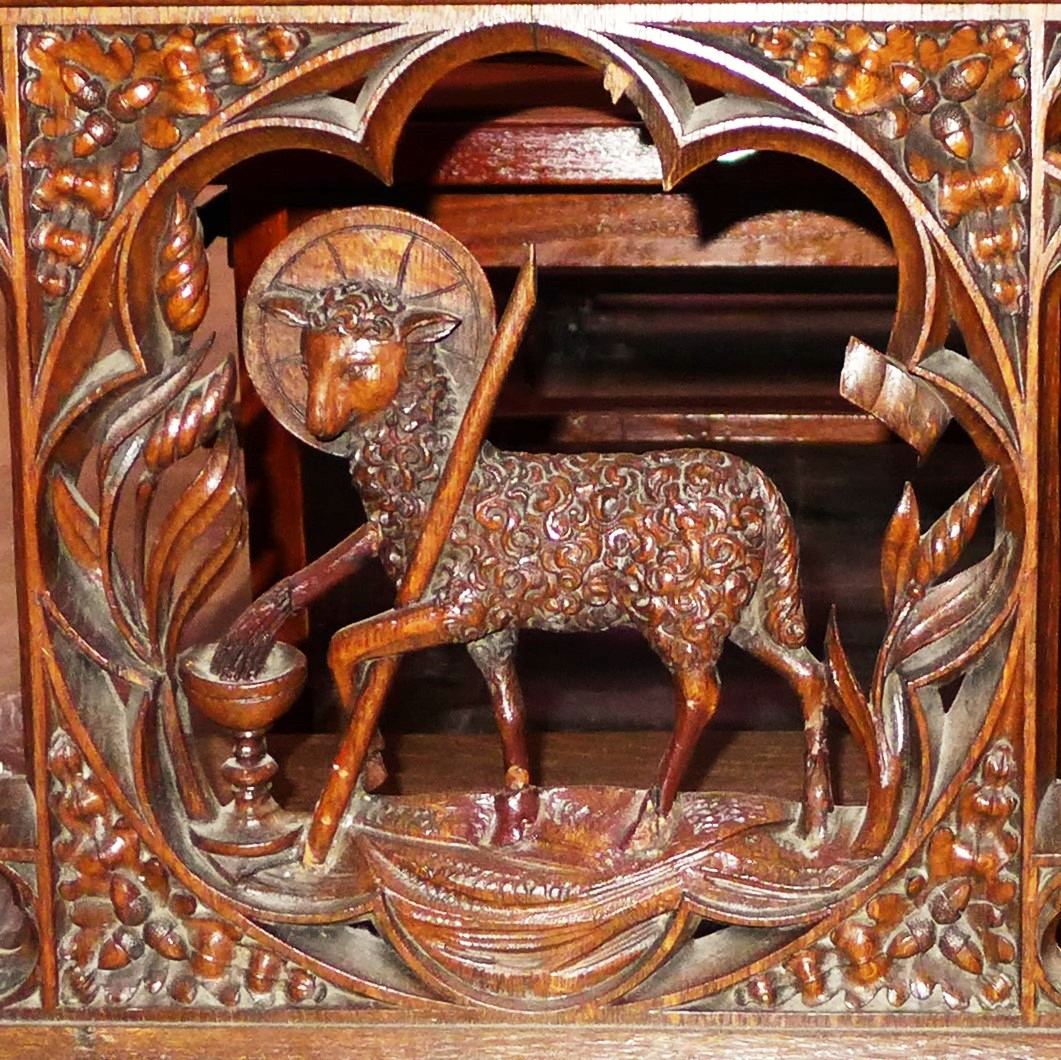
Kommunionbankrelief, Lamm
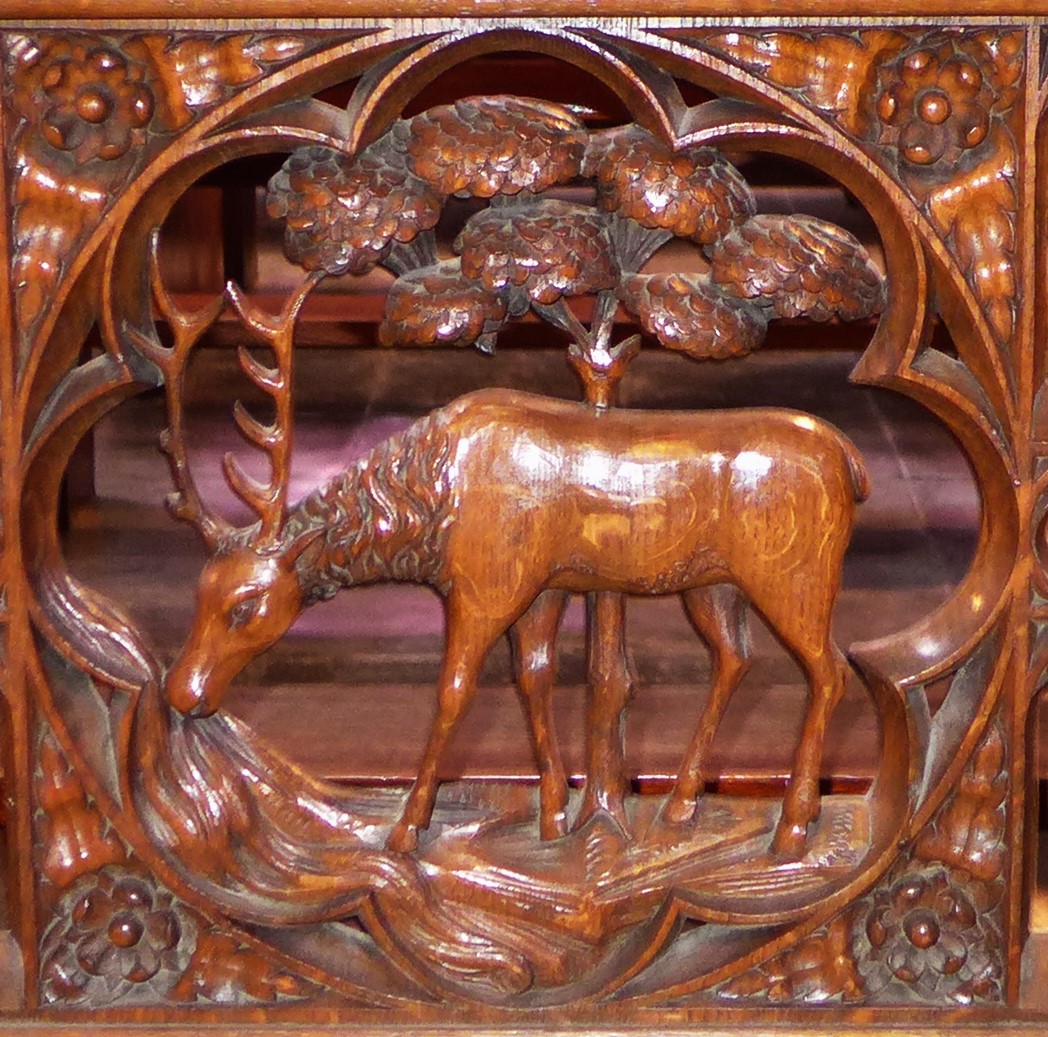
Kommunionbankrelief, Hirsch
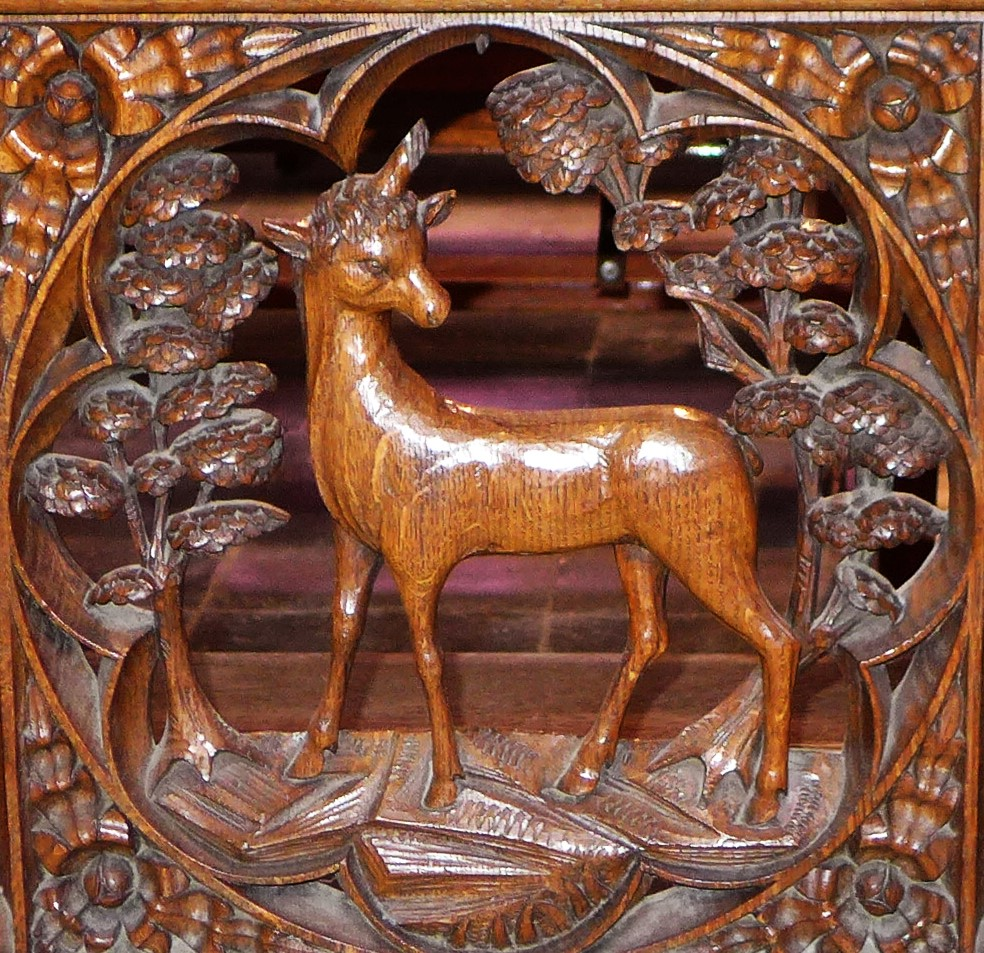
Kommunionbankrelief, Einhorn
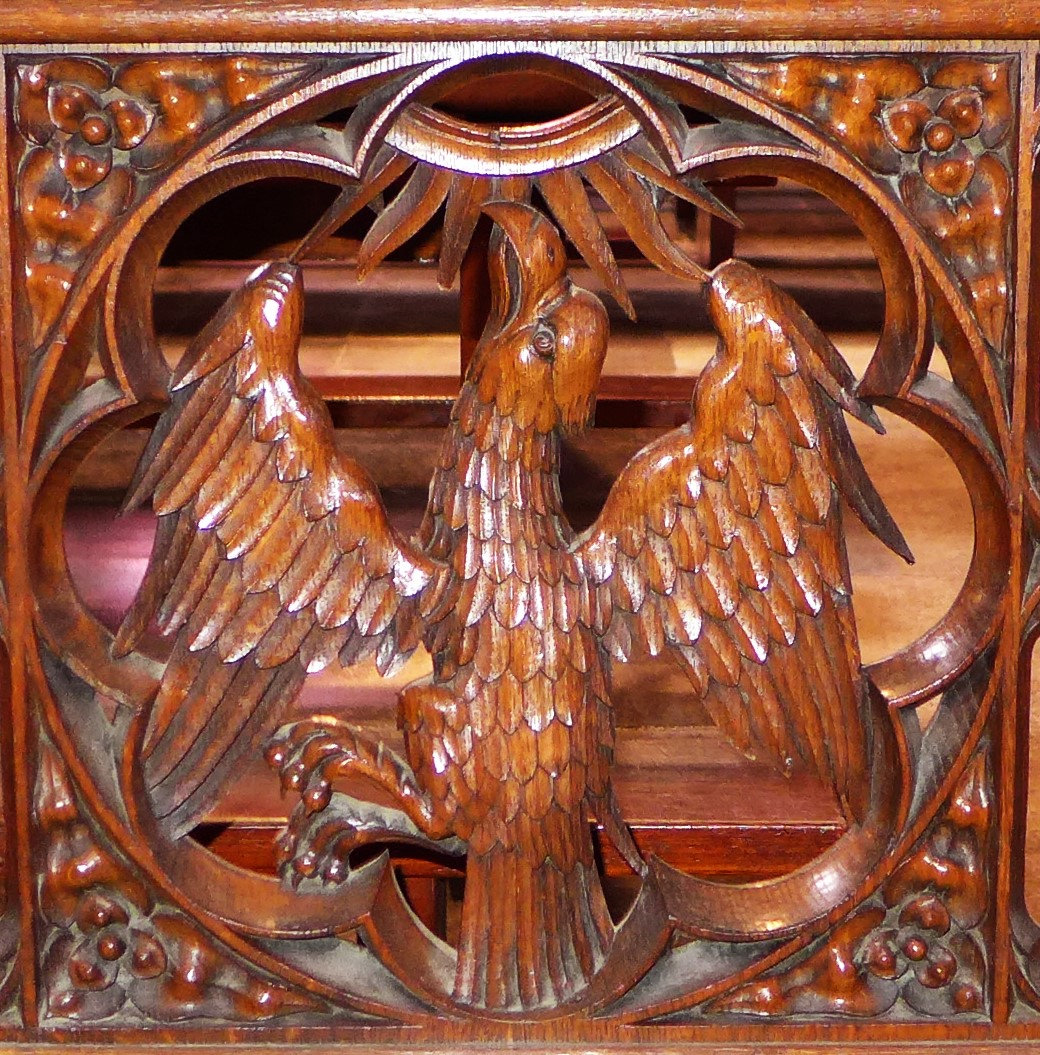
Kommunionbankrelief, Adler

#### Weitere Ausstattungsstücke

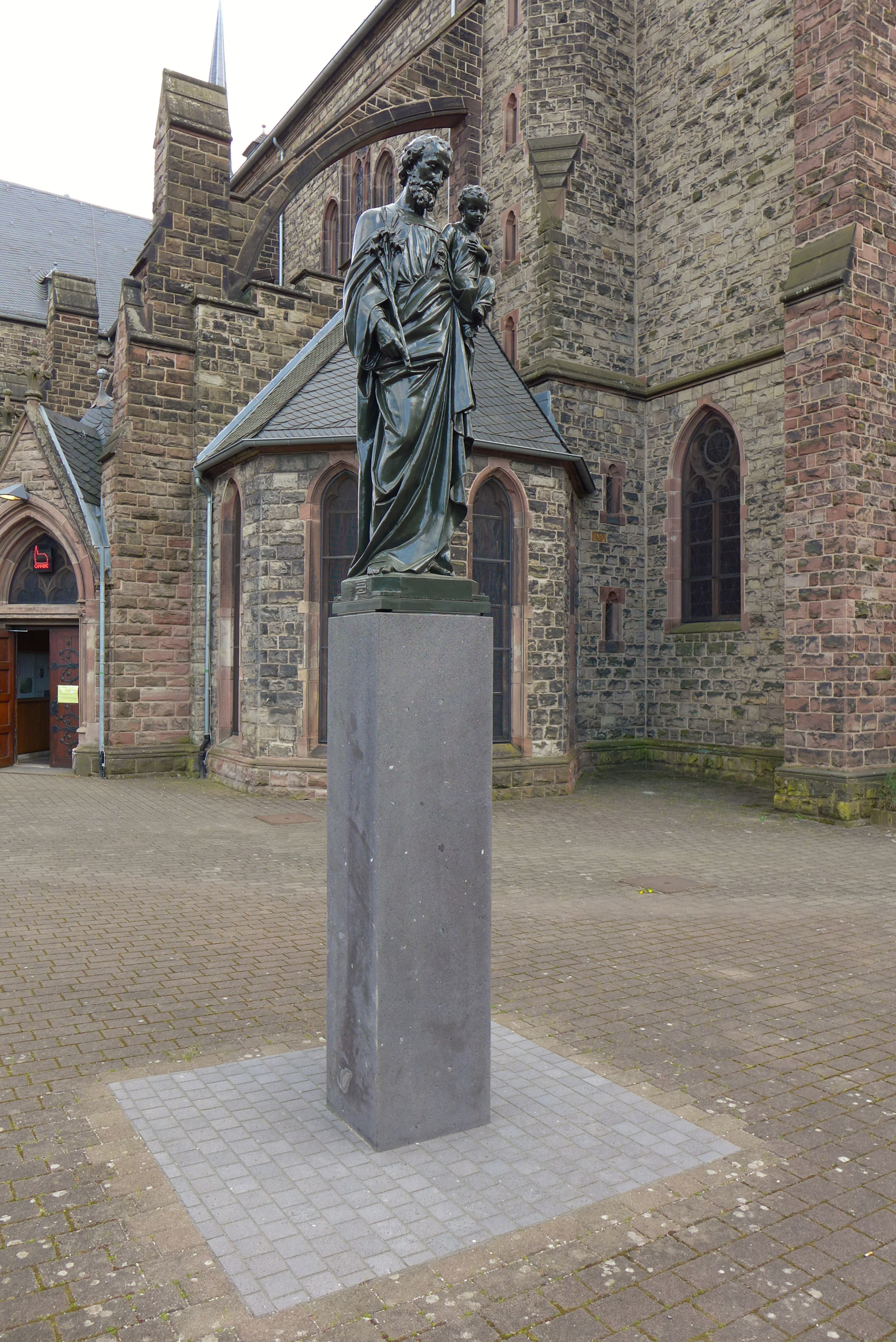
St. Josef (Saarbrücken), St.-Josef-Stele

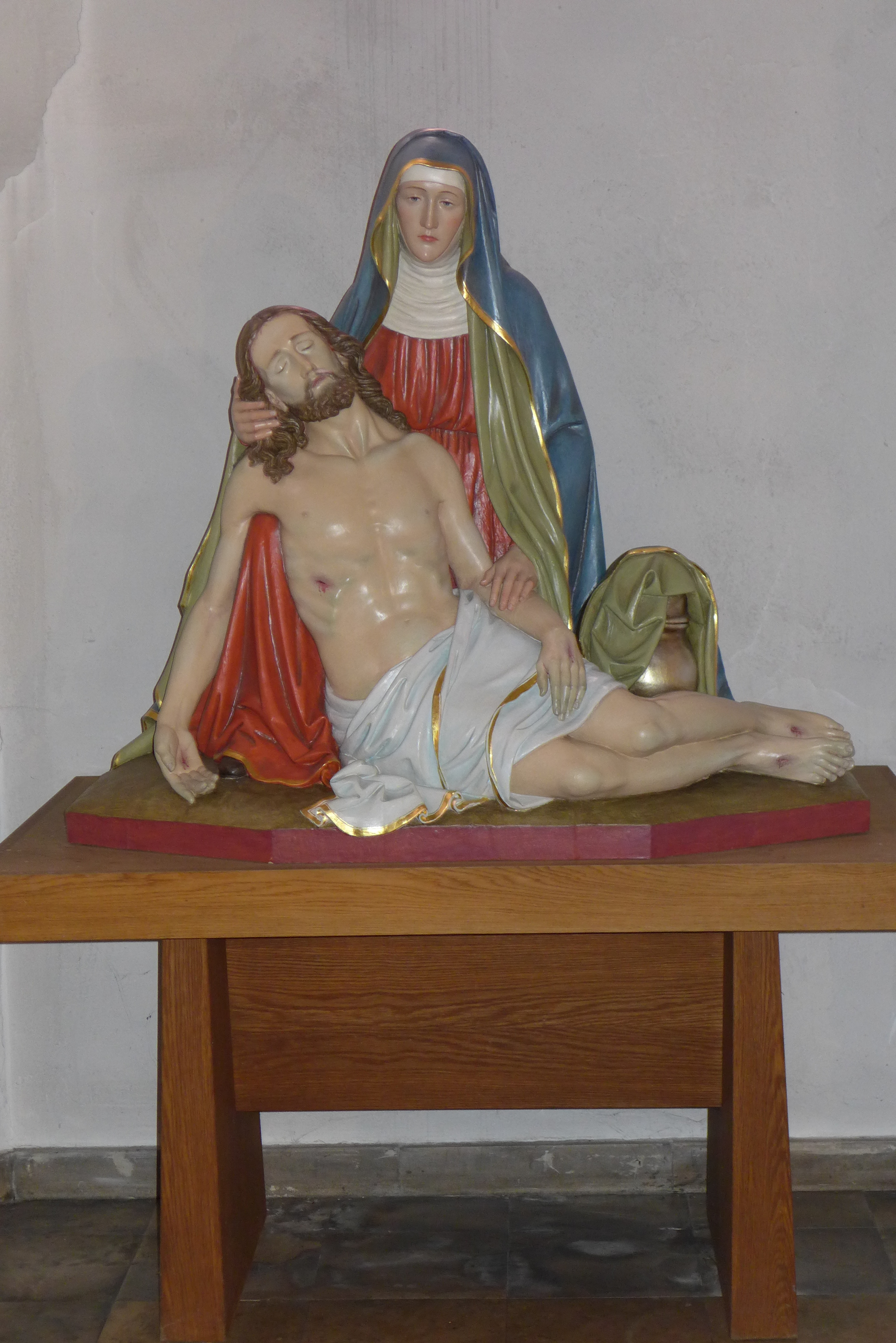
St. Josef (Saarbrücken), Pietà in rekonstruierter Polychromie

Die ursprünglichen Kirchenbänke waren von den Schreinereien Spuhler, Dewald, Clemens und Ostermann gefertigt. Den Dachstuhl erstellte die Firma Grünhäuser aus Trier-Kürenz. Die weiteren Schreinerarbeiten versah die Firma Bohr in Wehrden an der Saar. Die Klempnerarbeiten oblagen der Saarbrücker Firma Thömmes und die Schmiede- und Schlosserarbeiten der Bonner Firma Viehofen.
Beichtstühle
Die neogotischen Beichtstühle der Wiedenbrücker Schule waren ebenfalls reich ornamentiert. Sie wurden in der Nachkriegszeit entfernt.
Pietà
In einer der beiden kleinen Kapellen ist eine neogotische Pietà aufgestellt. Sie wurde in der Nachkriegszeit ihrer Polychromierung beraubt. Die ehemals reiche Ausmalung der Kapelle wurde weiß überstrichen.
Sedilien
Die Sedilien der neogotischen Ausstattung sind noch erhalten und im Kirchenraum aufgestellt.
Portale
Ebenfalls erhalten sind die ursprünglichen Türen mit ihren reichen schmiedeeisernen Beschlägen.
Bodenbeläge
Die ursprünglichen Bodenbeläge waren von der Firma Villeroy & Boch aus Mettlach/Merzig geliefert worden. Teilweise hat sich der Bodenbelag nach den Kriegszerstörungen noch erhalten. Die dargestellten Motive zeigen etwa den vom Kreuz besiegen Teufelsdrachen, Hirsche an der Wasserquelle oder florale Ornamente.
Weihnachtskrippe
Seit dem Jahr 2008 hat die Kirche wieder eine neogotische Weihnachtskrippe aus polychromierter Terrakotta der Firma Villeroy & Boch aus der zweiten Hälfte des 19. Jahrhunderts. Die Krippenfiguren gehörten ursprünglich der Pfarrei St. Peter in Merzig. Die maximale Figurengröße beträgt ca. einen Meter. Nach dem Erwerb wurden die historischen Figuren restauriert und ein neuer Krippenstall gebaut.
Fahnen
Historische Kongregationsfahnen mit reicher Nadelmalerei wurden anlässlich der 100-Jahr-Feier wieder restauriert.
Schmuckteppiche
Große Schmuckteppiche für den Altarbereich, die 15 weibliche Pfarrangehörige im Jahr 1931 nach dem Entwurf von Franz Stoffel aus Zephyrwolle gefertigt hatten, thematisieren das Schicksal des alttestamentlichen Josef (Gen 37–50 ) als Präfiguration des Nährvaters Jesu. Sie bestehen aus mehreren Einzelteilen und können zu Hochfesten im Altarbereich miteinander verbunden und ausgelegt werden. Die Farben (Grün-, Rot- und Blautöne) sind intensiv angelegt und sollen an das bunte Kleid erinnern, das Josef von seinem Vater Jakob geschenkt bekam (Gen 37,3–4 ). Die Gesamtfläche des Teppichs umfasste 98 Quadratmeter.
Im Zentrum ist Josef, der Sohn Jakobs, in prächtigem Ornat auf dem Thron als Stellvertreter des ägyptischen Pharao umgeben von Bittstellern zu sehen. Im Feld darunter entsprießt einem Füllhorn ein fruchtbarer Rebstock, in dessen Zweigen ein Vogel sitzt, der von einem feuerspeiender Drachen bedroht wird. Auf einer Banderole sind die Worte „Gehet zu Josef!“ (Gen 41,55 ) zu lesen, die der ägyptische Pharao seinem Volk zu Beginn der großen Hungersnot gesagt hatte. Oberhalb des Zentralbildes sind Kornähren und Weintrauben als eucharistische Symbole sowie Lilien als Symbole der Reinheit Josefs dargestellt.
Die vier Eckfelder zeigen die sich vor der Garbe Josefs verneigenden Garben seiner Brüder (Gen 37,5–7 ), die Verneigung der Sonne, des Mondes und von elf Sternen vor Josef (Gen 37,9 ) sowie eine Fülle von Speisen, die als Symbol der „Fetten Jahre“ stehen, die Josef traumdeutend prophezeit hatte (Gen 41,1–36 ). Die seitlichen Felder enthalten florale Anordnungen, die von Schlangen, Vögeln und Schriftbändern umgeben sind. Links sieht man als Symbol des alttestamentlichen Josef ein Bäumchen mit roten Blüten. Die Schriftbanderole enthält einen Vers aus dem Jakobssegen: „Ein heranwachsend Bäumchen ist Josef, lieblich zu schauen, seine Zweige ranken sich rasch empor an der Maurer!“ (Gen 49,22 ). Im Feld auf der gegenüberliegenden Seite ist der sprossende Stab des neutestamentlichen Josef zu sehen. Ein Spruchband enthält die Worte „Und als er sie auf den Altar legen wollte, blühte oben eine weiße Blume wie eine Lilie heraus“. In der mittelalterlichen Legenda aurea (um 1260), die sich an einer ähnlichen Erzählung des Protoevangeliums des Jakobus aus der zweiten Hälfte des 2. Jahrhunderts orientiert, wird erzählt, dass der Hohepriester alle heiratsfähigen Männer aus der Nachkommenschaft Davids zusammenrgerufen habe, um einen Ehemann für die Tempeljungfrau Maria zu finden. Jeder sollte einen Stab mitbringen. So sei auch Josef beim Tempel erschienen. Als Zeichen kündigte der Engel des Herrn mit Bezug auf Jes 11,1–2  an, dass der Stab des Erwählten zu blühen beginnen werde. Der Hohepriester habe die Stäbe in den Tempel gelegt und danach wieder ausgeteilt. Als Josef als Letzter seinen Stab zurückerhielt, sei dem Stab eine Blume entsprossen. Daraufhin habe der Hohepriester Josef verkündet, er sei erwählt, die Jungfrau Maria heimzuführen, um sie jungfräulich zu behüten. Josef habe zunächst gezögert, da er alt war und schon Söhne hatte, dann aber eingewilligt und Maria heimgeführt (vgl. Num 17,16–23 ).

### Moderne Ausstattung und erhaltene Stücke

#### Vasa sacra und Paramente

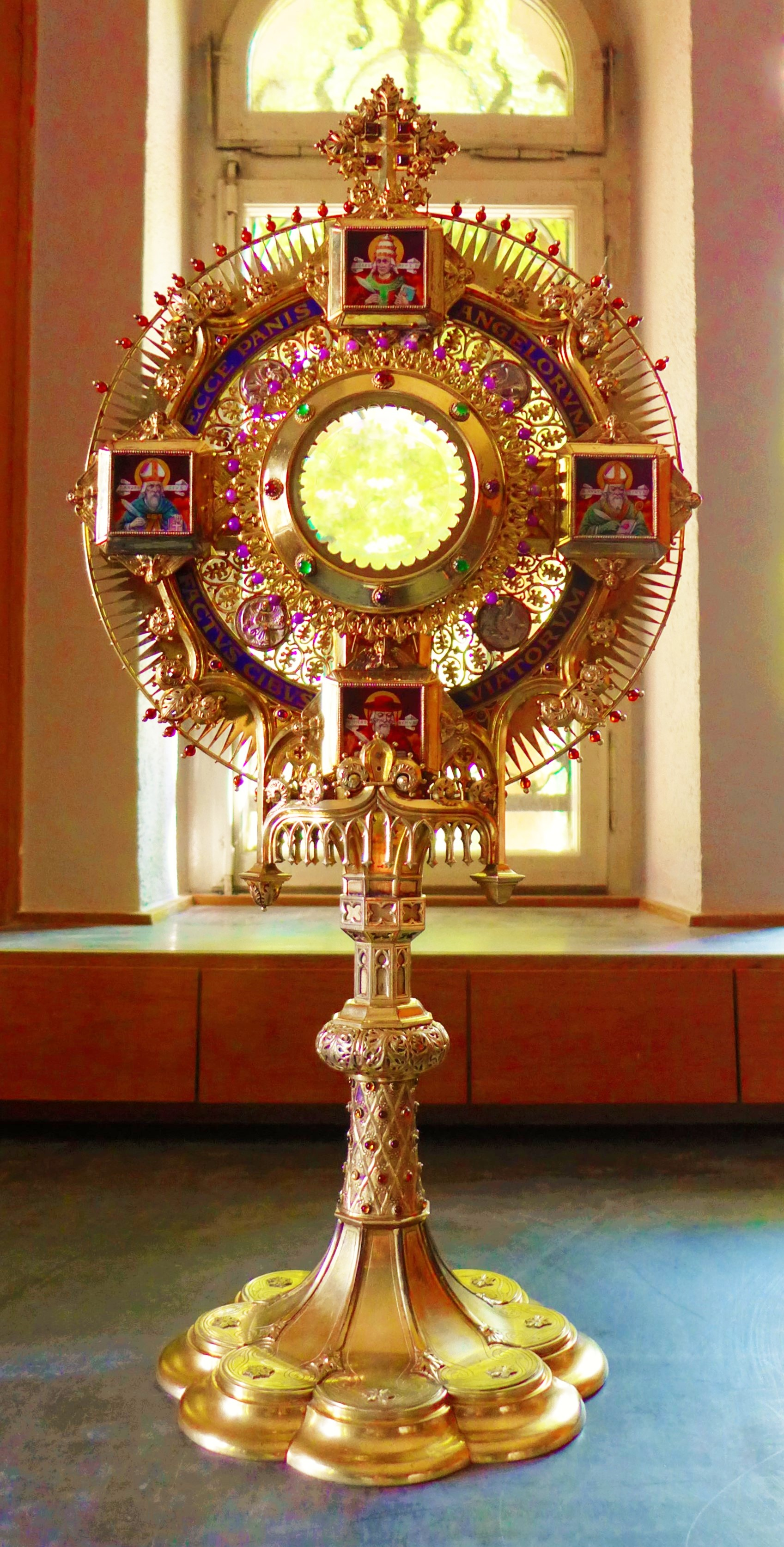
St. Josef (Saarbrücken), Monstranz, Goldschmiedewerkstatt Krieg & Schwarzer, Mainz

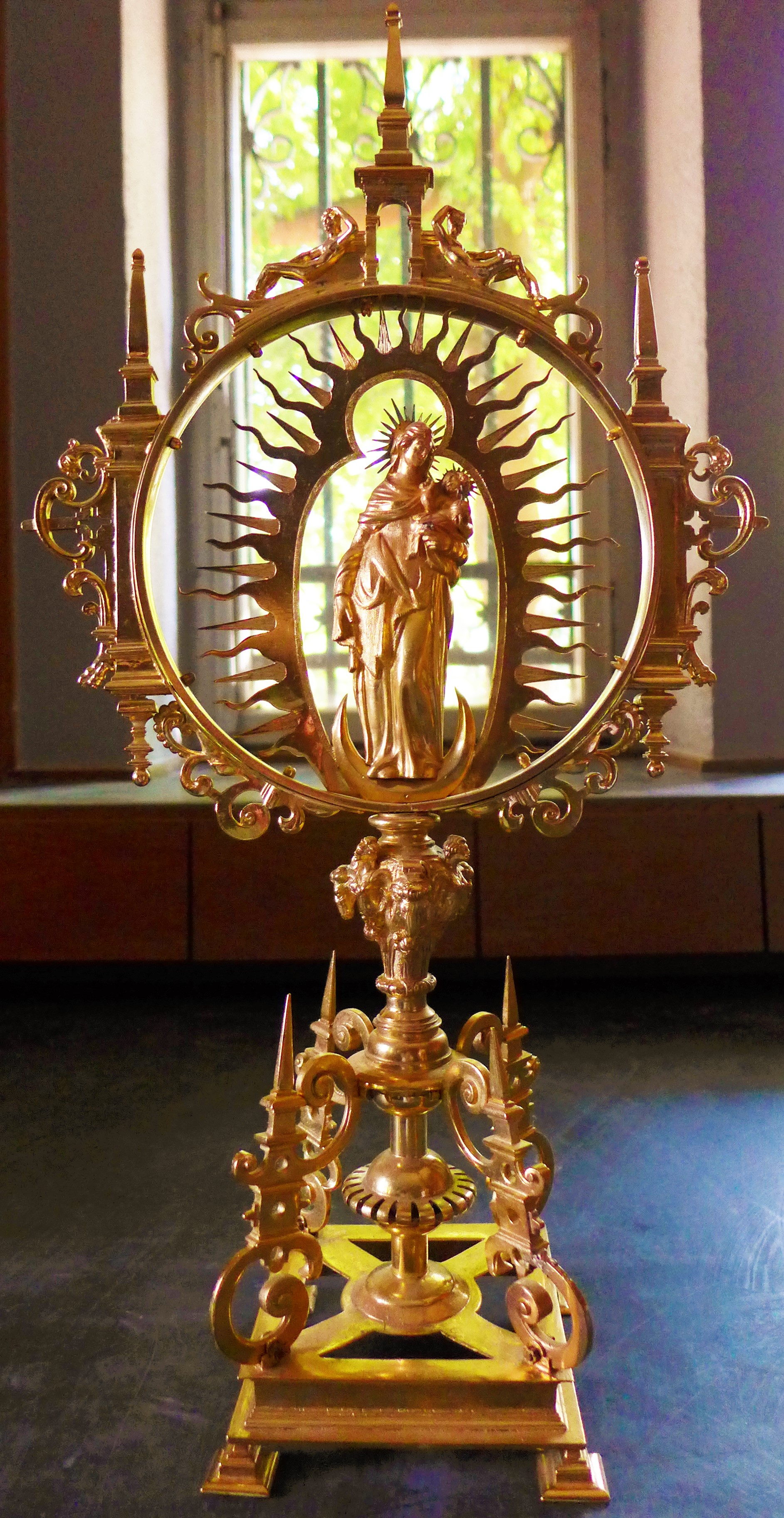
St. Josef (Saarbrücken), Neorenaissance-Marienplastik

Die Kirche verfügt noch über eine umfangreiche Ausstattung an historischen sakralen Geräten und Paramenten, die teilweise noch aus der Mutterpfarrei St. Johann stammen.
Die reich mit Steinen besetzte Scheiben-Monstranz ist in Formen der Neospätgotik gestaltet. Der Monstranzfuß ist achtpassig, der Fußdickel ist gekehlt. Der Schaft ist mit gotisierendem Gitterwerk reliefiert, dessen Rauten mit mugelig geschliffenen roten Steinen besetzt sind. Der Nodus besteht aus einer Verschlingung von Akanthusblättern. Darüber erheben sich Blendmaßwerkflächen. Eine Spitzbogengalerie geht in eine Lilie über. Vom Hostieneinsatz gehen verschlungene Akanthusranken aus. In der Retabelebene um den Hostieneinsatz herum sind in vier runden Silbermedaillons die Symbole der Evangelisten Johannes, Lukas, Matthäus und Markus eingefügt. Im zweiten Kranz sind in quadratischen Emailmedaillons die vier abendländischen Kirchenväter Ambrosius, Augustinus, Hieronymus und Gregor der Große zu sehen. Die Kirchenväter-Medaillons sind an allen Seiten von betenden Engeln eingefasst. Die goldene lateinische Umschrift auf blauem Emailgrund „Ecce panis Angelorum factus cibus viatorum“ (dt. „Seht das Engelsbrot wird zur Speise der Wanderer“) stammt aus der Fronleichnamssequenz „Lauda Sion“ des Thomas von Aquin aus dem 13. Jahrhundert. Ein mit roten Perlsteinen besetzter Strahlenkranz bildet den Rahmen. An seiner Spitze ist er von einem Kreuz bekrönt.

#### Heutige Kirchenfenster
Die Fenster in den Polygonalapsiden der Kirche wurden nach dem Zweiten Weltkrieg stark nach unten hin verlängert, um der Kirche einen noch vertikaleren Raumeindruck nach der Art hochgotischer Kathedralen wie etwa dem Kölner Dom zu verleihen.

##### Fenster von Anton Wendling
Die etwa 17 Meter hohen Apsisfenster sowie die Querhausfenster wurden im Jahr 1957 von dem Glasmaler Anton Wendling geschaffen. Sie zeigen in farbintensiven Rot-, Weiß- und Blautönen kaleidoskopartig ein flirrendes Muster aus Sternen mit eingestellten Kreuzen. Die beiden riesigen Sterne in den Querhausrosetten haben einen Durchmesser von sechs Metern. Das Ornament ließe sich auf die Vision Bileams beziehen, in der dieser – nach kirchlicher Auffassung – die Geburt des Messias prophezeit: „Ich sehe ihn, aber nicht jetzt, ich erblicke ihn, aber nicht in der Nähe: Ein Stern geht in Jakob auf, ein Zepter erhebt sich in Israel.“ (Num 24,17 ). Die Geschichte von den Weisen aus dem Morgenland aktualisiert im christlichen Verständnis diese Verheißung: wie Bileam, der den Stern angekündigt hat, kommen sie aus dem Osten, um die Einlösung der Prophezeiung zu bestätigen (vgl. die Geschichte von den Weisen aus dem Morgenland in Mt 2 ).

##### Fenster von Reinhard Heß
Die übrigen Fenster in den Kapellen, den Seitenschiffen, den Obergaden des Mittelschiffes sowie die Westrosette im Turm stammen von dem Glasmaler Reinhard Heß, der sie in den Jahren 1955 bis 1956 ausführte. In Saarbrücken fertigte Heß neben den Fenstern in St. Josef auch die Fenster für die Nachbarpfarreien Herz-Jesu, St. Helena, St. Eligius, St. Paulus sowie St. Elisabeth.

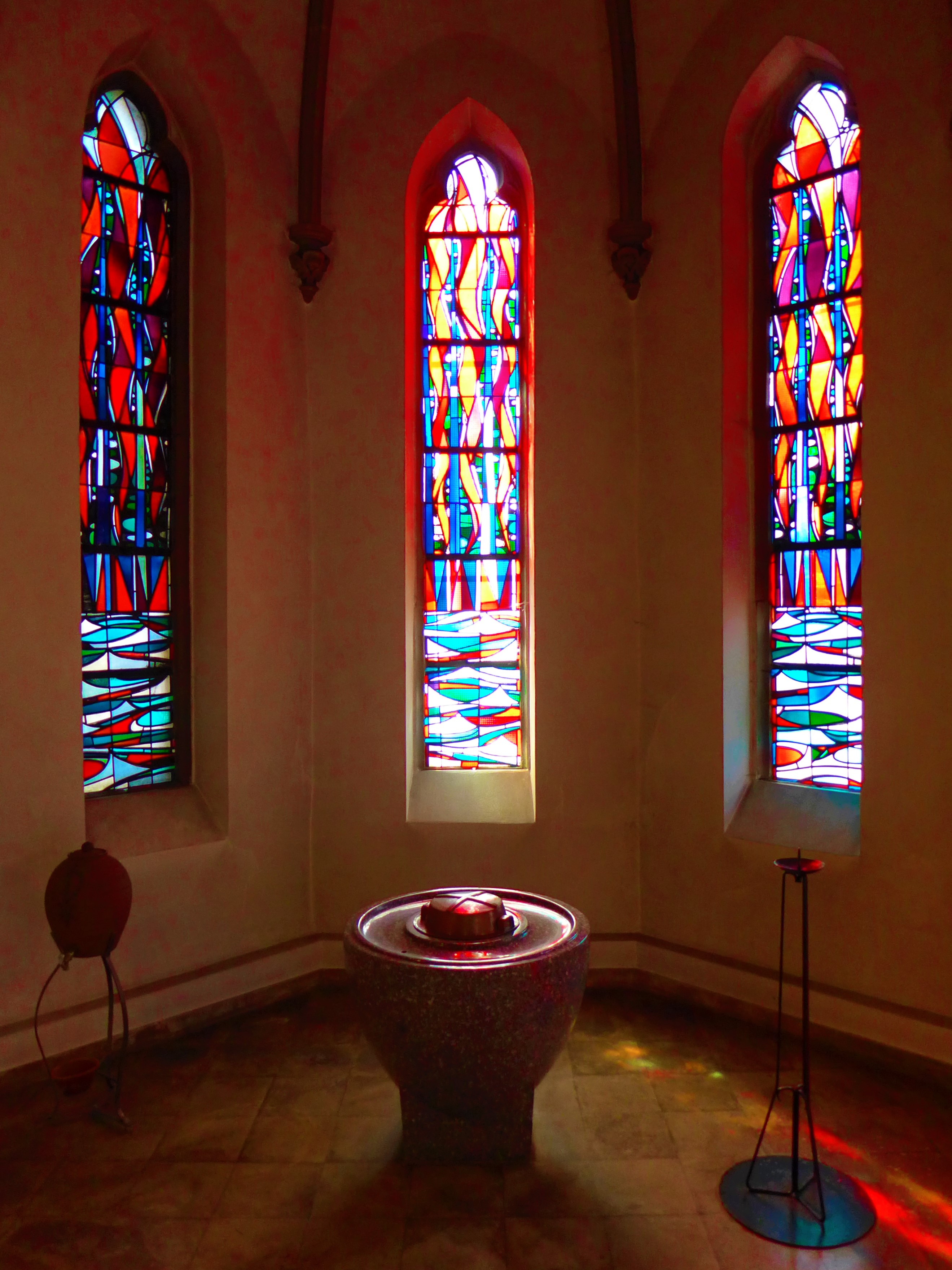
St. Josef (Saarbrücken), Taufkapelle

Die vier einbahnigen Fenster der Taufkapelle in St. Josef zeigen hoch auflodernde, stilisierte pfingstliche Feuerzungen als Symbol des Geistes Gottes (vgl. Apg 2,1–41 ) sowie Wasserwellen als Zeichen des Taufsakramentes. Die Fenster thematisieren das Jesuswort in Joh 3,5–6 : „Jesus antwortete: Amen, amen, ich sage dir: Wenn jemand nicht aus dem Wasser und dem Geist geboren wird, kann er nicht in das Reich Gottes kommen. Was aus dem Fleisch geboren ist, das ist Fleisch; was aber aus dem Geist geboren ist, das ist Geist.“
Die vier einbahnigen Fenster der südlichen Kapelle an der Westseite zeigen:
- Johannes den Täufer als Patron der Mutterpfarrei St. Johann und von Pfarrer Johannes Pütz (* 1912, † 1961, Amtszeit als Kaplan: 1939–1942; als Pfarrer: 1947–1961) mit einem Stab in der Linken und einer Banderole in der Rechten, die die abgekürzte lateinische Inschrift „E(cce) Agnus D(ei) +“ („Seht das Lamm Gottes“; Joh 1,29.36 EU) trägt;
- den Pfarrpatron Josef von Nazareth, der das vor ihm stehende kleine Jesuskind über den Kopf streichelt und eine Lilie als Zeichen seiner Reinheit in der Linken hält;
- den heiligen Apostel Matthias als Patron des Bistums Trier und des Kirchenerbauers Dechant Matthias Metzdorf (* 1854, † 1913, Amtszeit in St. Josef 1887–1913) in priesterlichen Gewändern mit der Axt seines Martyriums in seiner Rechten und der Bibel in seiner Linken;
- den Erzengel Michael in Rüstung und mit Flammenschwert als Patron der Nachbarpfarrei St. Michael in St. Johann;

Die beiden großen zweibahnigen Fenster des Langhauses zeigen eucharistische Symbole (Ähren im linken Fenster und Trauben im rechten Fenster). Die acht zweibahnigen Maßwerkfenster des Langhauses sowie die vier Fenster der nördlichen und südlichen Kapelle im Langhaus sind in kräftigen Farben ornamental gestaltet. Sie zeigen stilisierte Lilien als Symbol der Keuschheit Josefs und seines legendarischen Stabwunders. Die Lanzettdrillingsfenster des Obergadens zeigen in stilisierter Form in helleren Tönen sprossende Blüten als Hinweis auf das Stabwunder im Jerusalemer Tempel.
Das Fenster über dem Hauptportal enthält die griechischen Großbuchstaben IC XC. Es sind jeweils die ersten und letzten Buchstaben von Ιησούς Χριστός (Jesus Christus). Dies spielt auf das dem Johannesevangelium entstammende Jesuswort „Ich bin die Tür; wer durch mich hineingeht, wird gerettet werden; er wird ein- und ausgehen und Weide finden.“ (Joh 10,9 ) an. Das westliche Rosenfenster im Turm (Durchmesser: 4,20 Meter) zeigt im zentralen Sechspass den Davidstern. Die zwölf umgebenden Kreissegmente beinhalten die abstrahierenden Darstellungen von Lilien. Durch die farbige Gestaltung der Lilien ergibt sich für den Betrachter nochmals eine Kreuzform. Der umgebende Dreipasskranz ist gefüllt von zahlreichen „J“, dem Anfangsbuchstaben des Pfarrpatrons Josef. Jeweils drei „J“ bilden ein Dreieck, das dem Buchstaben „D“ entspricht und auf Josefs Stammvater David hinweist. Der äußerste Dreieckskranz beinhaltet wiederum Lilienblüten als Symbol der Reinheit Josefs und Mariens.

#### Reste des zerstörten neogotischen Hochaltars
Die Relieftafeln des ehemaligen neugotischen Hochaltars und des Josefaltars, die von der ursprünglichen Innenausstattung übrig geblieben sind, befinden sich heute in der Werktagskapelle unter der Empore.

#### Grabmale
In einer Kapelle südlich des Hauptportals befindet sich die Grabstätte des ersten, im Jahr 1913 verstorbenen, Pfarrers von St. Josef, Matthias Metzdorf, dessen Gebeine im Jahr 1922 dorthin überführt wurden. Daneben befindet sich das Grab des „Wiedererbauers“ der St.-Josefs-Kirche, Johannes Pütz. Die Grabinschrift „Aus Schatten und Bildern zur Wahrheit“ bezieht sich auf die zweite Rede des heiligen Athanasius gegen die Arianer und ist die Übersetzung der lateinischen Grabinschrift „Ex umbris et imaginibus in veritatem“ des englischen Kardinals John Henry Newman, den Pfarrer Johannes Pütz zeitlebens verehrt hatte.

#### Reste der ursprünglichen Ausmalung
Im Jahr 2008 wurden Wand- und Deckengemälde des Düsseldorfer Kirchenmalers Josef Held wiederentdeckt und restauriert bzw. ausgemalt.

#### Bronzearbeiten von Josef Baumhauer
Die abstrahierenden Bronzereliefs am Volksaltar und am Ambo sowie das große Standkreuz, den Ewiglicht-Leuchter sowie die Tabernakelstele im Altarbereich schuf Anfang der 1980er Jahre der Bildhauer Josef Baumhauer (* 16. März 1930, † 8. Mai 2011) aus Schwäbisch Gmünd auf Initiative seiner Schwester Irmgard Donnevert, die zur Gemeinde St. Josef gehörte. Die Planungen diesbezüglich hatten bereits im Jahr 1978 begonnen. Hintergrund der künstlerischen Neugestaltung des Altarbereiches war der Diebstahl des Tabernakels des Trierer Goldschmiedes Hans Alofs (1927–2019) in der Nacht vom 15. zum 16. September 1976. Die neuen Ausstattungsstücke wurden im März 1985 in der Josefskirche aufgestellt.
Tabernakel-Stele
Die annähernd vier Meter hohe Tabernakel-Stele (Aufstellung 1981) zeigt in ihrem kubusartigen Mittelteil österlich-eucharistische Szenen:
- Hinten: Jesus deutet den Emmaus-Jüngern die Schrift (Lk 24,13–27 EU)
- Vorne: Jesus offenbart sich den Emmaus-Jüngern beim Brechen des Brotes (Lk 24,30–32 EU)
- Rechts: Die Erscheinung des auferstandenen Jesus vor dem ungläubigen Thomas (Joh 20,19–29 EU)
- Links: Die Erscheinung Jesu vor Maria Magdalena (Joh 20,11–18 EU).

Osterleuchter
Der Osterleuchter von Baumhauer wurde im Jahr 1984 gefertigt und am 29. April in der Kirche aufgestellt.
Ambo
Das Relief an der Vorderseite des Ambo (Montage 1985) erinnert an die Geschichte der Ehernen Schlange. Der Künstler stellt die Schlange dar, wie sie sich an einem Kreuzstab emporwindet, der von Mose gehalten wird. Nach dem Zeugnis der Bibel richtete dieser beim Auszug aus Ägypten als Anführer der Israeliten das Metallbild einer Schlange an einem (Kreuz-)Stab auf, um der Strafe Gottes zu entgehen (Num 21,6–9 ). Die Heilung derer, die die Schlange anblickten, wird zu den Heilstaten Gottes gezählt (vgl. Dtn 8,15 ). Das Buch der Weisheit spricht davon, dass Gott seinem Volk damit ein „rettendes Zeichen“ gegeben habe (Weish 16,5–11 ). Die Geschichte von der Schlange wird im Neuen Testament aufgegriffen, als Jesus mit Nikodemus spricht und dabei die Geschichte als Analogie verwendet (Joh 3,14–15 ): „Und wie Mose die Schlange in der Wüste erhöht hat, so muss der Menschensohn erhöht werden, damit jeder, der (an ihn) glaubt, in ihm das ewige Leben hat.“ Die Heilung, welche die Israeliten durch den Blick auf die Schlange fanden, steht bildhaft für das Heil, das Jesus durch seinen Tod am Kreuz, also ebenso „erhöht“ an einem Holz hängend, erwirkt hat. Der Gläubige erfährt Heilung, wenn er auf den Gekreuzigten blickt wie die Israeliten auf die Schlange.
Kreuz
Baumhauer bezog das gesamte theologische Programm seiner Ausstattungsstücke in St. Josef auf das Leiden und die Verherrlichung des Messias. Ganz im Sinne der Präfigurationstheologie deutet demnach das Alte Testament in verhüllter Form darauf hin, was die Evangelisten im Neuen Testament enthüllend verkünden.
Dementsprechend stellt Baumhauer am Stamm seines rechts vom Altar stehenden Kreuzes (Aufstellung 1985) auch Adam dar. Nach der legendarischen Überlieferung wurde Christus am Ort des Grabes Adams gekreuzigt. Durch das herabfließende Blut des Erlösers sei er als Stammvater der Menschheit wieder zum Leben erweckt worden. In der christlichen Tradition der lateinischen Kirche steht der Gott gegenüber ungehorsame Adam als Stellvertreter und Urvater der gesamten von der Sünde getriebenen Menschheit. Als solcher ist sein Handeln, wie der Apostel Paulus im Römerbrief (Röm 5,12–21 ) schreibt, Ursache für das Leid und den Tod aller Menschen. Diesem „alten (Menschentypus) Adam“ wird Jesus Christus als der „neue Adam“ gegenübergestellt, dessen Kreuzestod im Gehorsam gegenüber dem Willen des Vaters (Phil 2,8 ) und dessen Auferstehung durch den Sieg über die Mächte des Todes neues Leben für alle Menschen ermöglichen (vgl. 1 Kor 15,24–28.55–57 ). Der Gegensatz von „Geist“ und „Fleisch“ ist für Paulus grundlegend und steht bei ihm auch hinter dem Gegensatz zwischen dem „neuen Adam“ Jesus und dem „alten Adam“ (vgl. Röm 5,12–21 , Röm 8,1–17 , Gal 5,13–26 ). Der durch Christus verwandelte Mensch habe nun wieder Zugang zur Gnade der „Hoffnung auf die Herrlichkeit Gottes“ (Röm 5,2 ) und die Unsterblichkeit (1 Kor 15,53–57 ).
Altar
Im Relief des Altar-Stipes die Verherrlichung des apokalyptischen Paschalammes dar. Das Relief wurde im Jahr 1984 am bereits seit 1963 bestehenden Altar montiert. Die Szene zeigt die Anbetung des Lammes (Offb 5,6–14 ). Im Zentrum eines chaotische anmutenden Wirbels erscheint das strahlennimbierte Lamm mit einem Kreuz – als Zeichen seines Sieges über Sünde und Tod – flankiert von 24 Augen, einer Vielzahl von Engeln und Ältesten. An den vier Ecken erscheinen die in der Gottesvision des Propheten Ezechiel geschilderten vier Adoranten vor Gottes Thron (Hes 1,4–28 ), die auch vom Autor der neutestamentlichen Apokalypse übernommen wurden (Offb 4,6–8 ). Im Uhrzeigersinn sind dies auf dem Bronzerelief des Malstatter Altares: Ein geflügelter Löwe, ein Adler, ein geflügelter Stier sowie ein geflügelter Mensch. Alle vier Wesen tragen jeweils ein Buch. Laut Zeugnis der Bibel verkünden sie die Heiligkeit Gottes. Die vier himmlischen Wesen werden in der christlichen Theologie mit den vier Evangelisten Johannes, Lukas, Markus und Matthäus in Verbindung gebracht. Das menschengesichtige Wesen steht dabei für die Menschwerdung Jesu, das stiergesichtige Wesen für seinen Opfertod, das löwengesichtige Wesen für die Auferstehung sowie das adlergesichtige Wesen für Jesu Rückkehr zum Vater.

#### Metallbilder und Kreuzwegstationen von Werner Persy

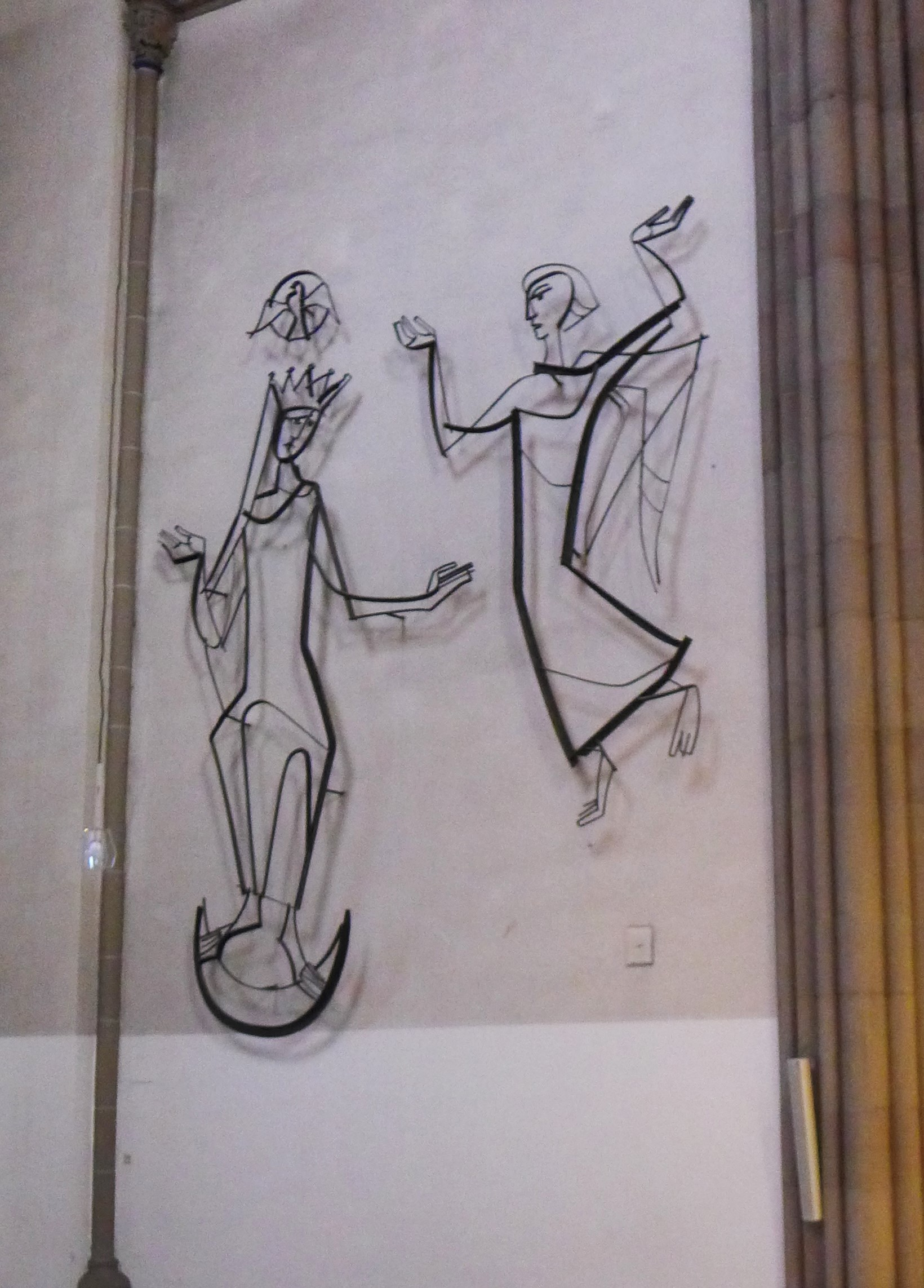
St. Josef (Saarbrücken), Metallinstallation „Mariä Verkündigung“

Der Trierer Maler und Grafiker Werner Persy schuf im Jahr 1960 zum einen die 14 Kreuzwegstationen in St. Josef und zum anderen im Jahr 1961 die großen Metallbilder in den Querhäusern, die die beiden ursprünglichen Seitenaltarretabel ersetzen:
- Links: „Die Verkündigung der Geburt Jesu durch den Erzengel Gabriel an die Jungfrau Maria“.

Persy zieht in seiner Darstellung mehrere Szenen zusammen. Der sich von oben rechts schwebend nähernde Erzengel erhebt seine Hände nach oben, um auf seine himmlische Mission hinzuweisen. Die sitzende Jungfrau Maria erhebt ihrerseits die Hände in erschrockener Körperhaltung. Die angedeuteten Gesichtszüge Mariens drücken Ängstlichkeit aus. Über ihrem Haupt schwebt in einem Kreisnimbus die Taube des Heiligen Geistes. Die Mondsichel unter ihren Füßen setzt Maria in Beziehung zur apokalyptischen Frau (Offb 12,1–5 ). Marias Haupt ist mit einem fünfzackigen Kronreif bekrönt, der sie als Königin des Himmels ausweist. Zeitgeschichtlicher Hintergrund der Darstellung ist, dass Papst Pius XII. zum Abschluss des Marianischen Jahres 1954 mit der Enzyklika Ad caeli reginam das Ideenfest Maria Königin für die Gesamtkirche feierlich festgelegt hatte. Die Fünfzackigkeit des Kronreifs deutet auf die Fünfblättrigkeit des marianischen Symbols der Rosa mystica in der Lauretanischen Litanei hin.
- Rechts: „St. Josef segnet als Schutzpatron von Malstatt-Burbach die Burbacher Hütte und die Malstatter Josefskirche“.

Der als Handwerker mit Arbeitsschürze um die Hüften und Winkelmaß in der Linken gekennzeichnete Kirchenpatron hebt seine Rechte zum schützenden Segen über die Silhouette der Malstatter Josefskirche. Die Kirche ist hier ohne den im Krieg verlorenen Turmhelm dargestellt. Eine Metallwelle deutet den Malstatter Kirchberg, die historische Thingstätte an. Gestufte Metallbänder stehen für die zur Saar hin abfallenden Terrassen, auf denen der Künstler einen Förderturm und einen Industrieschornstein abstrahierend dargestellt hat. Das nimierte Haupt Josefs ist nicht wie üblich kreisrund geformt, sondern ganz im fortschrittsorientierten Geist der damaligen Zeit in der Form eines Kathodenstrahlröhrenbildschirmes.
Den heiligen Josef hatte man aus mehreren Gründen als Schutzpatron der Malstatter Kirche ausgewählt. Papst Pius IX. hatte den heiligen Josef bereits am 8. Dezember 1870 im Gefolge des Dogmas von der Päpstlichen Unfehlbarkeit (dogmatischen Konstitution Pastor Aeternus auf dem Ersten Vatikanischen Konzil am 18. Juli 1870) in der Zeit des beginnenden Kulturkampfes im soeben neugegründeten und stark protestantisch geprägten Deutschen Reich zum Schutzpatron der katholischen Kirche erklärt. Papst Leo XIII. würdigte in seiner Enzyklika Quamquam pluries vom 15. August 1889 nachdrücklich die hervorragende Verehrung des heiligen Josef als dem himmlischen Beschützer und Verteidiger der Kirche Christi.
Gerade in dem von der Industrialisierung geprägten ehemaligen Bauerndorf Malstatt sollte der heilige Josef den entwurzelten Industriearbeitern, die ihren Lebensunterhalt in der Stahlindustrie und im Bergbau erwirtschafteten, als Identifikationsfigur an die Hand gegeben werden. Der heilige Josef sollte als Vorbild der Arbeiter dienen, die in der Sicht der Kirche in ständiger Gefahr lebten, den Verlockungen des atheistischen Sozialismus und Kommunismus anheimzufallen. Folgerichtig führte Papst Pius XII. im Jahr 1955 als kirchliches Pendant zum weltweit begangenen Tag der Arbeit (1. Mai) den Gedenktag Josef der Arbeiter ein. Josef war in der biblischen Überlieferung als Bauhandwerker tätig und gilt so traditionell als Patron der Arbeiter, insbesondere der Zimmerleute und Holzfäller. Die Einfügung des Gedenktags in den liturgischen Kalender war eine Reaktion der Kirche auf den sich ausbreitenden Sozialismus und die soziale Bewegung. Darüber hinaus war der katholischen Josefsverehrung auch nach dem Ende des Kulturkampfes in gewisser Weise ein antipreußisch-antiprotestantischer Charakter inhärent. Die Josefsikonographie spielte in der Zeit der Gründung der Malstatter Josefsgemeinde eine bedeutende Rolle: So wie der Nährvater Jesu durch die Flucht nach Ägypten das Jesuskind vor dem Tod gerettet hatte (Mt 2,13–21 ), so wurde er auch als Retter der in Bismarcks Kulturkampf gefährdeten katholischen Kirche gedeutet.
Dementsprechend wurde beim Malstatter Kirchenneubau zu Beginn des 20. Jahrhunderts auch über der Seiteneingangspforte die Schlüsselübergabe an Petrus dargestellt. Grundlage der szenischen Darstellungen in der christlichen Kunst ist die Bibelstelle im Matthäusevangelium (Mt 16,18–19 ) in der Christus dem Simon Petrus nach dessen Bekenntnis von Caesarea im Kreis der übrigen Apostel symbolisch die sakramentale Macht des Bindens und Lösens verleiht und die Beständigkeit der Kirche betont: „Ich aber sage dir: Du bist Petrus und auf diesen Felsen werde ich meine Kirche bauen und die Pforten der Unterwelt werden sie nicht überwältigen. Ich werde dir die Schlüssel des Himmelreichs geben; was du auf Erden binden wirst, das wird im Himmel gebunden sein, und was du auf Erden lösen wirst, das wird im Himmel gelöst sein.“

#### St. Josef-Statue in der Sakristei
In der Sakristei befindet sich eine Keramikstatue des Merziger Keramikkünstlers und Kirchenmusikers Josef Schwindling. Die Statue wurde der Pfarrei im Jahr 2009 gestiftet.

## Glocken
Die Notkirche besaß eine Glocke (a′, 360 kg) aus dem Jahr 1896 von der Glockengießerei Andreas Hamm in Frankenthal. Eine Glocke mit der Tonlage c″ war bereits vorhanden. Beide Glocken sind nicht mehr erhalten.
Die Glockengießerei Otto in Hemelingen bei Bremen goss 1910, im Jahr der Einweihung der Kirche, fünf Glocken, deren Gesamtgewicht 10.009 kg betrug. Die Disposition lautete: b0, 7826 Pfd. / des′, 4740 Pfd. / es′, 3290 Pfd. / f′, 2260 Pfd. / ges′, 1902 Pfd. Im Jahr 1917 mussten 4 Glocken für die Kriegsrüstung abgeliefert werden, die nach den damaligen Vorschriften sofort eingeschmolzen wurden, da sie neu waren und somit keinen Denkmalwert besaßen.
Im Jahr 1926 konnten wieder neue Glocken angeschafft werden. Es handelte sich um ein sechsstimmiges Geläut, das bei der Gießerei Causard in Colmar bestellt und gegossen wurde. Bis auf die kleinste Glocke mussten im Jahr 1942 wieder alle Glocken für die Rüstung des Zweiten Weltkriegs abgeliefert werden. Die im Turm verbliebene Glocke wurde bei einem Fliegerangriff am 5. Oktober 1944 zerstört.
Seit 1957 befinden sich sechs Glocken der Glockengießerei Mabilon aus Saarburg im Kirchturm. Sämtliche Glocken haben verzierte Sechshenkelkronen und tragen die lateinische Inschrift „Parochia Ad Sanctum Joseph – Saarbrücken II MCMLVII“ (Pfarrei St. Josef, Saarbrücken II, 1957). Die übrigen Inschriften sind der katholischen Liturgie bzw. der Bibel entnommen.
| Nr. | Name                | Nominal (16tel) | Gewicht (kg) | Durchmesser (mm) | Inschrift |
| 1   | Josef               | c1 +1           | 2300         | 1570             | „In Honorem Sancti Joseph. Fac Nos Innocuam, Joseph, Decurrere Vitam: Sitque Tuo Semper Tuta Patrocino.“ (Zur Ehre des heiligen Josef. Lass uns, heiliger Josef, ein lauteres Leben verbringen. Unter deinem Schutz sei es in sicherer Hut.)                                                                  |
| 2   | Michael             | es1 +1          | 1350         | 1320             | „In Honorem Sancti Michaelis. Signifer Sanctus Michael Repraesentet Eas In Lucem Sanctam.“ (Zur Ehre des heiligen Michael. Der Bannerträger, der heilige Michael, führe sie hin zum heiligen Licht.) |
| 3   | Pius X.             | f1 +3           | 950          | 1170             | „In Honorem Sancti Pii Papae. Laetatus Sum, Quia Dixerunt Mihi: In Domum Domini Ibimus.“ (Zur Ehre des heiligen Papstes Pius. Ich freute mich, als man mir sagte: Wir ziehen zum Haus des Herrn; Ps 122,1 )                                                                                                   |
| 4   | Johannes der Täufer | ges1 +3         | 800          | 1110             | „In Honorem Sancti Joannis. Hic Est Qui Baptizat In Spiritu Sancto.“ (Zur Ehre des heiligen Johannes. Dieser ist es, der tauft im Heiligen Geist; Joh 1,33 ) |
| 5   | Maria               | as1 +4          | 580          | 980              | „In Honorem Beatae Mariae Virginis. Angelus Domini Enuntiavit Mariae.“ (Zur Ehre der seligen Jungfrau Maria. Der Engel des Herrn brachte Maria die Botschaft.) |
| 6   | Matthias            | b1 +4           | 400          | 880              | „In Honorem Sancti Matthiae. Nobis Domine, Sancti Matthiae Intersessione Locum Salutis Ostende, Pedesque Nostros In Viam Salutis Dirige.“ (Zur Ehre des heiligen Matthias. Zeige uns, Herr, auf die Fürsprache des heiligen Matthias, den Ort unseres Heiles, und unsere Schritte lenke auf des Heiles Wege.) |

## Orgel

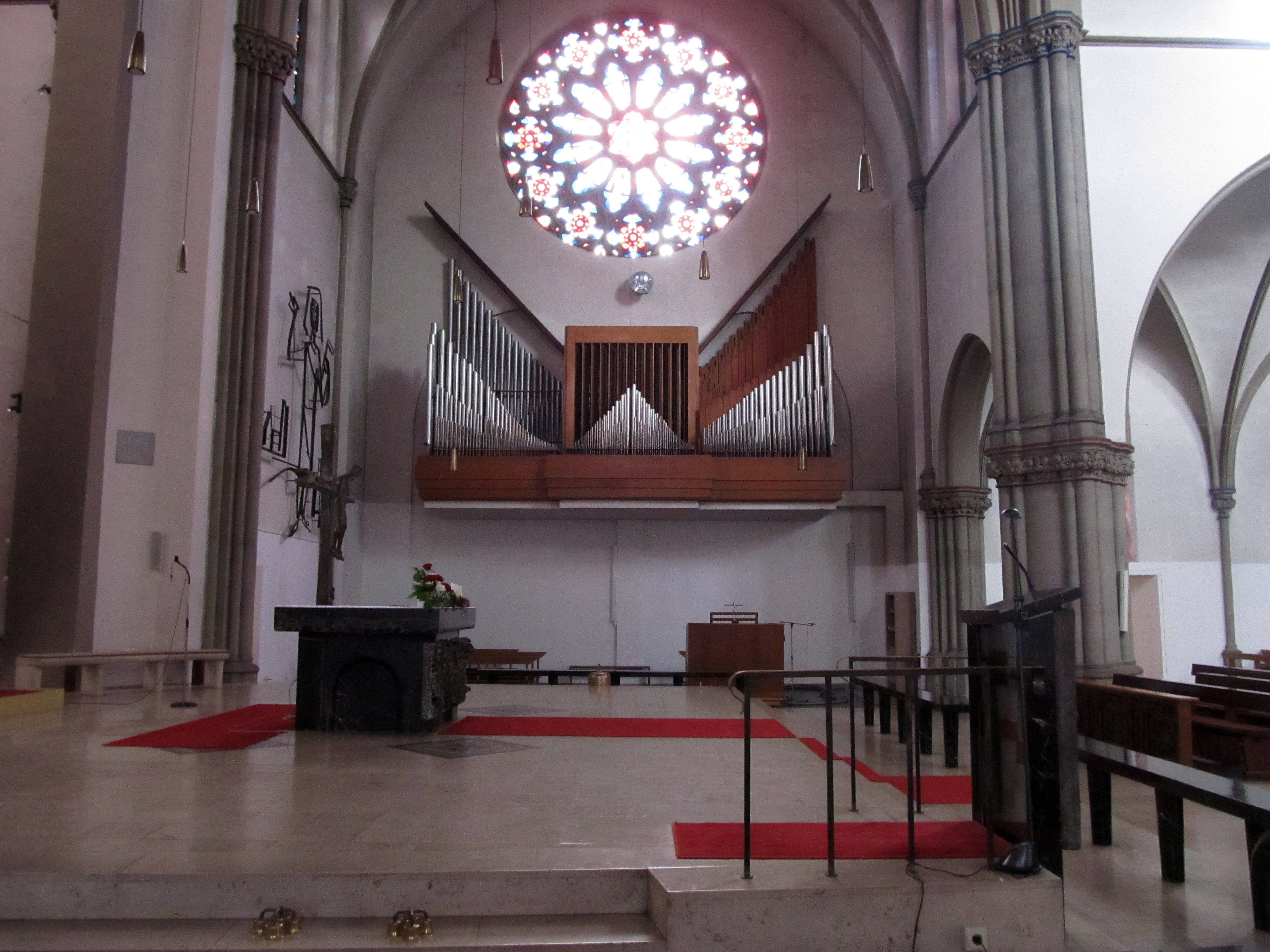
Orgelprospekt

Die erste Orgel der Kirche wurde 1923/24 von der Orgelbaufirma Weigle (Stuttgart) gebaut und besaß 42 Register und 2600 Pfeifen. Das Instrument, in einem Gehäuse aus reichem Schnitzwerk, war auf der Orgelempore an der Turmseite der Kirche aufgestellt.
Die heutige Orgel wurde 1953 von der Firma Michael Weise Orgelbau (Plattling) erbaut. Das Instrument verfügt über 33 Register, verteilt auf drei Manuale und Pedal. Aufgestellt ist die Orgel mit freistehendem Spieltisch und Freipfeifenprospekt im südlichen Querschiff, weshalb die ursprünglich dort vorhandenen Fenster vermauert werden mussten. Die Spiel- und Registertraktur ist elektrisch. Eine Besonderheit des Kirchenraumes ist der Nachhall von fast 10 Sekunden.
| I Hauptwerk C–g3 |              |       |
| 1.               | Quintade     | 16′   |
| 2.               | Principal    | 8′    |
| 3.               | Spitzflöte   | 8′    |
| 4.               | Oktav        | 4′    |
| 5.               | Kleingedackt | 4′    |
| 6.               | Superoktav   | 2′    |
| 7.               | Mixtur V     | 1 ⁄3′ |
| 8.               | Trompete     | 8′    |

| II Brustwerk C–g3 |                 |       |
| 9.                | Rohrflöte       | 8′    |
| 10.               | Prästant        | 4′    |
| 11.               | Waldflöte       | 4′    |
| 12.               | Schweizerpfeife | 2′    |
| 13.               | Spitzquinte     | 1 ⁄3′ |
| 14.               | Cymbel III      |       |

| III Farbwerk (schwellbar) C–g3 |                    |        |
| 15.                            | Gedackt            | 8′     |
| 16.                            | Weidenpfeife       | 8′     |
| 17.                            | Englisch Principal | 4′     |
| 18.                            | Nasard             | 2 ⁄3′  |
| 19.                            | Blockflöte         | 2′     |
| 20.                            | Principal          | 2′     |
| 21.                            | Terzflöte          | 1 3⁄5′ |
| 22.                            | Scharff V          | 1′     |
| 23.                            | Krummhorn          | 8′     |
| 24.                            | Schalmei           | 4′     |
|                                | Tremulant          |        |

| Pedal C–f1 |                |     |
| 25.        | Principal      | 16′ |
| 26.        | Subbaß         | 16′ |
| 27.        | Octavbaß       | 8′  |
| 28.        | Zartgedackt    | 8′  |
| 29.        | Choralbaß      | 4′  |
| 30.        | Hintersatz III | 2′  |
| 31.        | Posaune        | 16′ |
| 32.        | Trompete       | 8′  |
| 33.        | Horn           | 4′  |

- Koppeln:
  - Normalkoppeln: II/I, III/I, III/II, I/P, II/P, III/P
  - Suboktavkoppeln: III/I
- Spielhilfen: Handregister, zwei freie Kombinationen, mf, f, Tutti, automatisches Pianopedal, Crescendo, Rohrwerke ab

## Kirchenchor
Zwei Jahre nach der Gründung der Pfarrei St. Josef im Jahr 1888 wurde am 25. März 1890 der Kirchenchor St. Cäcilia gegründet. Unter dem Organisten Jakob Pauli, der den Chor von 1920 bis 1946 leitete, hatte der Chor mit 100 Mitgliedern im Jahre 1935 zahlenmäßig seine Hochphase.

## Pfarrer

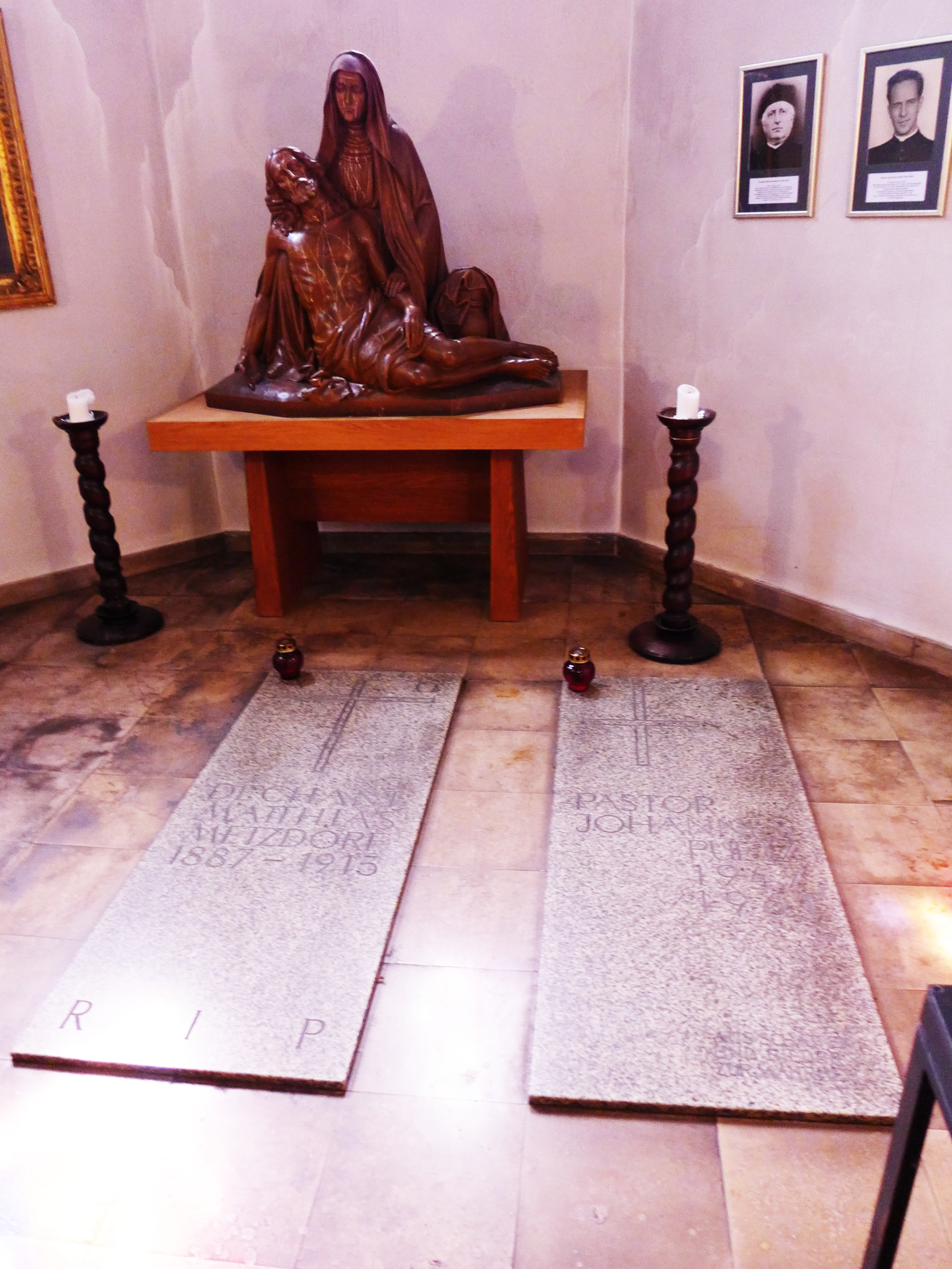
St. Josef (Saarbrücken), Grabkapelle von Pfarrer Matthias Metzdorf und Pfarrer Johannes Pütz mit einer Pietà des Bildhauerateliers Bücker aus Rheda in Westfalen; Die in der Nachkriegszeit abgebeizte Skulptur ist seit einer Restaurierung wieder polychromiert

An St. Josef in Malstatt versahen den Seelsorgedienst als Pfarrer:
- Matthias Metzdorf, (* 21. Oktober 1854, † 30. November 1913, Pastor 1887–1913)
- Theodor Acker, (* 22. Februar 1872, † 12. Oktober 1941, Pastor 1914–1919)
- Franz-Josef Bungarten, (* 4. Februar 1876, † 7. September 1965, Pastor 1919–1936)
- Dr. Otto Hirz, (* 15. Januar 1894, † 27. November 1936, Pastor 1936–1946)
- Johannes Pütz, (* 29. August 1912, † 13. Oktober 1961, Kaplan in St. Josef 1939–1942, Pastor 1947–1961)
- Erwin Bernard, (* 25. Dezember 1915, † 12. November 1991, Pastor 1961–1966)
- Josef Pauken, (* 15. März 1924, † 31. Mai 1999, Pastor 1966–1973)
- Josef Schmidt, (* 22. November 1932, Pastor 1973–1989)
- Edgar Michels, (* 3. September 1943, Pastor 1989–2002)
- Axel-Maria Kraus, (* 5. August 1956, Pastor 2002–2004)
- Bernd Schikofsky, (* 16. Juli 1959, Pastor seit 2004)